# Storia della Corsica

La bandiera tradizionale della Corsica

La storia della Corsica, in cui l'insediamento umano è testimoniato almeno dal X millennio a.C., si collega per alcuni tratti a quella della Sardegna, con la quale ebbe in più epoche punti di contatto, e dopo aver subito numerose dominazioni (come quella genovese) fa parte, dal XVIII secolo in avanti, a quella della Francia continentale.

## Geografia
Nella storia della Corsica geografia e orografia hanno avuto conseguenze più spiccate che altrove. La grande isola mediterranea è una sorta di "montagna in mezzo al mare", attraversata com'è, da nord-ovest a sud-est, da un notevole sistema di catene montuose le cui cime superano spesso i 2500 metri. Tali cime culminano nei 2706 metri del Monte Cinto, la cui vetta - spesso innevata anche d'estate - dista solo 28 km dal mare, a ponente, illustrando così assai bene lo sviluppo verticale più che orizzontale di questa terra.
Questo sistema montuoso ha da sempre diviso la Corsica in due parti: quella nord-orientale (oggi Haute-Corse), detta storicamente Banda di dentro, Di qua dai monti o Cismonte (avendo come riferimento l'Italia), e quella sud-occidentale (oggi Corse-du-Sud), detta Banda di fuori, Di là dai monti o Pumonte. I passi che attraversano le montagne - molti dei quali sono situati oltre i 1000 metri - erano bloccati anche per settimane dalle nevicate, venendo così a costituire, assieme ai monti, più una barriera che un vero collegamento tra le due sub-regioni. Ancora, le ripide vallate, spesso prive di collegamenti tra loro anche nell'ambito della stessa Banda, tracciano una ragnatela a compartimenti stagni nell'entroterra còrso. Se da un lato queste caratteristiche del terreno hanno reso lungo e difficile il compito agli invasori, rendendone lenta la penetrazione e abituando i còrsi a fare di guerra e guerriglia il proprio pane quotidiano per secoli, dall'altro hanno contribuito decisivamente a tenere sempre relativamente bassa la densità della popolazione e a separare i còrsi tra loro.
Lungo il versante rivolto all'Italia è presente una lunga cimosa litoranea, potenzialmente fertile ma facilmente soggetta all'impaludamento e, in passato, alla malaria che per lunghi secoli ha reso pressoché impossibile l'insediamento umano in tutta la piana d'Aleria. Il Capo Corso e l'area di Bastia hanno inoltre subìto una maggiore influenza dalla Penisola, sia sul piano politico-sociale, sia su quello linguistico, mentre la parte sud-occidentale ha mantenuto un'originalità più spiccata (ma goduto di un minore progresso politico, almeno sino all'attuale periodo francese, nonostante la maggiore disponibilità di buoni approdi); a ogni modo il radicamento della popolazione nelle vallate montane - tutte le maggiori città sul mare sono state fondate o sviluppate dagli invasori - ha generato e diffuso ovunque una tendenza al particolarismo, a volte spinta sino a sfociare in una sorta di anarchismo la cui conseguenza forse più drammatica fu il diffondersi e l'affermarsi, per secoli, della piaga della vendetta (simile alla disamistade diffusa nella vicina Sardegna e alla faida nell'Italia meridionale e in Sicilia) quale sistema sommario di giustizia, e del diffuso fenomeno del banditismo.

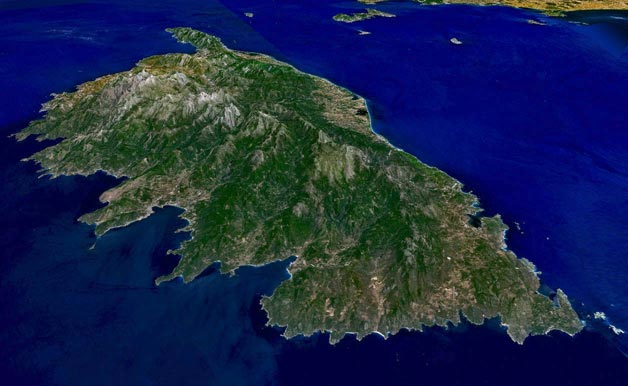
Vista satellitare sintetica della Corsica che ne evidenzia il rilievo montuoso. Sullo sfondo l'arcipelago toscano e l'Argentario

La grande divisione orografica longitudinale e quelle (minori, ma a volte non meno importanti) trasversali, più marcate nella zona sud-occidentale, hanno dunque finito per creare nell'isola confini ideali, sociali, linguistici e politici. Tali confini, filtrati dalla storia, si sono tradotti nelle suddivisioni amministrative che, con poche variazioni, sono rimaste immutate sino ai giorni nostri. I due dipartimenti (Départements 2A/2B), reintrodotti dalla Francia nel 1975 (dopo un'analoga parentesi tra 1793 e 1811), ricalcano i confini storici di Pumonte e Cismonte, mentre gli attuali Cantoni (Cantons) corrispondono in buona parte all'antico sistema delle Pievi (suddivisione amministrativa del territorio delle parrocchie), sviluppato durante i secoli del dominio genovese (1284-1768).
Situata in posizione strategica nel Mar Mediterraneo occidentale, la Corsica suscitò l'interesse dei popoli e degli Stati che, via via, si sono affacciati su quel mare come commercianti o come conquistatori.
Liguri, Fenici, Greci, Etruschi, Romani, Vandali, Bizantini, Pisani, Aragonesi, Genovesi e, per ultimo, i Francesi (che, con il Trattato di Versailles del 1768 di fatto costrinsero la Repubblica di Genova a cedere l'isola, e subito dopo l'annessero), si sono fatti signori di Corsica durante il trascorrere di oltre due millenni.

## Antichità

### I primi abitanti
Durante le glaciazioni, il livello medio del mare Mediterraneo si abbassò e si crearono diversi ponti naturali che consentirono il passaggio della fauna dal continente italiano all'arcipelago sardo-corso, passando per le isole di quello toscano e attraversando al più uno stretto tratto di mare. Attorno a 12-14 000 anni fa, il clima iniziò l'evoluzione che lo ha portato verso la sua forma attuale, e la Corsica, distaccatasi dalla Tirrenide, assunse l'odierna configurazione insulare. Nel XIX secolo fu sviluppata l'ipotesi che anche l'uomo potesse aver popolato queste lande raggiungendole a piedi quando ancora non era completamente un'isola; questa tesi del docteur Mattei fu ripresa dal conte Colonna de Cesari Rocca, che notò come, al tempo in cui scriveva, gli antropologi si stessero interessando di curiose somiglianze comportamentali fra i caratteri di alcune tipologie di corsi e di albanesi (anch'essi di origine pelagica) che con molta analogia - riferisce lo studioso - avevano spirito di clan e l'abitudine di assoggettare per poi dominare le popolazioni presso le quali si erano introdotti.
Risalgono a circa il 9000 a.C. (Romanelliano) i primi giacimenti di pietre scheggiate e gli abbozzi scultorei finora ritrovati in Corsica, nella regione di Porto-Vecchio.
Uno scheletro femminile (la dame de Bonifacio) datato al VII millennio a.C. è stato trovato presso la città omonima.
Il Neolitico antico è rappresentato in Corsica da reperti di ceramiche cardiali e da ossidiana importata. I maggiori influssi sembrano provenire sia dalla Toscana sia dalla Sardegna. 

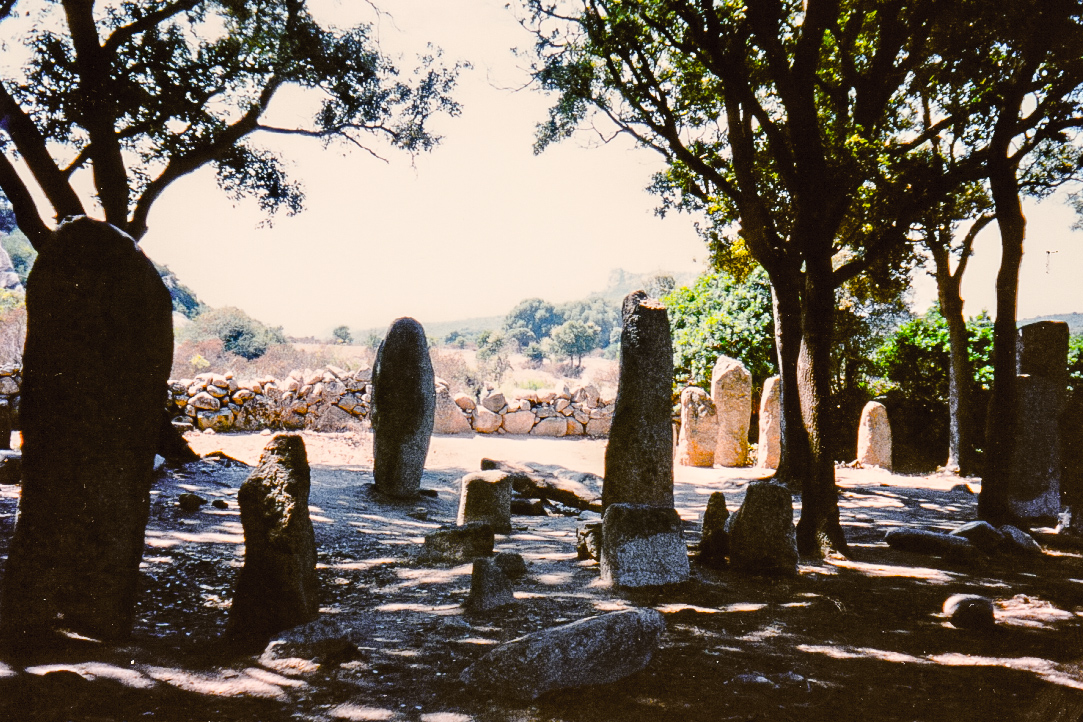
Menhir (stantare) allineati nel sito megalitico di Palaghju nei pressi di Sartene

Nelle fasi successive si sviluppò in Corsica una civiltà megalitica di rilievo, che lascia sull'isola dolmen (stazzòne, trovati presso Cauria e Pagliagio), menhir (stantare) e le originali statue-menhir, concentrate soprattutto a Sud, nel sito di Filitosa e in quello di Funtanaccia, nei pressi di Sartene, ma presenti anche al Nord, presso San Fiorenzo. Il sito di Filitosa - riconosciuto patrimonio mondiale dall'UNESCO - si trova nei pressi di Sollacaro, verso lo sbocco sul mare della valle del Taravo).
Secondo l'archeologo Giovanni Lilliu, nella seconda metà del IV millennio a.C., la Corsica fu investita da una corrente culturale chiamata Cultura di Arzachena, nota anche come aspetto culturale corso-gallurese, secondario al complesso culturale conosciuto come Cultura di Ozieri ed esteso su tutta la Sardegna. La facies corso-gallurese interessava prevalentemente l'intera Gallura con espansione oltre le Bocche di Bonifacio, nella Corsica del Sud. Sempre secondo G. Lilliu, tale facies evidenziava una società a sfondo aristocratico e individualistico, e si distingueva chiaramente da quella predominante di Ozieri, tendenzialmente democratica e con chiari influssi dal Mediterraneo orientale. La facies pastorale aristocratica di Arzachena e la cultura agricola democratica di Ozieri, costituiranno la più importante componente sociologica delle popolazioni sarde prenuragiche
L'eneolitico corso è caratterizzato dal terriniano, che prende il nome dal sito di Terrina, sulla costa centro-orientale, dove ebbero una preoce diffusione le tecniche legate alla metallurgia del rame. Nella prima età del bronzo si registrano sull'isola, così come in Sardegna, influssi settentrionali provenienti dall'area poladiana.

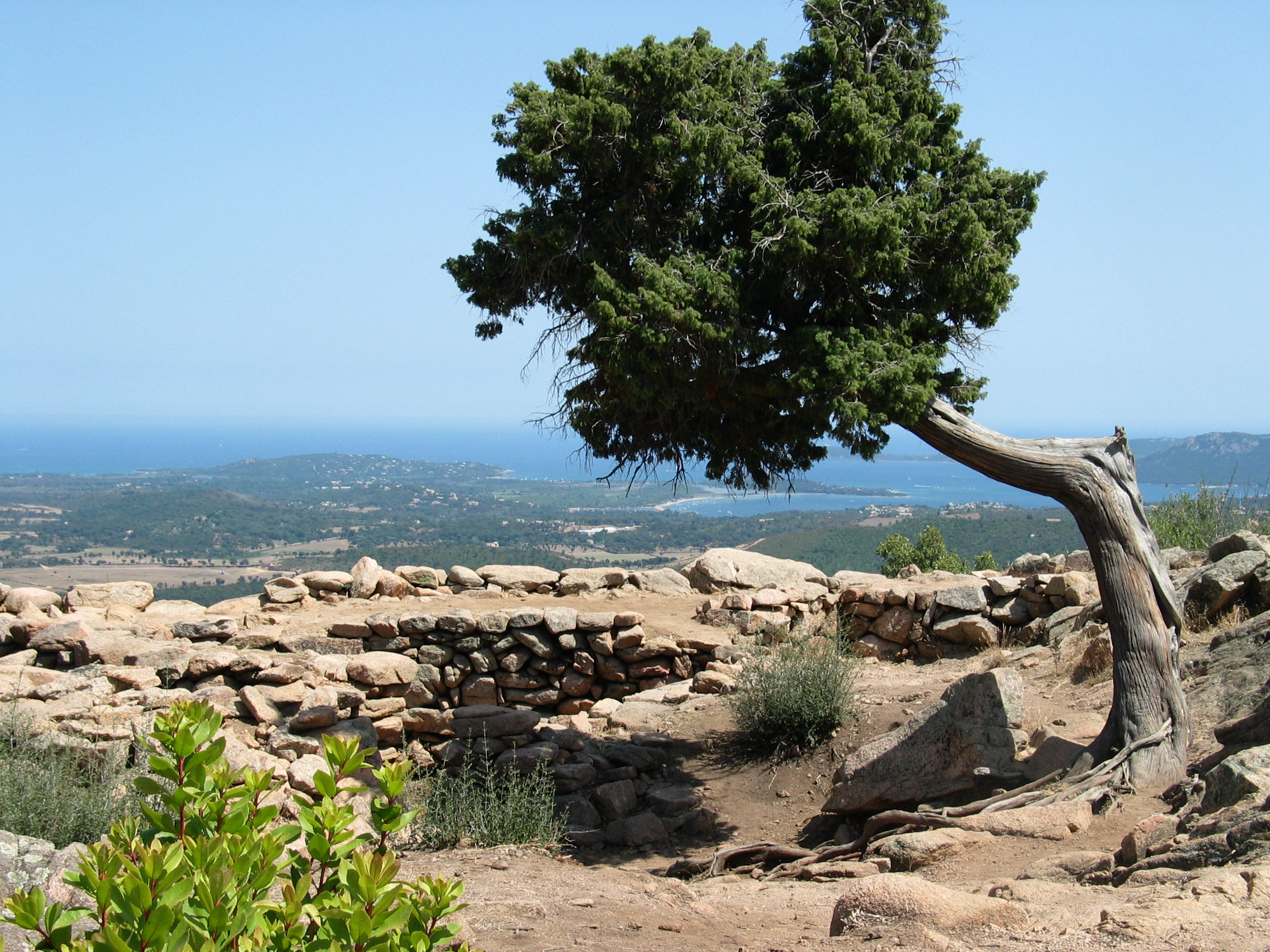
Araghju, San Gavino di Carbini

In questa fase si sviluppa, nel Sud, la civiltà torreana. Di questa cultura restano oggi numerose torri megalitiche con struttura simile a quella dei nuraghi sardi. Per la natura dei reperti, la loro epoca e la loro localizzazione, gli studiosi hanno accertato che tale civiltà fosse un'estensione di quella coeva sviluppatasi in Sardegna. 
Secondo una teoria invasionistica, sviluppata principalmente dal Grosjean negli anni settanta, i Torreani (che l'autore fa coincidere con l'antico popolo del mare degli Shardana) ebbero la meglio sui megalitici e li scacciarono verso il centro e il nord dell'isola. Lo stesso sito di Filitosa recherebbe le tracce della distruzione cruenta dell'insediamento precedente e la sovrapposizione a esso di uno torreano. Oggi questo modello non è più accettato dalla maggior parte degli studiosi che vedono nei Torreani l'evoluzione delle locali comunità neoeneolitiche. In questo periodo prese forma il popolo che i Greci chiameranno Κὁρυιοι, Còrsi, attestati anche nella Gallura e forse di ascendenza ligure, come sembrerebbero suggerire toponimi come Asco e Venzolasca, con il tipico suffisso in "-asco".

### Età del ferro e storia antica

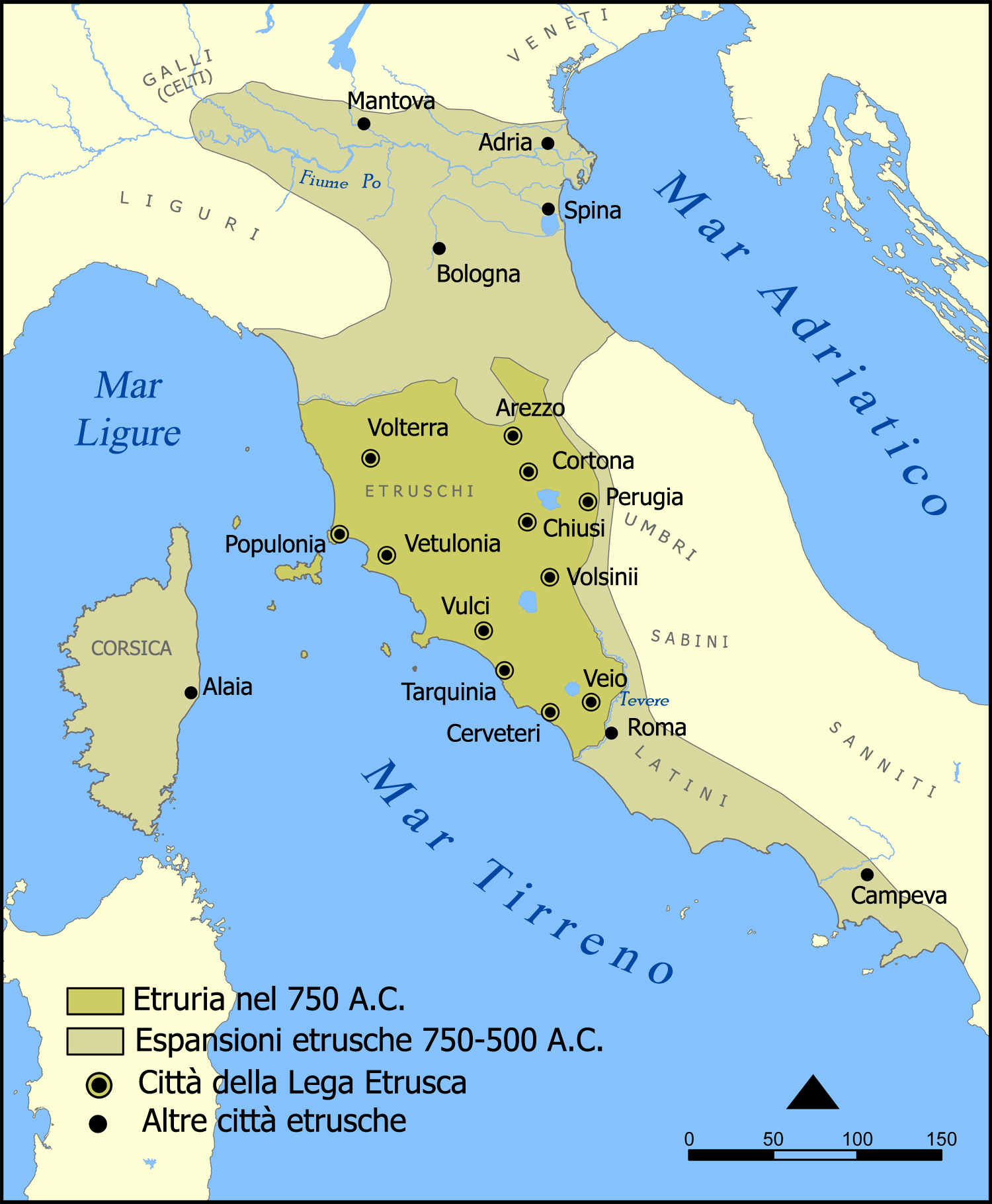
Estensione della civiltà etrusca

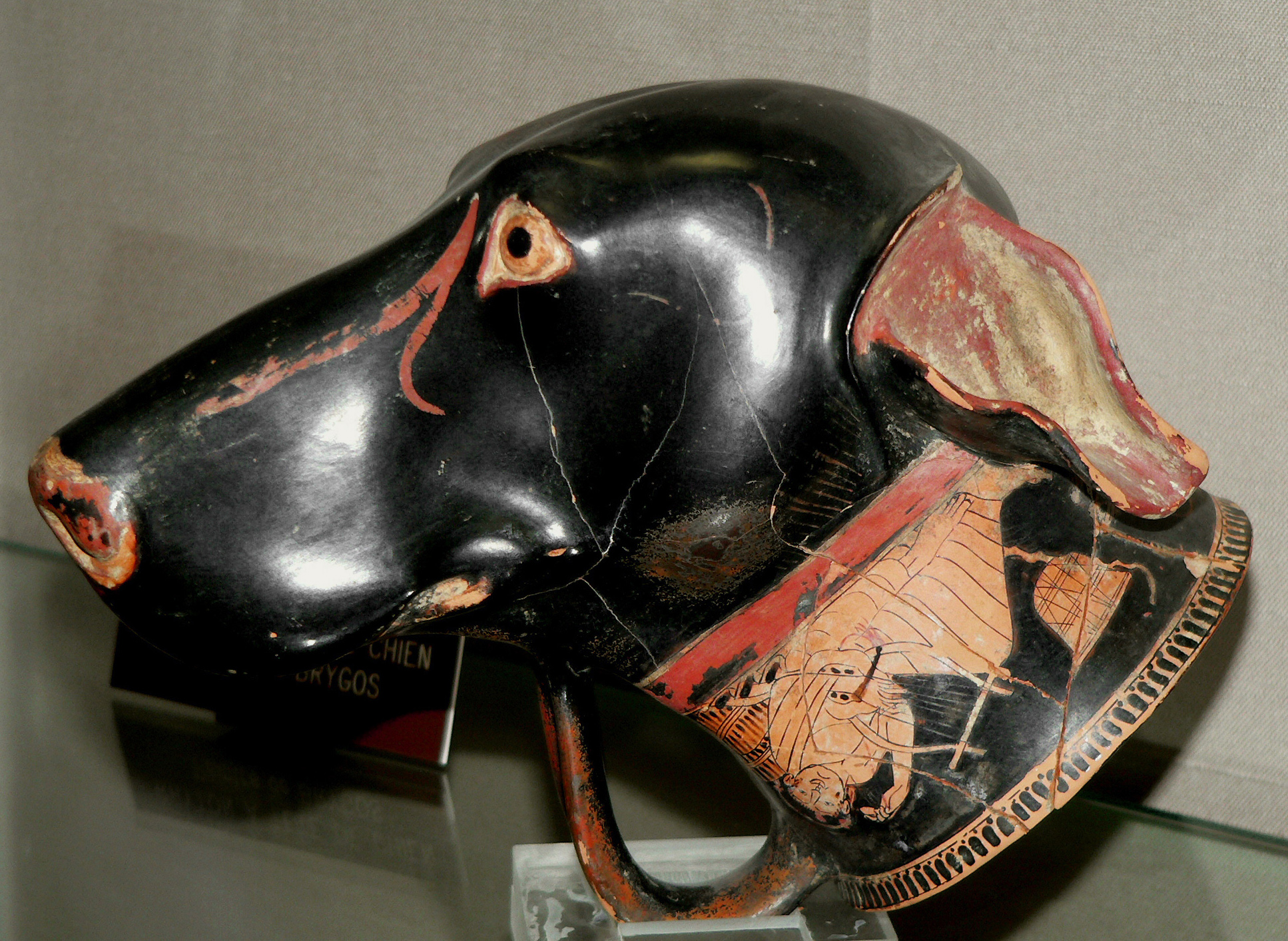
Aleria, Rhyton a forma di testa canina

Iniziata sull'isola attorno all'VIII secolo a.C., l'Età del ferro termina con l'ingresso della Corsica nella Storia quando viene fondata da coloni Greci Ioni, i Focei di Marsiglia, la colonia di Alalia, nel 565 o nel 562 a.C., presso il sito dell'attuale città di Aleria. I Greci chiamarono l'isola dapprima Kalliste e in seguito Cyrnos, Cernealis, Corsis e Cirné. Dei Focei parlò Erodoto, lasciando così la prima traccia documentale dell'isola, e ne narrò che dopo la fondazione di Alalia altri Focei raggiunsero l'isola per sottrarsi al rischio di cadere in schiavitù dei Persiani.
Anche i Greci resistettero poco: nel 535 a.C., a seguito della battaglia del mare sardo, furono a loro volta scacciati da una coalizione Etrusco-Cartaginese formata su un patto appositamente stipulato e che, dopo il conflitto, prevedeva in caso di vittoria la spartizione delle due isole su cui era stata conquistata l'influenza: la Sardegna ai Cartaginesi, la Corsica agli Etruschi. In realtà secondo Erodoto i Focei avevano vinto, ma si sarebbe trattato di una vittoria cadmea, dato che delle 60 navi impiegate (la metà del complessivo armo delle flotte avversarie) 40 furono affondate e le restanti rese inservibili. I Focei lasciarono allora la Corsica e Cartaginesi ed Etruschi poterono così dar corpo ugualmente al patto di spartizione. Gli Etruschi ripresero pertanto quel controllo sulle sponde orientali dell'isola che già in precedenza avevano consolidato con l'attività delle marine da guerra di Pisa, Volterra, Populonia, Tarquinia e Cere. Alla loro presenza è attribuito il toponimo di Tarco nella costa sud orientale, che richiama la città di Tarquinia.
Seguirono le incursioni dei Sicelioti di Siracusa che, nel V secolo a.C., fondarono un leggendario Portus Syracusanus e, di nuovo, quelle dei Cartaginesi (IV secolo a.C.). I siracusani mossero una prima volta verso l'isola al comando di Apello nel 453 a.C., ma fu nel 384 a.C., con Dionisio I, che sferrarono l'attacco più importante poiché rivolto non solo alla Corsica ma anche all'isola d'Elba e alle coste toscane. Il Portus Syracusanus è stato classicamente individuato nel sito dell'attuale Porto Vecchio, tuttavia vi sono diversi studiosi di epoche diverse che confutano questa tesi, sostenendo che possa essere stato nel golfo di Santa Amanza, oppure a Bonifacio.

### Sette secoli di Corsica romana

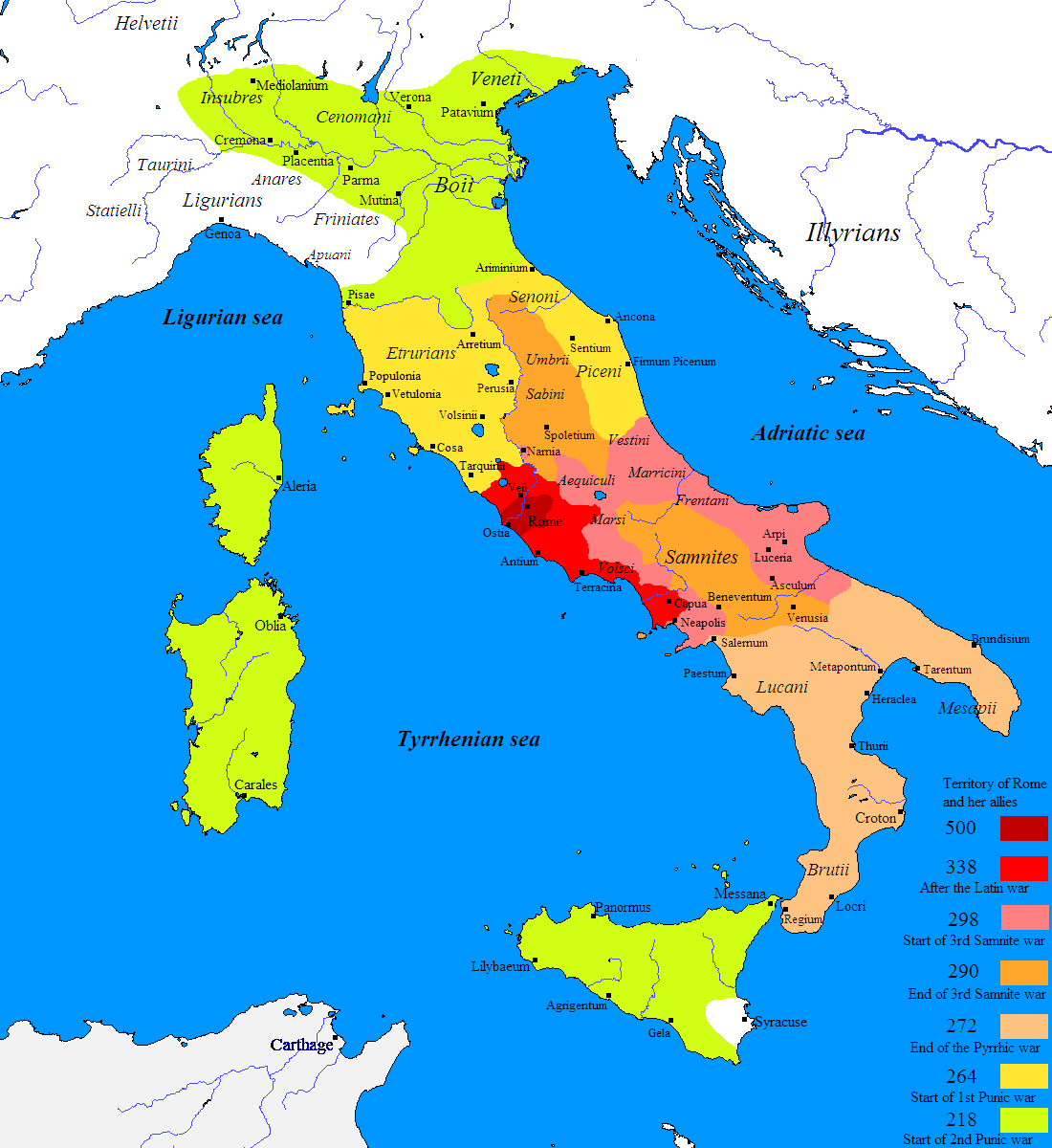
Conquista romana dell'Italia (mappa cronologica)

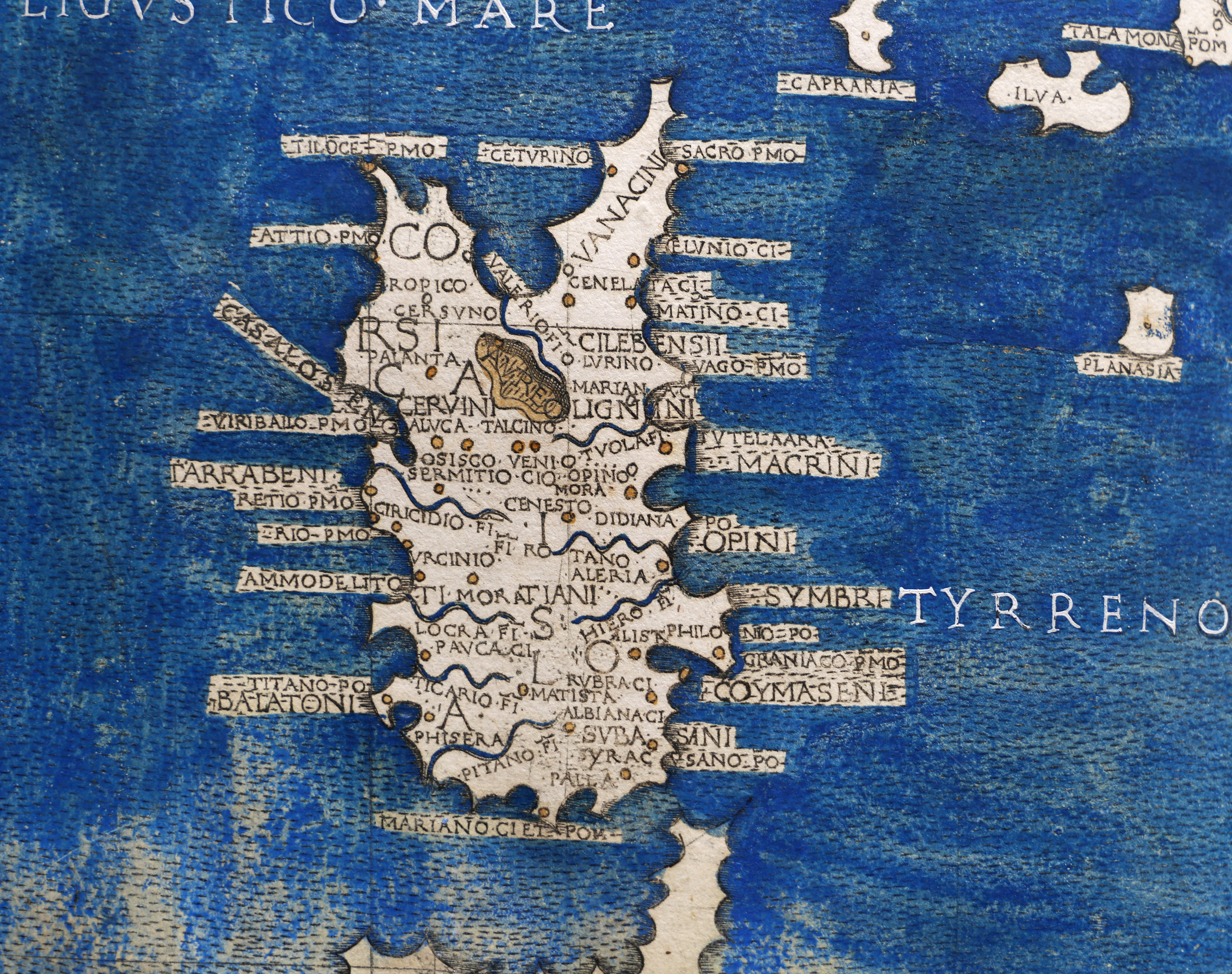
Mappa della Corsica romana nella Geographia di Francesco Berlinghieri del 1482

Il dato sul primo serio interessamento di Roma all'isola lo si ricava da un testo di argomento insospettabile: è infatti in Teofrasto, il botanico greco, che si legge di una spedizione romana in Corsica finalizzata alla fondazione di una città. Le 25 navi della spedizione incorsero però in un inatteso inconveniente, rovinandosi le vele con la selvaggia e gigantesca vegetazione, i cui rami crescevano e si sporgevano dai golfi e dalle insenature dell'isola sino a lacerarle irrimediabilmente; e, per completare il disastro, la zattera che caricava 50 vele di ricambio affondò con tutto il carico. La spedizione sarebbe avvenuta intorno al IV secolo a.C., a questo periodo infatti diversi studiosi, fra i quali il Pais, riferiscono il brano del botanico.
Fallita la spedizione, non era cessata l'attenzione dell'Urbe per il mare e per questo interesse giunse anche, all'incirca nel 348 a.C., a stipulare due trattati con Cartagine, entrambi riguardanti Sardegna e Corsica; ma se rispetto alla prima isola i passaggi dei trattati sono ben chiari, i patti sulla seconda sono tutt'altro che nitidi, al punto che Servio osserva che in foederibus cautum est ut Corsica esset medio inter Romanos et Carthaginienses. Anche Polibio, narrando dei trattati, non menziona la Corsica e da questo silenzio, insieme al fatto che l'isola non figurava nemmeno nelle descrizioni dei territori a controllo cartaginese, il Pais e altri dedussero che la facoltà di controllarla che tempo prima Cartagine aveva pattuito con gli Etruschi, si fosse da questi trasmessa a Roma. Tuttavia lo stesso Pais ricorda, per converso, che Cartagine non aveva mai rinunziato a mire sull'intero Mediterraneo, e che riponeva nella Corsica un interesse specifico, giacché a partire dal 480 a.C. ne assoldava periodicamente fidati mercenari; questa circostanza, unita a una facile riflessione sull'importanza strategica di un'isola a vista, anzi dirimpettaia delle rive liguri, toscane e laziali, punto quindi di osservazione e di attacco, parrebbe smentire l'ipotesi di un disinteressamento di Cartagine come causa del silenzio dei trattati.
I trattati imperituri non durano mai quanto promettono e Roma era infatti impegnata nella prima guerra punica, già dal 264 a.C., quando il console romano Lucio Cornelio Scipione nel 259 sbarcò presso lo Stagno di Diana, a circa 3 km da Aleria, e assediò la città; sebbene l'invasore contasse sull'effetto sorpresa, Aleria resistette a lungo e dopo la capitolazione Scipione la saccheggiò con accanimento, ciò che secondo Floro avrebbe diffuso lo sgomento nelle popolazioni corse. Prima di potersi dedicare a terminare l'occupazione della Corsica, Scipione si allungò in Sardegna dove i locali erano in rivolta contro Roma, secondo lo Zonara poiché sobillati dal generale cartaginese Annone; sulla rivolta non vi sono dubbi, ma sono state espresse perplessità a proposito dell'asserita fomentazione cartaginese, ad esempio il Dyson definì l'asserzione di Zonara a cryptic passage. A ogni buon conto, Scipione uccise Annone e ne organizzò il funerale.
Nonostante al rientro del console a Roma si celebrasse il suo trionfo per la vittoria su Cartaginesi, Sardi e Corsi, nondimeno si rese necessario 23 anni dopo, nel 236 a.C., che il senato capitolino dichiarasse guerra ai Corsi e inviasse una spedizione di conquista guidata da Licinio Varo, non coerente con il relato di già avvenuta occupazione dell'isola pervenuto da alcuni storici romani. Il comandante Varo, comunque, conscio delle proporzioni non schiaccianti della flotta assegnatagli, studiò di far precedere l'attacco principale da un'operazione decentrata meno impegnativa, onde affievolire le difese corse, e fece sbarcare sull'isola un corpo separato di spedizione al comando dell'ex console Marco Claudio Clinea. Prima di questa operazione, Clinea aveva già reso pericolante la sua reputazione presso i Romani, avendo osato andare in battaglia contro l'avviso degli àuguri e avendo pure commesso un sacrilegio consistente nell'avere (o aver fatto) strangolare dei galli sacri; ansioso di riguadagnare prestigio, mosse da solo contro il nemico e ne fu sconfitto. I Focei lo obbligarono a siglare un umiliante trattato presto sconfessato da Varo, che lo ignorò o lo infranse, a seconda dei punti di osservazione, e attaccò quando gli avversari, paghi del trattato e non più allertati, proprio non se lo attendevano. Varo vinse facilmente e conquistò territori della parte meridionale dell'isola; poi tornò a Roma dove chiese la celebrazione di un trionfo, che gli fu però negato. Quanto allo strangolatore di galli, Clinea, Roma decise di lasciarlo in mano ai Corsi presumendo che lo avrebbero ucciso per esser in qualche modo venuto meno (con l'attacco guidato da Varo) al trattato sottoscritto, ma questi lo liberarono e anzi lo rinviarono a Roma indenne; il Senato non si perse d'animo e, dopo averlo riportato in città, lo condannò a morte, inducendo Valerio Massimo a chiosare che hic quidem Senatus animadversionem meruerat.
Nel 233 a.C. i consoli Marco Emilio Lepido e Publicio Malleolo, di ritorno da una spedizione in Sardegna in cui avevano razziato dei villaggi, furono costretti da una tempesta a prendere terra in Corsica; gli abitanti li assalirono, massacrarono i soldati e li depredarono del bottino sardo. Il Senato di Roma inviò allora nell'isola il console Caio Papirio Maso, il quale dopo una serie di buoni successi nelle zone costiere, si diede a inseguire i corsi (per Roma "i ribelli") sulle montagne. Qui i padroni di casa ebbero facilmente la meglio, dovendo il romano fare i conti anche con la scarsità di rifornimenti e perdendo uomini, oltre che per le azioni militari, anche per la denutrizione delle sue truppe. Papirio fu costretto a una resa e sottoscrisse un altro trattato i cui dettagli non sono noti, ma che assicurò un buon periodo di pace.
In seguito Roma completò l'occupazione della Corsica durante la prima guerra punica, dando l'avvio a una fase di dominazione che durò ininterrotta per circa sette secoli.
Dopo una serie di alterne vicende, che videro i Romani tentare l'occupazione della Sardegna a partire dalla Corsica e poi scontrarsi con i còrsi, la definitiva espulsione delle ultime forze puniche si concluse nel 227 a.C. Inizialmente i Romani si limitarono a controllare l'isola senza avviare una vera e propria colonizzazione.
Il II secolo a.C. fu, specialmente nella sua prima parte, un periodo di importanti fermenti insurrezionali. Nel 181 a.C. ci fu una rivolta dei corsi, sedata nel sangue dal pretore Marco Pinario Posca, che ne uccise circa 2000 e fece un certo numero di schiavi. Nel 173 a.C. una nuova rivolta fece intervenire Attilio Servato, pretore in Sardegna, che fu battuto e costretto a ripararsi sull'altra isola; Attilio chiese rinforzi a Roma, questa inviò Caio Cicerio che, dopo aver fatto voto a Giunone Moneta di erigerle un tempio in caso di successo, ottenne un nuovo sanguinoso successo, con 7000 corsi uccisi e 1700 fatti schiavi. Nel 163 a.C. a domare una nuova rivolta fu invece Marcus Juventhius Thalna, delle cui gesta non è stato tramandato. Oltre al silenzio letterario sulla spedizione, colpiscono due aspetti anche più singolari del poco che ne è stato tramandato: il primo è che dopo aver avuto notizia del successo il senato romano indisse delle preghiere pubbliche, il secondo è che saputo a sua volta di quanto importante fosse stato considerato il suo successo, Thalna ne trasse tanta emozione da addirittura morirne. Morto Thalna, la ribellione dovette riprendere immediatamente, sostiene il Colonna, poiché Valerio Massimo, pur senza parlare di altre rivolte, segnala che dalla Sardegna dovette allungarsi sull'isola corsa anche Scipione Nasica a completare la pacificazione; circa la complessiva azione romana di repressione delle insurrezioni, lo stesso Colonna suggerisce inoltre che in nessun caso debba essersi trattato di successi pieni poiché, oltre che al primo, a nessun altro condottiero fu poi più concesso il trionfo.
Mario fondò la città di Mariana (Colonia Mariana a Caio Mario deducta, sita presso l'attuale comune di Lucciana) verso la foce del Golo nel 105 a.C. Da questo momento iniziò la colonizzazione vera e propria e sull'isola fiorirono ville rustiche e suburbane, villaggi e insediamenti di ogni tipo, incluse le terme di Orezza e Guagno.
Nell'81 a.C. furono i legionari di Silla a trovare in Corsica il luogo di pensionamento, stavolta presso Aleria, seguiti dai veterani di Giulio Cesare.
Analogamente a quanto avveniva in altre province (la Corsica era amministrativamente associata alla Sardegna con la riforma di Ottaviano Augusto del 4 a.C.), i Romani si guadagnarono il rispetto e la collaborazione dei capi locali (a cominciare dai Venacini, tribù del Capo Corso), riconoscendo loro funzioni di governo locale e apportando ricchezza con la messa a profitto delle terre sfruttabili in collina e lungo le coste.
Presso Aleria e Mariana si approntarono basi secondarie della flotta imperiale di Miseno. I marinai còrsi arruolati presso i porti dell'isola furono tra i primi a ottenere la cittadinanza romana (sotto Vespasiano, nel 75).
Nel 44 a.C. Diodoro Siculo visitò la Corsica e notò che i còrsi osservavano tra loro regole di giustizia e di umanità che valutò più evolute di quelle di altri popoli barbari; ne stimò il numero in circa 30 000 e riferì che essi erano dediti alla pastorizia e che marchiavano le greggi lasciate libere al pascolo. La tradizione della proprietà comune delle terre comunali non fu eradicata del tutto se non nella seconda metà del XIX secolo.
Seneca passò dieci anni in esilio in Corsica a partire dal 41. Malgrado i continui collegamenti con l'Italia e forse per la sua natura selvaggia, l'isola divenne regolare mèta d'esilio e rifugio di cristiani, che probabilmente vi diffusero la nuova fede.
In epoca Antonina si perfezionarono le vie di comunicazione interna (strada Aleria-Aiacium e, sulla costa Est, Aleria-Mantinum - poi Bastia - a Nord e Aleria-Marianum - poi Bonifacio - a Sud): l'isola era pressoché completamente latinizzata, salvo qualche enclave montana.
Sembra accertato che l'isola sia stata colonizzata dai Romani soprattutto per mezzo delle distribuzioni di terre a veterani provenienti dall'Italia meridionale - o dai soldati provenienti dagli stessi strati sociali ed etnici cui furono similmente assegnate terre soprattutto in Sicilia - il che aiuterebbe a spiegare alcune affinità linguistiche riscontrabili ancor oggi tra còrso meridionale e dialetti siculo-calabri. Secondo altre ipotesi, più recenti, gli influssi linguistici potrebbero essere dovuti a migrazioni più tarde, risalenti all'arrivo di profughi dall'Africa tra il VII e l'VIII secolo. La stessa ondata migratoria sarebbe approdata anche in Sicilia e in Calabria.
Intorno al 150 il geografo Claudio Tolomeo, nella sua opera cartografica, offrì una descrizione piuttosto accurata della Corsica preromana, elencando 8 fiumi principali (tra i quali il Govola-Golo e il Rhotamus-Tavignano), 32 centri abitati e porti - tra i quali Centurinon (Centuri), Canelate (Punta di Cannelle), Clunion (Meria), Marianon (Bonifacio), Portus Syracusanus (Porto Vecchio), Alista (Santa Lucia di Porto Vecchio), Philonios (Favone), Mariana, Aleria - e 12 tribù autoctone (in greco, latino e loro localizzazione):
- Kerouinoi (Cervini, Balagna);
- Tarabenoi (Tarabeni, Cinarca);
- Titianoi (Titiani, Valinco);
- Belatonoi (Belatoni, Sartenese);

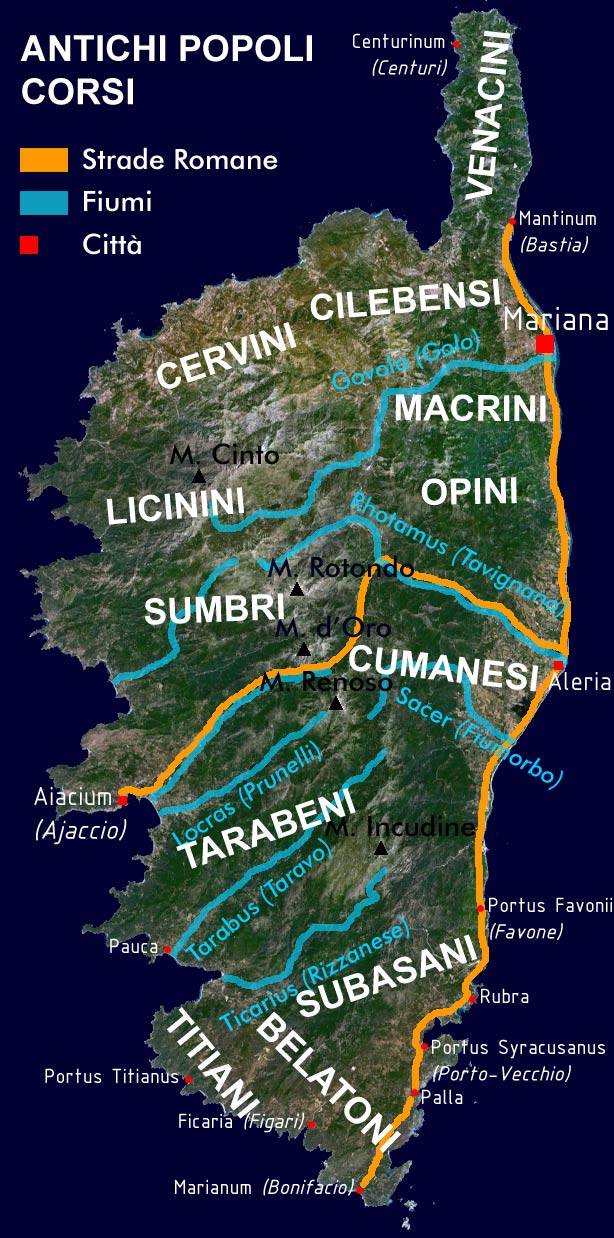
Le antiche tribù còrse e le principali città e strade in epoca romana

- Ouanakinoi (Venacini, Capo Corso);
- Kilebensioi (Cilebensi, Nebbio);
- Likninoi (Licinini, Niolo);
- Opinoi (Opini, Castagniccia, Bozio);
- Simbroi (Sumbri, Venaco);
- Koumanesoi (Cumanesi, Fiumorbo);
- Soubasanoi (Subasani, Carbini e Levie);
- Makrinoi (Macrini, Casinca).

Santa Devota (martire attorno al 202, persecuzione di Settimio Severo, o al 304, persecuzione di Diocleziano) è, assieme a santa Giulia, una delle prime sante còrse di cui si sia avuta notizia. Secondo la leggenda, la nave che ne trasportava il feretro verso l'Africa fu gettata da una tempesta sul litorale monegasco. Per questo sarebbe divenuta la patrona del Principato di Monaco e della famiglia Grimaldi.
Santa Giulia (martire durante la persecuzione di Decio del 250, o quella di Diocleziano), è la patrona di Corsica e di Brescia, città dove riposano le sue reliquie dopo che vi fu fatta trasportare da Ansa, moglie del re longobardo Desiderio nel 762. Santa Giulia è patrona anche di Livorno, dove le spoglie della santa avrebbero fatto tappa provenendo dalla Corsica.
A queste martiri se ne aggiunge un'intera schiera, tra i quali san Parteo, che fu forse il primo vescovo di Corsica. Dopo l'editto di Milano di Costantino I e l'instaurazione della libertà religiosa, la Corsica, già ampiamente romanizzata e cristianizzata, fu associata alla diocesi di Roma. Il primo vescovo còrso di cui si abbia notizia certa è Catonus Corsicanus, che partecipò al primo concilio di Arles convocato da Costantino I.
Come altrove in Occidente, l'organizzazione romana in Corsica cadde con l'invasione dei Vandali; questi nel V secolo, muovendo dall'Africa, investirono la stessa città di Roma. Aleria fu saccheggiata e, abbandonata, finì in rovina. Mariana fu invece a lungo sede vescovile anche nel Medioevo.

## Medioevo

### L'Alto Medioevo
Durante le convulsioni che accompagnarono la fine dell'Impero romano d'occidente, la Corsica fu disputata tra tribù di Vandali e di Goti alleate degli ultimi imperatori, sino a che Genserico se ne assicurò il pieno controllo nel 469. Durante i 65 anni della loro dominazione, i Vandali sfruttano il patrimonio forestale dell'isola per la cantieristica navale, attraverso la quale si dotarono di una flotta che terrorizzò il Mediterraneo occidentale.
La potenza vandala in Africa fu quindi distrutta da Belisario, mentre il suo generale Cirillo conquistò la Corsica nel 534, unita così alla Prefettura del pretorio d'Africa e, come tale, all'Impero romano d'Oriente. Secondo Procopio, storico dell'imperatore d'oriente Giustiniano I, in Corsica restarono meno di 30 000 abitanti. Nel 584, con la riforma mauriziana degli esarcati, la Corsica entrò a far parte dell'esarcato d'Africa.
A cavallo fra il VI e il VII secolo, con lo sviluppo del monachesimo, in Corsica come in Sardegna si svilupparono esperienze monastiche e secondo la leggenda san Venerio lasciò il cenobio sull'isola del Tino per praticare l'eremitaggio in Corsica.

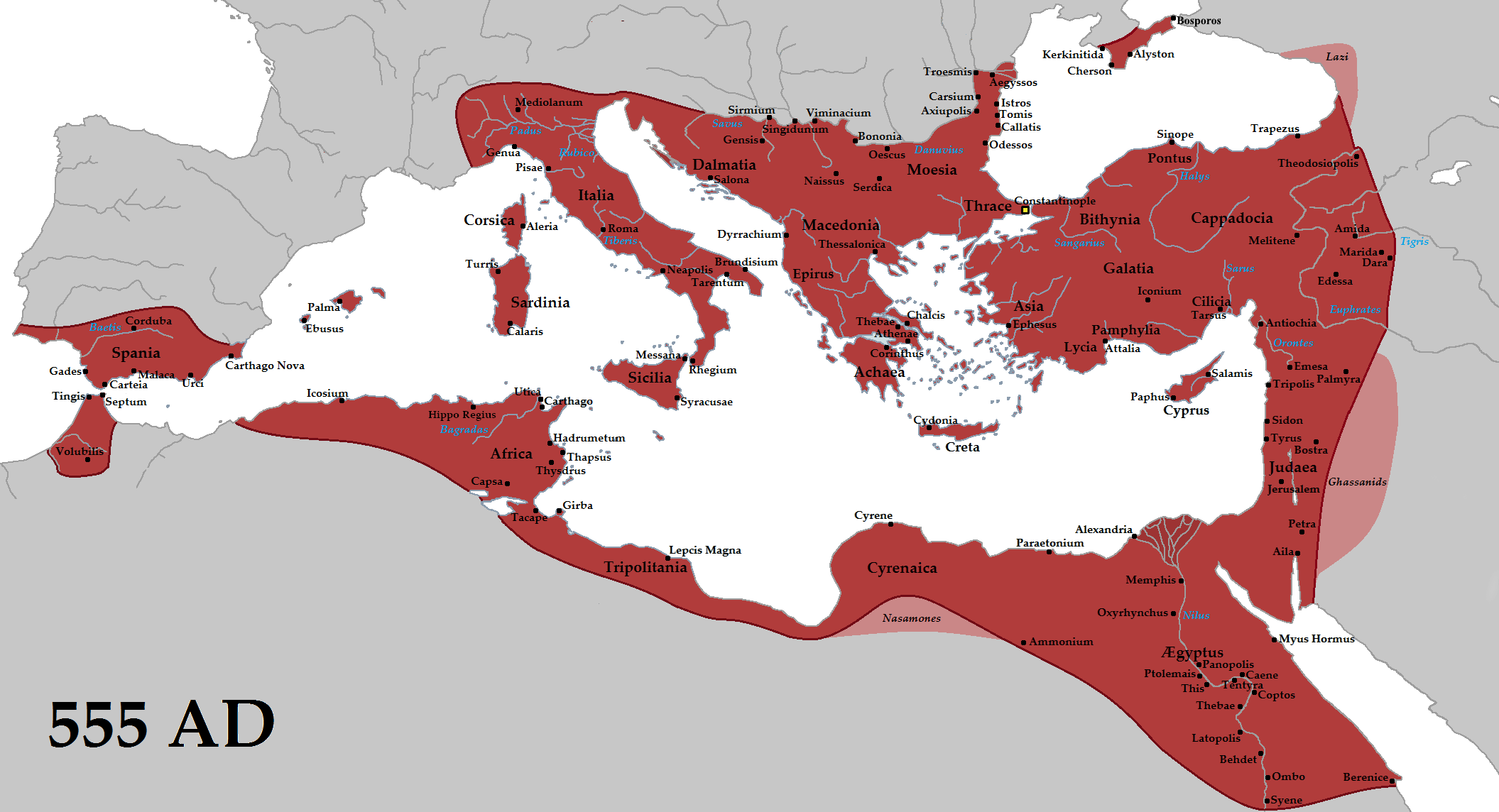
L'impero romano d'Oriente

L'Italia in epoca longobarda e bizantina

Nel periodo successivo, Goti e Longobardi presero successivamente d'assalto e saccheggiarono l'isola, lasciata indifesa dai Bizantini, i quali — a dispetto delle preghiere di papa san Gregorio Magno e dopo averla a loro volta impoverita con un eccessivo carico fiscale — non la protessero adeguatamente. D'altra parte, i Bizantini stessi furono travolti in Africa dall'invasione araba e, nel 713, gli Arabi realizzarono le loro prime scorrerie contro la Corsica, muovendo dalle loro nuove basi nordafricane.
A quest'epoca si può far risalire l'avvio di un notevole processo di spopolamento dell'isola e la formazione, presso Roma, di una colonia còrsa a Porto (Ostia).
La Corsica restava nominalmente legata all'Impero romano d'Oriente sino a quando, nel 774, Carlo Magno travolse i Longobardi in Italia e conquistò l'isola, che passò così sotto la giurisdizione dei Franchi.
Dall'806 si segnalò una nuova recrudescenza di incursioni dei Mori, stavolta provenienti dalla Penisola iberica; furono più volte sconfitti dai luogotenenti dell'imperatore Carlo Magno (che vi inviò truppe tramite Pipino, re d'Italia, e il giovane Burcardo, connestabile dell'imperatore). Nella battaglia dell'807, provenienti da una fresca sconfitta in Sardegna, racconta il Muratori che con loro venne alle mani il Burcardo e persero altre 13 navi.
I Mori riuscirono tuttavia a prendere brevemente il controllo dell'isola nell'810, quasi interamente assoggettata perché priva di difesa, ma ne furono infine spazzati via da una spedizione guidata dal figlio dell'imperatore Carlo; i Mori non si diedero per vinti e continuarono a investire la Corsica con le loro incursioni. Quella del giugno 813, partita con circa 100 navi dalle rive spagnole, non giunse però nemmeno a destinazione, inghiottita quasi completamente da un fortunale mentre si approssimava alle coste corse. Con la successiva invece i Mori riuscirono a depredare l'isola e a trarne schiavi, ma furono intercettati sulla via del ritorno da Ermengardo d'Ampuria, che ne catturò 8 navi e liberò circa 500 corsi.
A proposito della situazione dell'isola, in passato sono stati sollevati dubbi su un eventuale donativo a papa Leone III da parte di Carlo Magno; il Muratori riferisce infatti di una lettera con la quale il papa avrebbe chiamato l'imperatore a difesa della Corsica.
Al fine di tentare di porre fine a tale stato di cose, nell'828 la difesa dell'isola fu affidata a Bonifacio II, conte di Lucca, che condusse insieme con il fratello Beretario e altri nobili toscani una vittoriosa spedizione punitiva direttamente contro i porti nordafricani (sbarcò fra Utica e Cartagine) dai quali partivano gli assalti arabi contro i litorali tirrenici; sulla via del ritorno Bonifacio costruì una fortezza presso la punta Sud della Corsica, fondando così il nucleo fortificato della città di (Bonifacio), affacciata sullo stretto (Bocche di Bonifacio) che separa l'isola dalla Sardegna, e lasciando così il proprio nome nei corrispondenti toponimi.

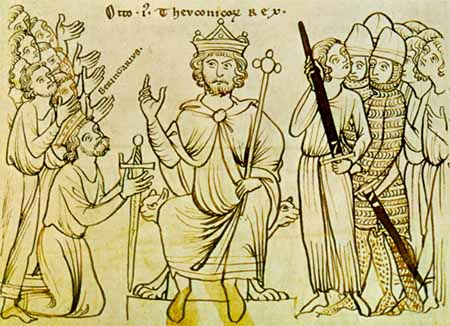
Berengario si sottomette a Ottone il Grande

La guerra contro i Saraceni, che avevano ben presto ripreso i loro attacchi, fu proseguita dal figlio di Bonifacio, il marchese di Toscana Adalberto I Tutor, che ne ereditò l'incarico nell'846 e dovette presto (859) assistere a un nuovo riuscito attacco dei Mori. Tuttavia i Saraceni rimasero padroni di alcune basi sull'isola almeno sino al 930.
La Corsica, che nel frattempo era stata unita al regno di Berengario II, re d'Italia, divenne rifugio di suo figlio Adalberto II nel 962, dopo che Berengario venne detronizzato da Ottone I il Grande. Adalberto, venne definitivamente sconfitto in Italia dalle forze di Ottone II e pertanto si determinò il passaggio dell'isola alla Marca di Tuscia.

### Terra di ComuneeTerra dei Signori
Attorno all'epoca tra la fine del regno di Berengario II e l'inizio di quella di Ottone I sull'Italia, si fa risalire il sorgere dell'anarchia feudale che vide esplodere la lotta tra piccoli signori locali, ansiosi di espandere i loro piccoli domini.
Tra costoro spiccavano i discendenti di Adalberto (cosiddetti "Adalbertini", ramo primogenito degli Obertenghi) che miravano a espandere il loro dominio sull'intera isola. Gli Adalbertini già avevano acquisito il titolo di "Marchesi di Massa e Parodi", per il territorio di loro competenza (che andava da Gavi alla Versilia) e, rivendicando alcuni privilegi che già i Marchesi di Tuscia vantavano sulla Corsica, si mutarono il titolo in "Massa-Corsica", componendo una giurisdizione formale che andava dalla marca ligure a quella della Tuscia, lungo la "marittima" toscana. Precisamente fu un altro Adalberto, Adalberto VI signore di Busseto (nipote dell'altro e poi capostipite della famiglia Pallavicino), ad assommarsi il titolo corso dopo aver guadagnato meriti politici, militari e diplomatici grazie al suo comando della spedizione del 1016 contro Mujāhid al-ʿĀmirī, il pirata che teneva in scacco tutte le marinerie cristiane dell'epoca. Adalberto VI insediò nell'isola suoi visconti (vicecomites), come già ne aveva a Genova.
L'autoinvestitura sollevò una notevole opposizione e diede origine a scontri che si protrassero per secoli: per contrastare le perduranti ambizioni dei feudatari, ancora nel XIV secolo Sambucuccio d'Alando si mise alla testa di una sorta di Dieta che si opponeva alle loro pretese, confinando i signori nella porzione Sud-Ovest dell'isola. Questa prenderà il nome di Terra dei Signori (Pomonte), mentre nella restante parte dell'isola si afferma definitivamente un regime che lega tra loro comuni autonomi (sull'esempio del modello analogo in sviluppo in Italia sin dall'XI secolo). Tale territorio prenderà il nome di Terra di Comune (Cismonte).
La divisione è destinata a durare molto a lungo (sino al XVIII secolo) e a segnare significative differenze nello sviluppo sociale, economico e persino linguistico tra le due parti dell'isola, con il nord più legato all'Italia e con un idioma sempre più toscanizzato.
Dal punto di vista organizzativo, nella Terra di Comune, ciascuno dei comuni più importanti facenti capo a una Pieve (la parrocchia principale del circondario) nominava (tramite suffragio universale, ivi comprese le donne) un numero variabile di rappresentanti detti Padri del comune, responsabili dell'amministrazione della giustizia e dell'elezione del loro presidente, detto podestà, che ne coordinava l'operato.
I podestà delle varie Pievi, a loro volta, sceglievano i membri di un consiglio superiore, detto Consiglio dei Dodici, responsabile delle leggi e regolamenti che reggevano la Terra di Comune.
I Padri del comune, inoltre, eleggevano per ogni Pieve un caporale, un magistrato responsabile della protezione e della salvaguardia degli strati poveri della popolazione, incaricato di garantire che i più svantaggiati non subissero soprusi e che fosse loro assicurata giustizia.
Gran parte delle terre di questa regione erano considerate di proprietà comune delle collettività comunali. La totale abolizione delle proprietà comuni, promossa nella seconda metà del XIX secolo dalla Francia, ebbe conseguenze molto gravi per l'economia della Corsica.
In Cinarca (Terra dei Signori) i baroni feudali mantenevano le loro prerogative, come anche quelli che controllavano il Capo còrso, e assieme costituivano una minaccia al sistema in vigore in Terra di Comune.
Per farvi fronte, nel 1020 i magistrati di quest'ultima chiesero l'intervento di Guglielmo, marchese di Massa (della famiglia poi nota come Malaspina), il quale, arrivato sull'isola, ridusse all'ordine i baroni del Conte di Cinarca e stabilì sulla Corsica un proprio protettorato, da trasmettere poi al proprio figlio.
Verso la fine dell'XI secolo, tuttavia, il Papato sollevò, sulla base di documenti falsificati (una donazione per opera di Carlo Magno, il quale aveva al più stabilito una reversibilità del proprio dominio a favore della Santa Sede), la questione della propria sovranità sulla Corsica. Tale rivendicazione trovò largo consenso nel seno della stessa isola, a cominciare dal suo clero, e nel 1077 i còrsi si dichiararono soggetti a Roma.

### Il dominio pisano

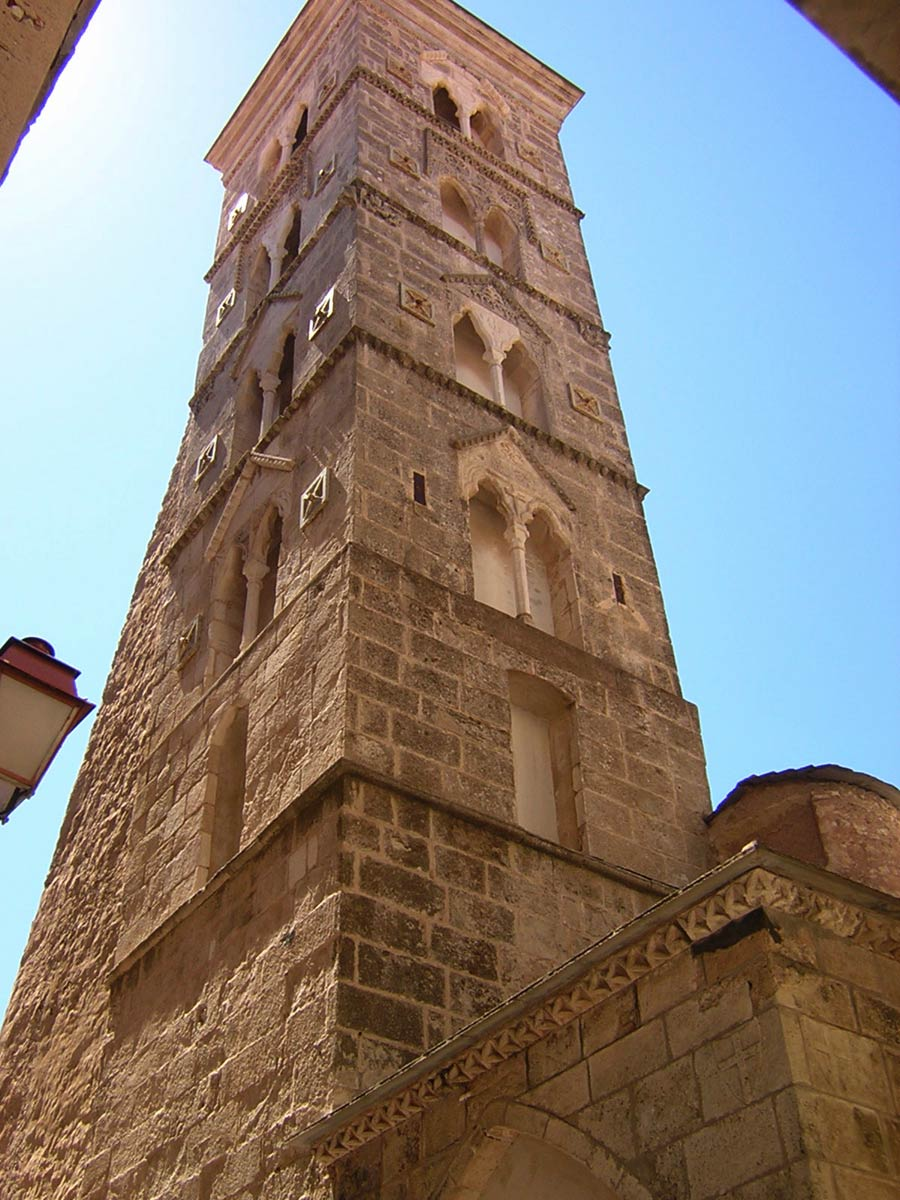
Torre campanaria in stile romanico pisano della più antica chiesa di Bonifacio, Santa Maria Maggiore (XII sec.)

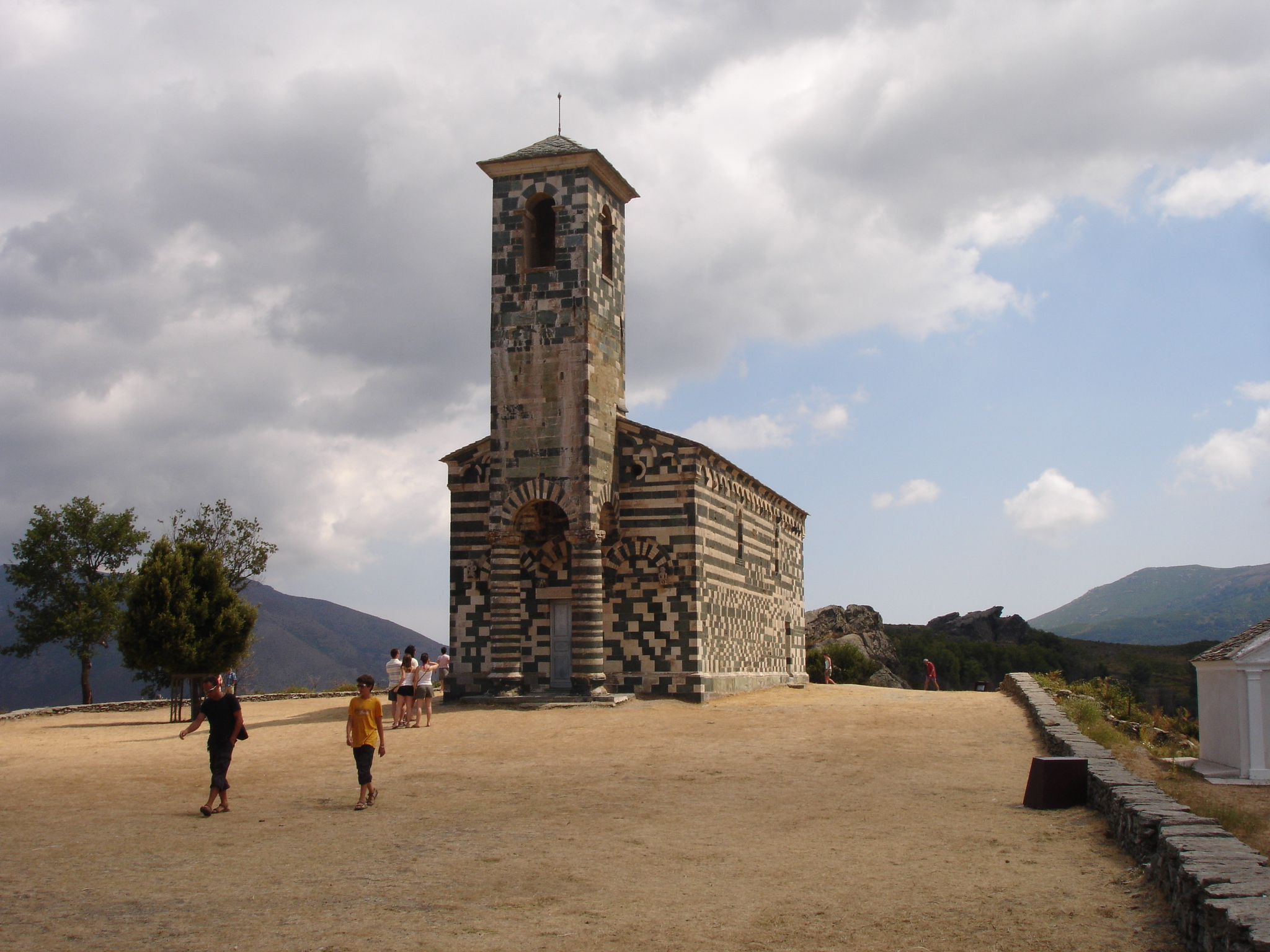
Chiesa di San Michele di Murato in stile romanico-pisano (XII sec)

Papa Gregorio VII (1073-1085), nel pieno della lotta per le investiture con l'imperatore Enrico IV, non prese direttamente il controllo dell'isola, ma ne affidò l'amministrazione al vescovo di Pisa, Landolfo, investito della carica di legato pontificio per la Corsica.
A seguito di tale evento, il titolare della cattedra arcivescovile pisana divenne anche primate di Corsica (e di Sardegna), carica conservata a livello onorifico sino ai giorni nostri seppur sempre contestata nei secoli e vantata dagli arcivescovi di Sassari e Cagliari.
Quattordici anni dopo, papa Urbano II (1088-1099), su istanza della contessa Matilde di Canossa, confermò le concessioni del suo predecessore tramite la bolla Nos igitur. Il titolo di legato pontificio passò quindi a Daiberto, installato sulla cattedra di Landolfo. L'assegnazione come suffraganei dei vescovati còrsi fece sì che il vescovo di Pisa assumesse il titolo di arcivescovo.
Pisa, con il suo porto, intratteneva da secoli (sin dall'epoca romana) stretti rapporti con l'isola, espandendovi - via via che la propria potenza come Repubblica marinara cresceva - la propria influenza politica, culturale ed economica.
All'amministrazione vescovile seguì inevitabilmente l'autorità politica dei giudici (magistrati amministrativi) della Repubblica toscana, destinata in breve tempo a far rifiorire la Corsica e segnarla profondamente, anche dopo la sostanziale perdita di controllo dell'isola seguita alla disastrosa disfatta subita dai pisani per opera dei genovesi, nella battaglia della Meloria (1284).
Malgrado quello che ancor oggi viene giudicato generalmente il buon governo della Repubblica di Pisa, non mancarono in Corsica i motivi di dissidio. Parte del clero e dei vescovi dell'isola mal sopportavano la soggezione all'arcivescovo pisano, mentre la crescente potenza della Repubblica di Genova, arcirivale di quella di Pisa e cosciente del valore strategico della Corsica, affiancava alle lamentele dei còrsi presso la corte papale di Roma i propri intrighi per ottenere una modifica dell'assetto dell'isola in proprio favore.
Fu così che, dopo un periodo durante il quale il papato non prese una posizione chiara e coerente, nel 1138 papa Innocenzo II (1130-1143) delineò una soluzione di compromesso, dividendo la giurisdizione ecclesiastica dell'isola tra gli arcivescovi di Pisa e di Genova, segnando così l'inizio dell'influenza ligure sulla Corsica, resa ancor più concreta, nel 1195, dall'occupazione genovese dell'importante porto e fortezza di Bonifacio.
I pisani tentarono per vent'anni, senza successo, di riprendere la città, sino a quando, nel 1217 papa Onorio III (1216-1227), chiamato a mediare, prese formalmente controllo della piazzaforte.
La mediazione papale, tuttavia, non bastò a spegnere la lotta tra Pisa e Genova che, con la loro influenza, fecero riverberare durante tutto il XIII secolo anche sull'isola la lotta tra guelfi e ghibellini che sconvolgeva la penisola.
Nell'ambito di tale lotta (e seguendo uno schema che si era già, e si sarebbe poi, ripetuto più volte nell'isola, favorendone la dominazione), i maggiorenti della Terra di Comune si risolsero a invocare l'intervento del marchese Isnardo Malaspina.
I pisani reagirono instaurando un nuovo conte di Cinarca, e la guerra sconvolse l'isola senza che né il partito genovese né quello pisano riuscissero a prevalere in modo decisivo. La sconfitta della Meloria 1284, tuttavia, fece basculare decisamente il piatto della bilancia in favore di Genova che, da allora, estese con sempre maggiore intensità la propria influenza in Corsica.

#### L'eredità di Pisa

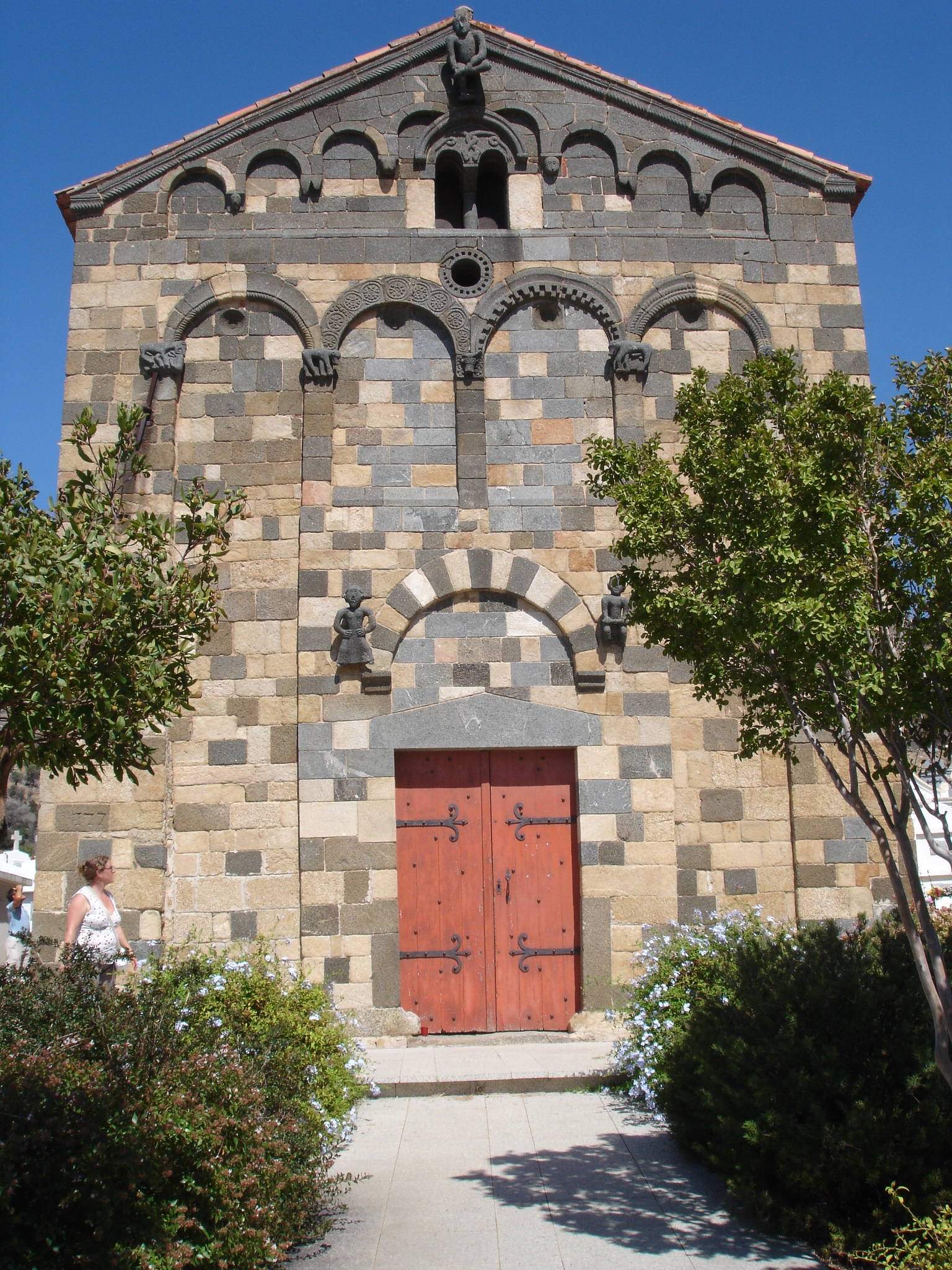
Chiesa di Aregno in romanico pisano, testimonianza del dominio pisano

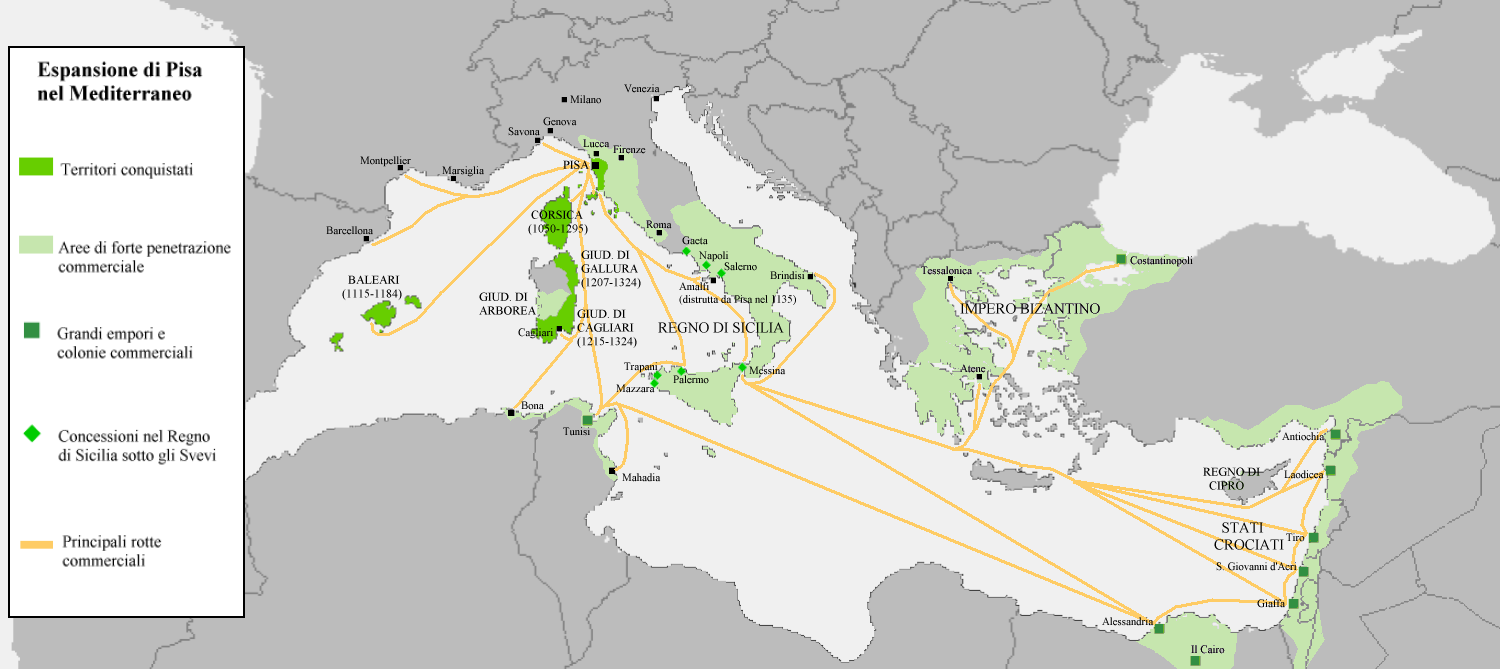
Estensione e influenze della Repubblica di Pisa

La memoria dell'influenza pisana è perpetuata dalla toponomastica, che si sviluppa a partire da questo periodo, dall'onomastica (sono tuttora diffusi in Corsica molti cognomi d'origine toscana), dalla lingua locale (toscaneggiante soprattutto nella regione di Bastia e del Capo còrso) e da alcuni dei più pregevoli esempi d'architettura romanica rimasti nell'isola, testimonianza dell'impegno anche edilizio (chiese ed edifici pubblici: su tutte le cattedrali di Nebbio, Mariana, S. Michele di Murato, S. Giovanni di Carbini, S. Maria Maggiore di Bonifacio, S. Nicola di Pieve) e infrastrutturale (strade, ponti, fortezze e torri).
Anche dopo l'inizio del dominio genovese, Pisa mantenne sempre stretti rapporti con la Corsica, come testimoniato anche dal ricco corpus documentario relativo alla Corsica presente ancor oggi presso la Curia della città toscana, cui fu a lungo annesso un collegio per seminaristi còrsi. Tuttora l'arcivescovo di Pisa si fregia del titolo ecclesiastico di primate di Corsica (e Sardegna).
Poco noto, ma significativo, il fatto che il Nielluccio, uno dei vitigni più diffusi sull'isola (affine al Sangiovese di Toscana) e base del vino còrso Patrimonio, è stato importato in Corsica dai Pisani nel XII secolo.
A partire dal dominio pisano, e nei secoli a seguire, sino al XX secolo, non vengono mai del tutto meno i rapporti culturali dell'isola con Pisa e la Toscana, testimoniati anche dalla penetrazione di elementi schiettamente toscani e, persino, di interi brani della Divina Commedia di Dante nel ricchissimo repertorio di proverbi e canti tradizionali polifonici (paghjelle) dell'isola.
Nel frattempo prende prestigio in Corsica anche il volgare toscano, che ne diviene la lingua ufficiale.
Pisa sarà anche la prima delle sedi universitarie (seguita da Roma e Napoli) frequentate dai còrsi: diverrà così proverbiale anche nell'isola dire parla in crusca di coloro che facevano sfoggio di un perfetto italiano: tale abitudine resterà popolare sino a gran parte del XIX secolo. Hanno studiato a Pisa Carlo e Giuseppe Bonaparte, Francesco Antonmarchi - medico a Sant'Elena di Napoleone -, il poeta Salvatore Viale, l'igienista Pietrasanta, medico di Napoleone III venendo, nel caso degli Angeli, Farinola, Pozzo di Borgo e altri a far parte del collegio docente e rettorale dell'Università toscana. Fu solo da Napoleone III in poi che si andò abbandonando l'uso di andare a studiare a Pisa, in quanto questi nella sua politica di francesizzazione forzata dell'isola, tra le varie misure che introdusse vi fu quella di togliere validità ai diplomi presi dai giovani corsi nelle università italiane.

### La parentesi aragonese e la penetrazione genovese

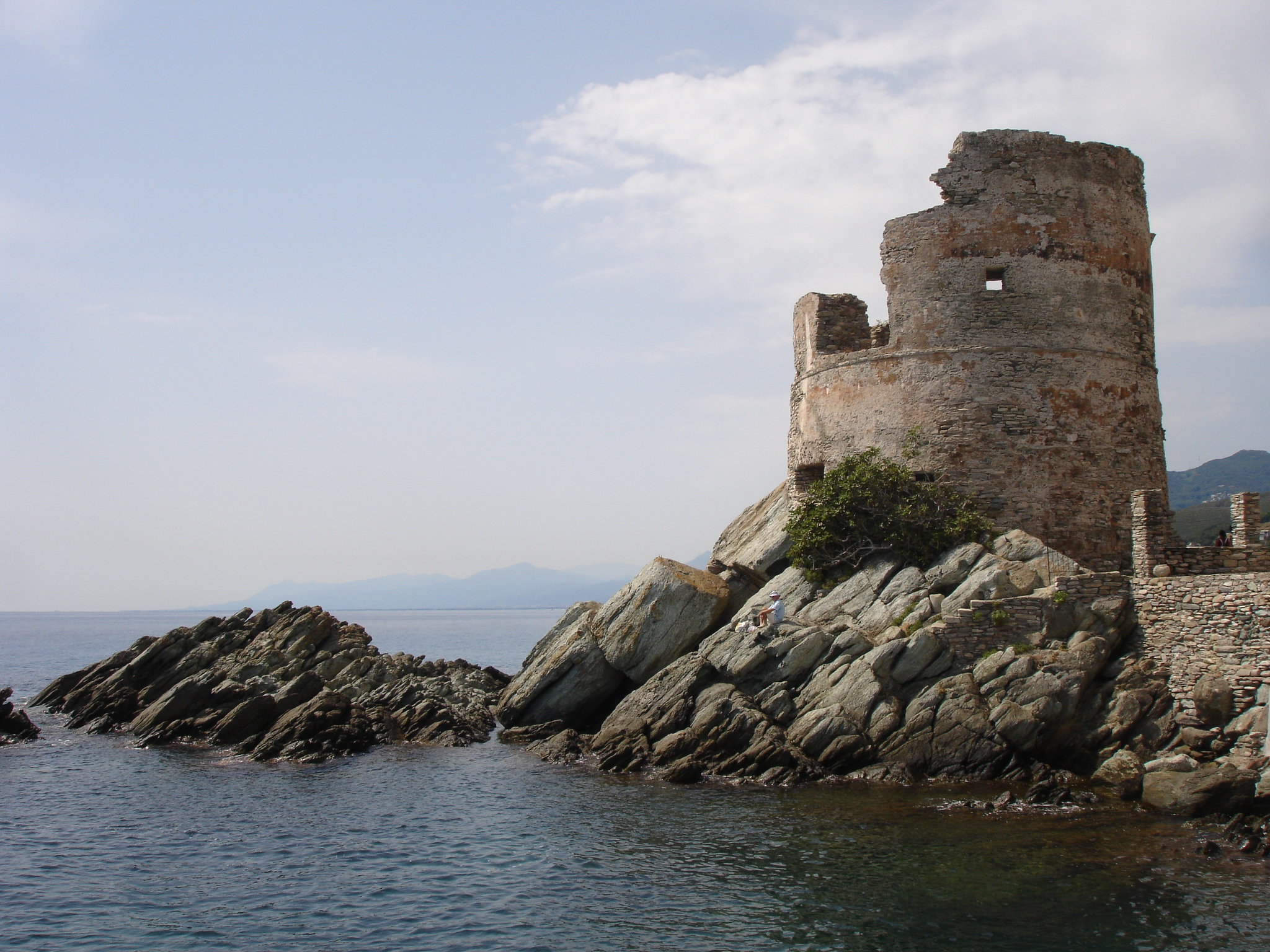
I resti di una torre genovese a Erbalunga, Corsica del nord

Il 12 giugno 1295, a complicare il quadro della Corsica, che - dopo la sconfitta di Pisa alla Battaglia della Meloria - sfuggiva al controllo pisano, intervenne papa Bonifacio VIII (1294-1303), con la sua investitura in favore di re Giacomo II di Aragona (impegnato nella lotta per la Reconquista) a sovrano del nascente regno di Sardegna e Corsica (Trattato di Anagni).
Gli Aragonesi, tuttavia, si risolsero ad attaccare la Sardegna solo nel 1324, mettendo così termine a qualsiasi velleità residua, da parte dei Pisani, di controllo del nord sardo e della Corsica.
La Corsica resta frattanto vittima di una sostanziale anarchia sino al 1347, quando viene convocata una grande assemblea di caporali e dei baroni che, sotto la guida di Sambucuccio d'Alando, decidono di porsi sotto la protezione di Genova e di offrire alla Repubblica ligure la sovranità totale sull'isola, da esercitarsi a mezzo di un governatore.
Secondo l'offerta, la Corsica avrebbe pagato regolari tributi a Genova, che a sua volta avrebbe offerto protezione dalla mai sopita piaga che erano le scorrerie dei saraceni (poi corsari barbareschi che proseguiranno con fasi alterne sino al XVIII secolo), e garantito il mantenimento delle leggi còrse e delle sue strutture e consuetudini di autogoverno locale, regolati dal Consiglio dei Dodici per il Cismonte, e dal Consiglio dei Sei per il Pumonte. Gli interessi isolani sarebbero stati rappresentati presso Genova da un «oratore».
Intanto l'intera Europa era afflitta dal flagello della peste nera, che giunse anche in Corsica mietendovi numerosissime vittime proprio mentre si affermava la supremazia genovese.
L'accordo tra caporali e baroni venne presto violato e sia gli uni, sia gli altri, si opposero l'un l'altro mentre insieme contrastavano l'instaurarsi concreto della signoria genovese in Corsica. Di tale situazione approfittò re Pietro IV di Aragona per ribadire la propria sovranità sull'isola.
In questo quadro prese le mosse il barone Arrigo della Rocca, conte di Cinarca, il quale con l'appoggio delle truppe aragonesi nel 1372 prese il controllo quasi totale dell'isola, lasciando solo il nord estremo e poche piazzeforti marine al controllo Genovese. Il suo successo spinse i baroni del Capo còrso ad appellarsi a Genova, che pensò di risolvere il problema investendo del governatorato dell'isola una sorta di compagnia commerciale detta «Maona», formata da cinque persone, e tentando di coinvolgervi Arrigo, ma senza risultati.
La Maona era un consorzio di commercianti - a volte a carattere familiare - che fu impiegato spesso da Genova, soprattutto a cavallo tra XIII e XV secolo, con funzioni di governo anche nelle colonie orientali. Tra le prime maone quella dell'isola di Chio, nell'Egeo, istituita nel 1347, dai cui aderenti ebbe origine la celebre famiglia patrizia genovese dei Giustiniani.
Nel 1380, perdurando le tensioni, quattro dei cinque membri della Maona rassegnarono a Genova i loro incarichi, lasciando il solo Leonello Lomellini a esercitare le funzioni di governatore. In tale veste Lomellino fondò, nel 1383, la città di Bastia, destinata a divenire il nucleo più importante della dominazione genovese e la capitale dell'isola (sino allo spostamento ad Ajaccio di tale funzione, sull'iniziativa di Napoleone al XIX secolo).
Fu solo nel 1401, a seguito della morte di Arrigo, che l'autorità genovese fu formalmente ristabilita su tutta l'isola, anche se Genova stessa, nel frattempo, cadeva nelle mani dei francesi: dal 1396 al 1409, infatti, Carlo VI di Francia fu signore della Repubblica di Genova, che gestì attraverso il governatore Jean II Le Meingre detto Boucicault. Sotto il governo di questi, nel 1407, fu fondato il Banco di San Giorgio, un potente consorzio di creditori privati cui verrà affidata nel tempo l'amministrazione delle entrate dello Stato e il governo di numerose terre e colonie, inclusa la Corsica.
Lomellino fu dunque reinviato in Corsica nel 1407 come governatore per conto di Carlo VI di Francia e vi dovette affrontare Vincentello d'Istria il quale, avendo ottenuto privilegi dalla Casa d'Aragona, s'era fatto frattanto signore di Cinarca e, raccolta attorno a sé tutta la Terra di Comune, inclusa Bastia, s'era proclamato Conte di Corsica già nel 1405. Gli sforzi di Lomellino non ebbero alcun successo e nel 1410 Genova (intanto tornata indipendente) controllava sull'isola esclusivamente le piazzeforti di Bonifacio e di Calvi.
Ancora una volta una ribellione intestina avrebbe minato la virtuale indipendenza della Corsica: la ribellione di un feudatario e del vescovo di Mariana portò alla perdita di controllo da parte di Vincentello sulla Terra di Comune e, mentre egli si recava a richiedere aiuto in Spagna, i genovesi ebbero buon gioco a completare rapidamente la riconquista dell'intera isola.
Ma il complesso gioco delle alleanze e delle rivalità locali non consentì a tale riconquista di essere duratura. A rimettere la situazione in movimento fu lo scisma d'Occidente e la lotta per l'investitura papale accesa attorno all'ultimo antipapa avignonese, Benedetto XIII, sostenuto dai vescovi còrsi favorevoli a Genova da un lato, e quella dell'antipapa Giovanni XXIII, sostenuto da quelli favorevoli a Pisa.

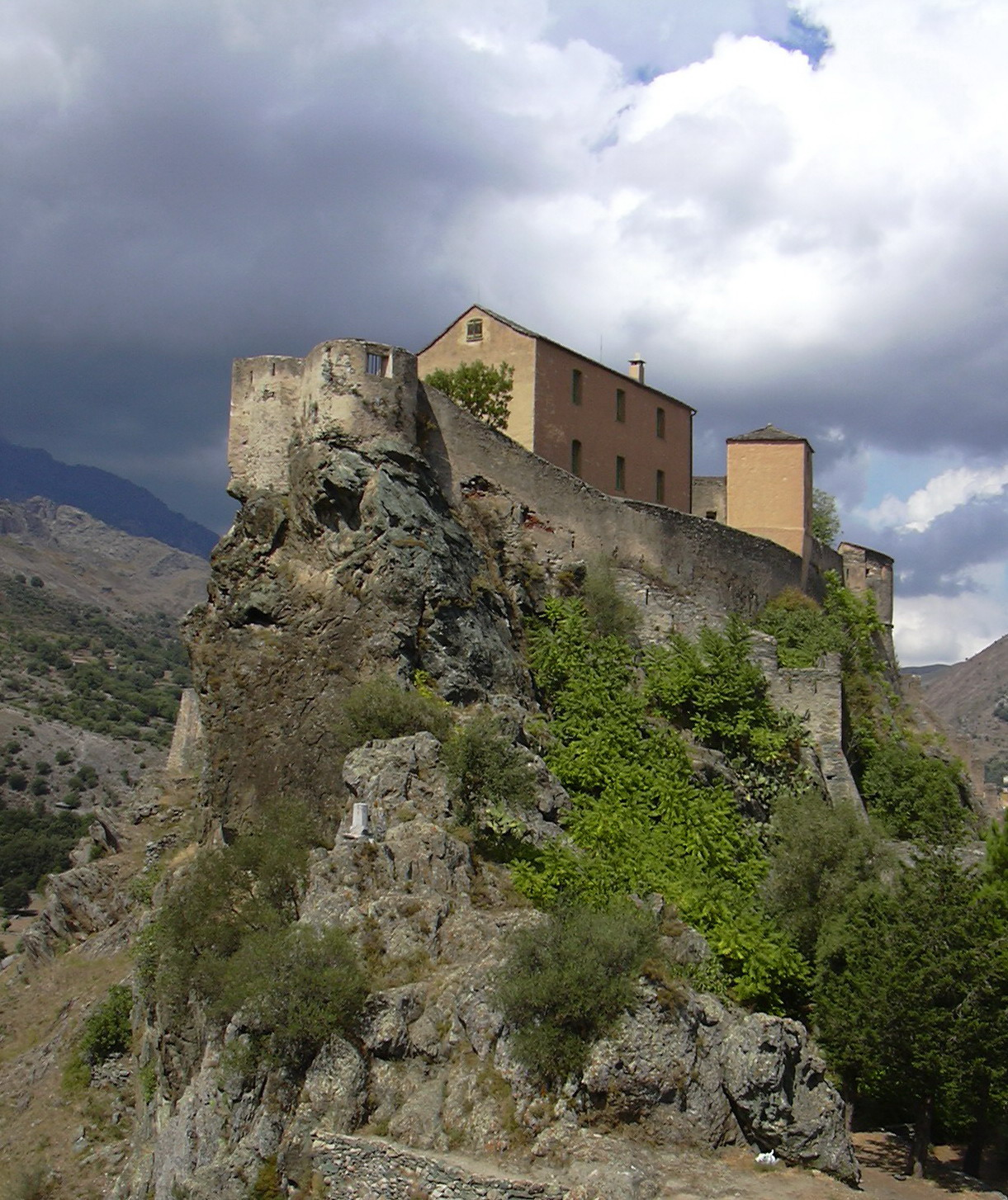
La Cittadella di Corte

Vincentello, riuscito a sbarcare sull'isola con una forza militare aragonese, approfittò così delle rivalità incrociate e prese facilmente controllo della Cinarca e di Ajaccio. Accordatosi con i vescovi pro-pisani, estese la sua influenza alla Terra di Comune e costruì il castello di Corte: nel 1419 l'influenza genovese sull'isola era nuovamente ridotta ai soli centri di Calvi e Bonifacio, mentre Vincentello, con il titolo di viceré di Corsica, stabiliva dal 1420 la sede del proprio governo a Biguglia.
Fu in questa situazione che Alfonso V di Aragona si presentò con una grande flotta nel mare di Corsica, con l'intento di prendere possesso personalmente dell'isola formalmente parte del Regno di Sardegna e Corsica. Caduta Calvi, Bonifacio continuò a resistere, assumendo nel frattempo il singolare ruolo di elemento di speranza per i còrsi, che, sperimentato il violento dominio aragonese e oppressi da livelli di tassazione insopportabili, preparavano la rivolta al loro nuovo signore e, in buona parte, si riavvicinavano a Genova.
Nel frattempo la lunga resistenza di Bonifacio convinse gli assedianti a togliere il blocco alla città che, ottenuta la conferma dei propri privilegi, divenne di fatto una sorta di microrepubblica indipendente posta sotto protezione genovese.
Poco dopo, anche a causa dell'eccessiva tassazione, scoppiò una rivolta generale contro Vincentello, il quale, durante un tentativo di riparare in Sicilia, fu catturato con un colpo di mano nel porto di Bastia e, condotto a Genova come ribelle e traditore, vi fu decapitato il 27 aprile del 1434.
La lotta tra fazioni pro-genovesi e pro-aragonesi proseguì sull'isola, e il doge genovese Giano di Campofregoso riprese il controllo della Corsica, strappata dalla superiore artiglieria della Repubblica a Paolo della Rocca (1441). In occasione di tale riconquista fu fondata e fortificata la città di San Fiorenzo (1440).
La reazione aragonese portò al culmine la lotta. Nel 1444 sbarcò sull'isola, inviata da papa Eugenio IV, un'armata pontificia forte di 14 000 uomini, che fu però sbaragliata dalle milizie còrse controllate da Rinuccio da Leca, a capo di una lega che raccoglieva quasi tutti i caporali e i baroni locali. Una seconda spedizione fu invece vittoriosa e Rinuccio stesso cadde ucciso in battaglia di fronte a Biguglia.

## La signoria del Banco di San Giorgio e di Genova
Il 1447 può essere considerato un anno di svolta nella storia del controllo genovese sulla Corsica. Energico e colto (introdusse a Roma lo spirito del Rinascimento), sale su trono papale Tommaso Parentucelli (Niccolò V), sarzanese e dunque legato alla Repubblica di Genova. Senza indugio egli riasserisce i diritti papali sull'isola (le cui piazzeforti erano sotto il controllo delle truppe pontificie) e contestualmente li trasferisce a Genova.
La Corsica viene così a essere largamente controllata dalla Repubblica ligure con l'eccezione della Cinarca, sotto nominale controllo aragonese attraverso il più concreto dominio dei Signori locali, e della Terra di Comune, la quale, attraverso un'assemblea dei suoi capi, nel 1453 decide di offrire il governo dell'intera isola al Banco di San Giorgio, la potente compagnia commerciale e finanziaria istituita a Genova nel 1407, che l'accetta.
Cacciati gli Aragonesi dall'isola (del loro passaggio rimarrà in Corsica solo l'emblema della Testa Mora, sviluppato a seguito della Reconquista), il Banco di San Giorgio iniziò una vera e propria guerra di annientamento contro i baroni isolani, la cui resistenza organizzata venne meno nel 1460, quando i superstiti furono costretti all'esilio verso la Toscana. Occorsero ancora due anni di lotte per pacificare l'isola, arrivando così al 1462, quando il capitano Genovese Tommasino da Campofregoso, la cui madre era còrsa, fece leva con successo sui diritti della propria famiglia per riaffermare il pieno controllo della Repubblica anche nell'interno dell'isola.
Solo due anni dopo, nel 1464, Genova - e con essa la Corsica - cadde sotto l'influenza di Francesco I Sforza, duca di Milano.
Alla sua morte, nel 1466, l'autorità milanese nell'isola svanì sotto le consuete spinte anarchiche nell'interno e, ancora una volta, solo le città costiere rimasero effettivamente sotto la tutela delle potenze continentali.
Nel 1484 Tommasino da Campofregoso persuase gli Sforza ad affidargli il governo dell'isola, facendosi consegnare le fortezze. Nel frattempo consolidò il proprio potere interno, stringendo relazioni con Gian Paolo da Leca, il più potente dei baroni isolani.

Gli Stati italiani nel 1494

Entro tre anni la situazione cambiò nuovamente. Un discendente dei Malaspina, che già avevano incrociato i loro destini con quelli della Corsica nell'XI secolo, Jacopo IV d'Appiano principe di Piombino, fu invitato a intervenire da quanti erano avversi a Tommasino, e così il fratello del principe, Gherardo, conte di Montagano, si proclamò conte di Corsica e, sbarcato sull'isola, si impadronì di Biguglia e di San Fiorenzo.
Piuttosto che opporsi a Gherardo, Tommasino restituì discretamente le proprie prerogative in favore del Banco di San Giorgio, che nel frattempo rifondò e fortificò Ajaccio (1492) presso il sito dell'antica Aiacium romana. La decisione di Tommasino fu contestata da altri componenti della sua famiglia e dal Leca non appena il Banco ebbe ragione di Gherardo. Il Banco rivolse allora le proprie armi contro i turbolenti baroni còrsi, che costrinse alla ragione dopo una lunga e sanguinosa lotta protrattasi sino al 1511.
Durante il proprio governo, il Banco di San Giorgio diede complessivamente prova di scarsa lungimiranza e acume politico, preferendo cinici tatticismi e la ricerca del profitto più immediato alla elaborazione di una strategia di integrazione, instaurando così una sorta di regime coloniale sull'isola.
Le colture, in particolare quella boschiva, vennero promosse, ma i proventi erano in larga parte incamerati dal Banco, che affliggeva l'isola con una tassazione in grado di soffocare in partenza qualsiasi reale possibilità di sviluppo locale. Lungo tutte le coste dell'isola vennero riadattate e in gran parte costruite ex novo dozzine di torri d'avvistamento e difesa (molte delle quali visibili tuttora) a realizzare un sistema di allerta contro le incursioni dei corsari barbareschi, integrato dal pattugliamento navale. Seppure non del tutto eliminato (sussisterà sino al XVIII secolo), il flagello fu posto sotto controllo, ma più allo scopo di proteggere i cespiti coloniali che a quello di offrire pace e protezione alla popolazione còrsa, che continuerà a subire le sanguinose incursioni dei corsari virtualmente lasciati liberi di agire nelle zone costiere reputate dal Banco prive di interesse economico e strategico.
Le istituzioni locali - tra le quali si distingueva per la sua concezione politica l'organizzazione della Terra del Comune- furono in gran parte abolite o svuotate di ogni significato concreto. I notabili locali ebbero precluso l'accesso a un pieno godimento della cittadinanza, per non parlare dell'accesso all'oligarchia repubblicana genovese, del tutto negato per definizione.
Gli accenni di ribellione vennero generalmente repressi con grande durezza, facendo più volte ricorso alla pena capitale; in alternativa, applicando ciecamente il principio del divide et impera, furono lasciate scoppiare scientemente - o vennero subdolamente incoraggiate - faide locali o focolai di guerra civile, reputandosi tali scontri utili a fiaccare le forze e il morale dei signori dell'isola e dunque a prevenire alleanze che potessero dar luogo a una sollevazione generale. In tal modo venne incoraggiato lo sviluppo delle piaghe della vendetta e del banditismo, che si radicarono, anziché essere estirpate. Tutto questo mentre in Europa - e soprattutto nella vicina Italia peninsulare - fioriva il Rinascimento.
Alle sfortune politiche si aggiunsero pestilenze e carestie, che non fecero che contribuire al processo d'impoverimento e imbarbarimento dell'isola, oltre che a inasprire un'avversione verso il dominio genovese.

### La prima conquista francese e Sampiero Còrso
A cavallo della prima metà del XVI secolo la Francia - già da tempo in espansione come stato nazionale e potenza europea - inizia a rivolgere il suo interesse al Mediterraneo e, dunque, alla Corsica e alla penisola italiana. In questo quadro, Enrico II di Francia concepisce il progetto di impossessarsi dell'isola, anche in considerazione della politica genovese, sfruttando il risentimento di quei còrsi che prestano servizio nelle armate francesi come soldati di ventura.
Concluso nel 1553 un trattato di alleanza con il sultano ottomano Solimano il Magnifico, il re di Francia si assicurò non solo la neutralità, ma la collaborazione della flotta turca nel Mediterraneo. Vale la pena di ricordare brevemente che solo 18 anni dopo, nel 1571, l'avanzata ottomana verso l'Europa sarà fermata a Lepanto da una flotta multinazionale nella quale spicca l'assenza della Francia.
Poco dopo, la flotta franco-ottomana si presentò davanti alle coste dell'isola e l'attaccò, ponendo l'assedio contemporaneamente a tutte le piazzeforti costiere. Bastia cedette quasi senza combattere, mentre Bonifacio resistette molto a lungo e s'arrese solo dietro la promessa alla guarnigione di ottenere salva la vita, promessa poi disattesa dagli ottomani che, una volta penetrati nella cittadella, massacrarono tutti i difensori e si abbandonarono al saccheggio. Presto cadde l'intera isola, con l'eccezione della sola Calvi che continuò la propria resistenza. E dopo la Corsica, l'armata turca attaccò e saccheggiò la Sardegna.
Preoccupato dall'azione francese (che apriva le porte alla potenza turca nel cuore del Mediterraneo occidentale), intervenne l'imperatore Carlo V d'Asburgo, il quale invase a sua volta l'isola alla testa delle sue truppe e di quelle di Genova. Negli anni successivi, tedeschi, spagnoli, genovesi, francesi e còrsi si combatterono con ferocia, massacrandosi attorno ai castelli e alle piazzeforti dell'isola.
Nel frattempo andava completandosi l'insediamento dei Gesuiti nell'isola, principalmente per opera di fra Silvestro Landini, inviatovi direttamente da Sant'Ignazio di Loyola; il frate fondò due Case, ad Ajaccio e a Bastia, e tranne una piccola parentesi in Lunigiana, intorno al 1548, visse per la maggior parte del suo tempo nell'isola, ove morì, a Bastia, nel 1554.
Si giunse così al 1556, allorché venne conclusa una tregua che momentaneamente lasciava alla Francia il controllo di tutta l'isola con l'esclusione di Bastia, frattanto riconquistata dai genovesi e dagli imperiali. Il governo francese, più moderato di quello genovese, si guadagnò le simpatie locali, anche grazie all'azione dei còrsi in armi al servizio di Parigi, tra i quali spiccava, con il grado di colonnello, la figura del soldato di ventura Sampiero di Bastelica.
Nel 1559, tuttavia, la conclusione della pace di Cateau-Cambrésis dispose la restituzione della Corsica al Banco di San Giorgio. Gli esattori del Banco procedettero immediatamente a imporre pesanti tasse, tese a recuperare le spese di guerra (tasse che gran parte dei còrsi si rifiutarono o non furono in grado di pagare) e, in violazione del trattato, che prevedeva un'amnistia generale, procedettero alla confisca di tutti i beni di Sampiero, di sua moglie Vannina d'Ornano, e di altri còrsi che avevano servito a fianco della Francia.
Sampiero, riparato in Provenza, non si diede per vinto e si mise a operare per raccogliere attorno a sé una parte significativa dei notabili dell'isola avversi a Genova, mentre parallelamente cercava appoggi per il suo progetto di strappare l'isola alla Repubblica ligure.
Si rivolse pertanto a Caterina de' Medici, che regnava in Francia a seguito della morte del marito durante i festeggiamenti in celebrazione della pace di Cateau-Cambrésis, la quale però rifiutò di coinvolgere la Francia in un'operazione che avrebbe riaperto la lunga guerra appena conclusa.
Non ebbe miglior sorte un analogo tentativo operato verso Cosimo de' Medici, che pure mirava a farsi signore di Corsica, ma s'era prefissato di ottenerla solo attraverso trattative con le potenze europee (senza nulla ottenere), convinto com'era che la Toscana non fosse in condizione di sfidarle apertamente.
Fallito un ulteriore tentativo di farsi appoggiare dai Farnese di Parma, Sampiero - riuscito a munirsi di credenziali diplomatiche francesi - giunse a recarsi di persona in Nordafrica e a Costantinopoli a supplicare il Sultano di intervenire e di fare della Corsica una provincia ottomana, ciò che sembrerebbe rendere chiaro, meglio di ogni altro esempio, a quale punto fosse giunta Genova nel farsi detestare dai còrsi, raccolti attorno all'ormai ex colonnello del re di Francia.
La missione di Sampiero in oriente si concluse in un nulla di fatto anche perché nel frattempo Cosimo I, venuto a sapere del disegno del Còrso di installare la potenza ottomana proprio di fronte alle coste toscane, aveva avvertito dell'iniziativa i Genovesi, i cui ambasciatori avevano preceduto Sampiero e convinto i ministri ottomani a respingerne le richieste.
Mentre Sampiero era in missione in oriente, la moglie Vannina d'Ornano, titolare di feudi confiscati da Genova, aveva tentato di recuperarli cercando personalmente un'intesa con la Serenissima Repubblica. Sampiero, venuto a conoscenza della faccenda al suo ritorno in Francia, non esitò a reagire a quello che considerava un tradimento sanguinoso, uccidendo un amico còrso lasciato a vegliare sulla sua sposa e strangolando personalmente la moglie e le due dame di compagnia cui l'aveva affidata durante la sua assenza. Sampiero rivendicò gli omicidi come delitto d'onore e sfuggì così alla giustizia francese. Guidato da una singolare pervicacia e - con ogni probabilità - da una buona dose di disperazione legata anche alle sue vicende personali, sbarcò nel luglio 1563 con un pugno di seguaci a Propriano, nel golfo di Valinco, con l'intenzione di cacciare i genovesi dall'isola.
Questi, nel frattempo, riconosciuto seppur tardivamente il ruolo politicamente negativo giocato dal Banco di San Giorgio nell'amministrazione della Corsica, ne avevano assunto direttamente il controllo a partire dal 1562, installando un governatore nell'isola.
In breve tempo Sampiero raccolse e consolidò le alleanze locali preparate da tempo, mettendo assieme 8000 uomini con i quali condusse una sanguinosa serie di colpi di mano, cui il governo genovese s'oppose tanto in armi, quanto facendo leva sulle rivalità tra i maggiorenti isolani.

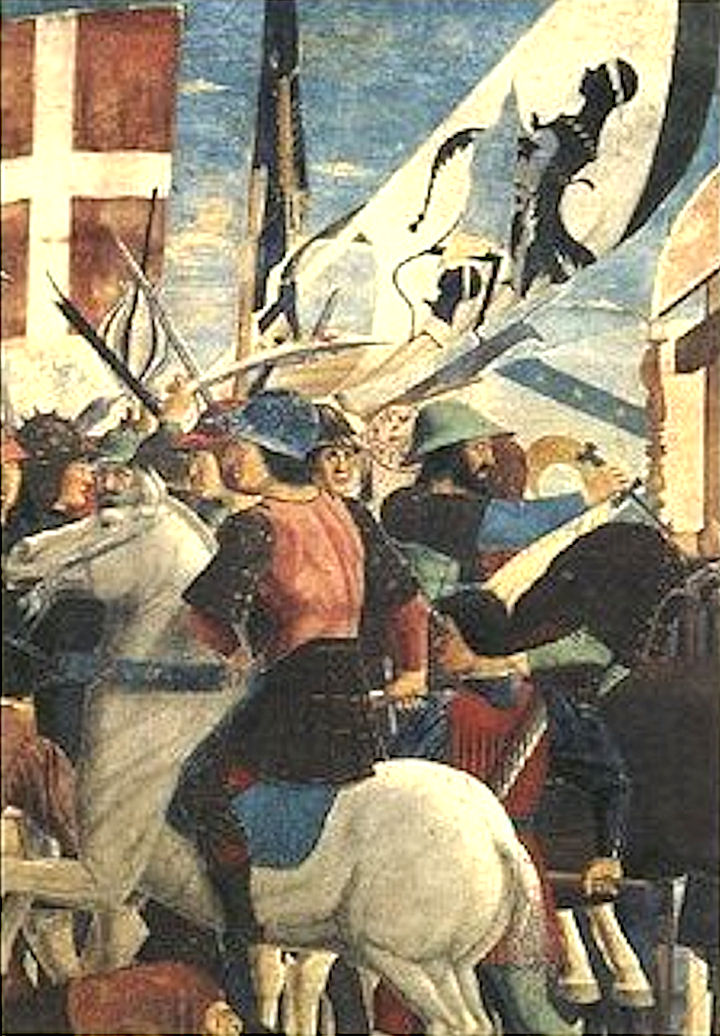
Battaglia fra Corsi e Genovesi

Dopo anni di guerra caratterizzati da una ferocia senza pari e segnati da massacri, saccheggi, incendi di messi e di interi villaggi, i genovesi, facendo leva sull'odio mai sopito dei parenti di Vannina, riuscirono ad assoldare tra essi dei sicari che, nel 1567, uccisero a tradimento Sampiero e ne recarono la testa mozzata al governatore ligure. Il nome presunto dell'uccisore di Sampiero, Vittolo, passò così a rappresentare per antonomasia un sinonimo di traditore nella fantasia popolare isolana ed è ancora oggi impiegato con tale significato.
La lotta proseguì per qualche tempo guidata dal figlio giovanissimo di Sampiero, Alfonso, ma i còrsi insorti, perduta la guida esperta di Sampiero e a corto di risorse militari, si sfaldarono e cercarono la pace, cui si giunse nel 1569 con l'intesa tra Alfonso e il genovese Giorgio Doria.

### Un secolo e mezzo dipax genovese

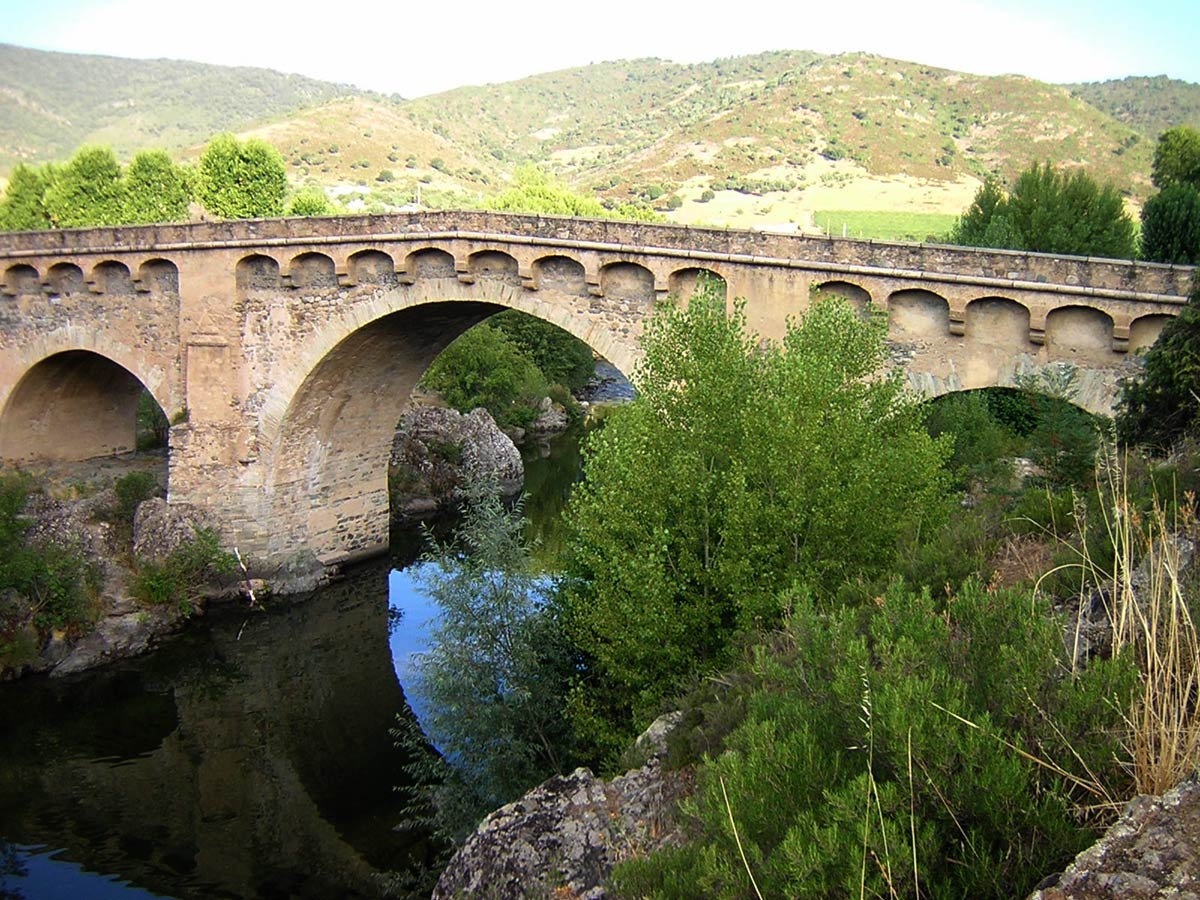
Ponte genovese a tre arcate sul fiume Tavignano, presso Altiani, tuttora utilizzato

Alla fine della guerra si giunse anche grazie al fatto che, già negli ultimi tempi della lotta, Genova sembrava aver compreso che l'eccessiva durezza mostrata nell'amministrazione e nello sfruttamento della Corsica erano il miglior sistema per incitare i suoi abitanti a trovare nella rivolta l'unica risposta alla miseria loro inflitta, e aveva pertanto avviato una politica più moderata ed equilibrata per garantirsi l'appoggio della popolazione.
Il dispositivo di pace prevedeva un'amnistia e la liberazione di ostaggi e prigionieri, la concessione ai còrsi delle libertà - prima negate - di movimento da e verso l'Italia e di disporre direttamente dei propri beni, un condono e una proroga fiscale di cinque anni. Ad Alfonso fu offerta la restituzione dei feudi d'Ornano che, confiscati, erano stati all'origine della tragedia di sapore shakespeariano che aveva coinvolto il padre e la madre, inteso che egli, con i suoi più stretti seguaci, s'esiliasse comunque, come poi fece passando in Francia.
Nell'ottica di pacificare l'isola in modo duraturo e di riconoscere significativi elementi di autogoverno locale, nel 1571 Genova - tornata a occuparsi direttamente della Corsica sin dalla fine dell'amministrazione del Banco di San Giorgio nel 1562 - istituisce gli Statuti civili e militari che, da allora in poi, regoleranno - almeno sulla carta - il diritto e l'amministrazione nell'isola.
Successivamente emendati ed estesi, gli Statuti furono nel complesso un buono strumento istituzionale e - nelle parti recepite nella Costituzione paolina del 1755 - e resteranno parzialmente in vigore sino all'annessione francese del 1769.
Dal punto di vista amministrativo la Corsica dipese, da allora in poi, da una sorta di ministero dedicato, con sede a Genova: il Magistrato di Corsica, che rendeva conto del proprio operato di fronte ai massimi organi della Repubblica, il Maggior Consiglio e il Minor Consiglio.
Sull'isola risiedeva un governatore genovese, coadiuvato da un vicario e dal consiglio dei nobili dodici, mediato dalla simile istituzione della Terra di Comune.
Il territorio fu suddiviso in province, ognuna delle quali aveva alla propria testa o un commissario (con sede a Bonifacio, Ajaccio e Calvi), o un luogotenente (con sede a Corte o Aleria, Rogliano, Algaiola, Sartene e Vico). Le fortificazioni furono riparate o consolidate e ingrandite e vennero munite di presidi più solidi che nel passato. Le corti di giustizia furono riorganizzate e dotate di un complesso apparato burocratico.
La vita pubblica fu organizzata attorno a una ridefinizione accurata delle comunità rurali che divennero il nucleo base del territorio dal punto di vista istituzionale, fiscale e religioso, integrando l'antica rete delle pievi. I villaggi, riuniti in parlamenti, eleggevano periodicamente i loro podestà o padri del comune, responsabili delle funzioni di amministrazione e di polizia locali, attraverso la carica, pure elettiva, di capitano della milizia. Le comunità si governavano quindi in maniera largamente autonoma, senza ingerenze da parte della Repubblica, se non in casi eccezionali.
Nei paesi dell'entroterra fu così libera di svilupparsi una classe di notabili indicati come i principali. Gli atti, sia privati sia pubblici (elezioni locali e grida governatorali), erano trascritti presso i registri notarili. Tali registri venivano regolarmente sottoposti al cancelliere della sede provinciale competente e, per un certo periodo, le autorità locali furono autorizzate a inviare propri rappresentanti presso il governatore o, addirittura, presso l'autorità centrale a Genova, per esprimere particolari esigenze, denunce di gravi abusi o richieste di aiuto in caso di calamità quali la siccità.
Il territorio fu suddiviso, dal punto di vista fiscale e produttivo, in circoli destinati a frutteti e vigne, prese, destinate alle semine, e terre comuni, patrimonio collettivo delle comunità, destinate al pascolo, alle colture temporanee e orticole, alla raccolta di frutti di bosco e legname. Guardie campestri e giudici specializzati si occupavano di vigilare sul rispetto degli Statuti nella conduzione delle terre.
Legislazione civile e criminale furono definite come mai prima, come pure la tassazione, resa più efficiente pur restando basata sulla taglia (l'imposizione diretta) e sulle gabelle come lo «scudo a botte» per il vino, le tratte per altri prodotti, il boatico (vendita forzosa a prezzo ridotto di orzo e grano alle guarnigioni di stanza sull'isola) e diversi monopoli (primo tra tutti quello sul sale) per quanto riguarda l'imposizione indiretta.
Le città costiere, alcune delle quali popolate in grande maggioranza da genti liguri (in particolare Calvi, Bastia e Bonifacio), godevano di diversi privilegi rispetto ai centri dell'interno (esenzioni fiscali, immunità particolari), venendo così a costituire un mondo a parte. Sede dei governi provinciali, queste piccole capitali svilupparono un patriziato più affine a quello che cresceva nel frattempo in Italia, arricchendosi tanto con i traffici marittimi e con i compensi derivanti dall'esercizio di incarichi amministrativi legati al governo, quanto attraverso l'imprenditoria agricola sviluppata nell'immediato entroterra.
La classe del patriziato, detta dei nobili - ma in effetti si trattava una borghesia urbana - avevano in mano il mercato dei cereali, quello della pesca, quello dei prestiti e quello dell'artigianato e della produzione manifatturiera locali. Saranno proprio gli esponenti di questa classe che, aspirando a sempre maggiori prestigio e ricchezze, si porranno nel XVIII secolo alla guida della rivolta popolare e costituiranno prima il nerbo della Corsica indipendente di Pasquale Paoli, e poi il primo elemento di legittimazione locale dei governi francesi.
La Repubblica, sia durante il XVII sia il XVIII secolo, riprese la parte migliore del lavoro già avviato dal Banco di San Giorgio nel mettere a frutto la coltivazione cerealicola nelle regioni litoranee, la coltura dell'ulivo (soprattutto in Balagna) e lo sfruttamento forestale (soprattutto i castagneti di Castagniccia). La rete stradale dell'isola fu incrementata e migliorata (alcuni ponti genovesi sono ancor oggi in uso), mentre specialmente nel Cismonte e in tutte le città costiere ebbe luogo un'intensa attività di edificazione e di ristrutturazione edilizia che caratterizzò molti centri storici il cui aspetto è, ancor oggi, marcato dalla forte impronta stilistica ligure e barocca dovute a questo periodo.
Sulle coste fu rafforzato il dispositivo delle torri d'avvistamento e difesa, a causa della recrudescenza degli assalti barbareschi, che divennero particolarmente frequenti e distruttivi soprattutto nei due decenni successivi alla sconfitta subita dagli ottomani a Lepanto nel 1571. Ciò che non deve stupire in quanto la pirateria venne a riempire lo spazio lasciato libero dall'impossibilità per gli ottomani di accedere altrimenti alle ricchezze prima disponibili attraverso i normali traffici loro negati a seguito del grave rovescio della loro flotta.
Le conseguenze di questo ventennio di attacchi, piuttosto ben documentati e distribuiti in un po' tutta l'isola, furono disastrose e comportarono l'abbandono di dozzine e dozzine di centri abitati di pianura come non avveniva da secoli.
È esemplare a questo proposito il caso di Sartene. Nel 1540 la sua regione contava undici centri maggiori che alla fine del secolo risultano tutti abbandonati tranne Sartene stessa, che fu fortificata e che costituì rifugio di tutta la popolazione del suo circondario sino al XVIII secolo quando, passato il pericolo, i centri minori poterono risorgere.
Nello stesso periodo l'isola fu colpita da gravi pestilenze che costituirono ulteriori ostacoli alla realizzazione dei piani di sviluppo predisposti dalla Repubblica, che nel complesso, per quanto ben congegnati sulla carta, non ebbero il successo sperato.
La stagnazione economica tenne dunque viva la storica tendenza all'emigrazione delle genti còrse, che continuarono a tentare di cercar fortuna sul continente, specialmente servendo - per tradizione consolidata - come militari al servizio delle potenze straniere, e anche sfidando la proibizione in tal senso emessa da Genova, preoccupata da questa emorragia che ostacolava i propri piani di sviluppo e spopolava le campagne.
Tale preoccupazione del resto, era ben spiegata dalle mancate entrate fiscali che derivavano dal mancato sviluppo e che assumevano un peso particolare considerando il declino finanziario della Repubblica, che s'era esposta a finanziare i sovrani di Spagna i quali, nel corso del XVII secolo, più volte mancarono di restituire alla scadenza prevista i cospicui prestiti concessi da Genova, sino a dichiararsi insolventi. In tal modo divennero inesigibili ricchezze vitali all'effettiva indipendenza e alle speranze di potenza della Repubblica ligure, già scossa dalla perdita progressiva di tutte le sue colonie d'oriente per mano dei Turchi e dal calo del volume dei suoi traffici con il Levante, indotto anche dalla concorrenza Francese, venutasi ad aggiungere, a partire dal XVI secolo, a quella storicamente esercitata dalla Repubblica di Venezia.
Oltre a ristabilire la proibizione formale a espatriare, nuovamente imposta ai còrsi a dispetto di quanto promesso inizialmente negli Statuti, Genova cercò in ogni modo di incoraggiare la valorizzazione delle terre dell'isola, istituendo anche a tale scopo la figura del Magistrato della coltivazione e concependo piani di sviluppo che però rimasero in buona parte inattuati, ma la cui bontà generale è testimoniata dal fatto che saranno molto più tardi fedelmente ricalcati da simili piani francesi (anch'essi, per altro, rimasti largamente inattuati).
Uno dei punti deboli di tali piani era costituito dal fatto che essi, piuttosto che su un intervento dello Stato (per altro di difficile attuazione, vista la sofferenza finanziaria della stessa Repubblica), basavano tutte le proprie speranze di attuazione sulla libera iniziativa privata attraverso un complesso sistema di infeudamenti ed enfiteusi che invece di avviare il circolo virtuoso produttivo sperato, finì per avviare l'erosione delle terre comuni alienandone la piena disponibilità alle comunità locali e favorendo l'arricchimento di alcuni Principali e Nobili senza alcun vantaggio per la collettività.
Tale fenomeno di espropriazione e immiserimento delle comunità còrse a favore di ricchi possidenti avrà un'accelerazione decisiva quando lo schema sarà riproposto dai francesi, e finirà per creare danni sociali tanto acuti da poter essere considerato tra le cause scatenanti delle insurrezioni che, per circa un cinquantennio, scoppiarono in Corsica dopo l'occupazione francese e che, per certi versi, sono paragonabili alle insorgenze che nell'Italia meridionale sottoposta al governo sabaudo all'indomani della caduta del Regno delle due Sicilie, daranno vita al fenomeno poi passato alla storia come Brigantaggio.
In questo quadro si inserisce come singolare la concessione ad alcune centinaia di greco-cattolici originari della Laconia (regione meridionale del Peloponneso) in fuga dal dominio ottomano. A seguito di lunghe trattative (che richiedevano sostanzialmente l'accettazione del primato papale in campo religioso, come avvenuto per altre comunità arvanite di rito greco riparate in Italia) questi profughi furono installati nel 1676 nelle terre costiere a circa 50 km a Nord di Ajaccio. Nella regione, detta Paomia, i greco-cattolici fonderanno una colonia che, spostata a Cargese a seguito dell'occupazione francese, ha mantenuto alcune tradizioni originarie, ivi compreso il rito religioso orientale, tuttora officiato.
Il mancato successo dei piani di sviluppo genovesi - che finì comunque per porre in modo acuto una questione agraria le cui conseguenze si faranno sentire sino ai nostri giorni - nel contesto di un'economia ancora improntata a uno sfruttamento sostanzialmente coloniale e di un restringimento progressivo all'esercizio effettivo delle poche libertà concesse ai còrsi, considerati di fatto come sudditi e non come cittadini dalla Repubblica, finì per far montare una crisi che doveva rivelarsi senza rimedio e che avrebbe condotto la Corsica a rompere definitivamente con Genova, sia pure in modo graduale e difficilmente percettibile sino all'esplosione della rivolta, a partire dal 1729.

### La fine della Guardia Corsa Papale a Roma
Tra i reparti militari interamente còrsi che operarono fuori dall'isola la Guardia còrsa papale fu il più famoso e quello di più lunga - plurisecolare - durata.
Malgrado l'incertezza dei documenti, si fa solitamente risalire al 1378 - in coincidenza con la fine della «cattività avignonese» - la fondazione, a Roma, di un corpo militare composto esclusivamente da còrsi con funzioni di guardia del pontefice e di milizia urbana.

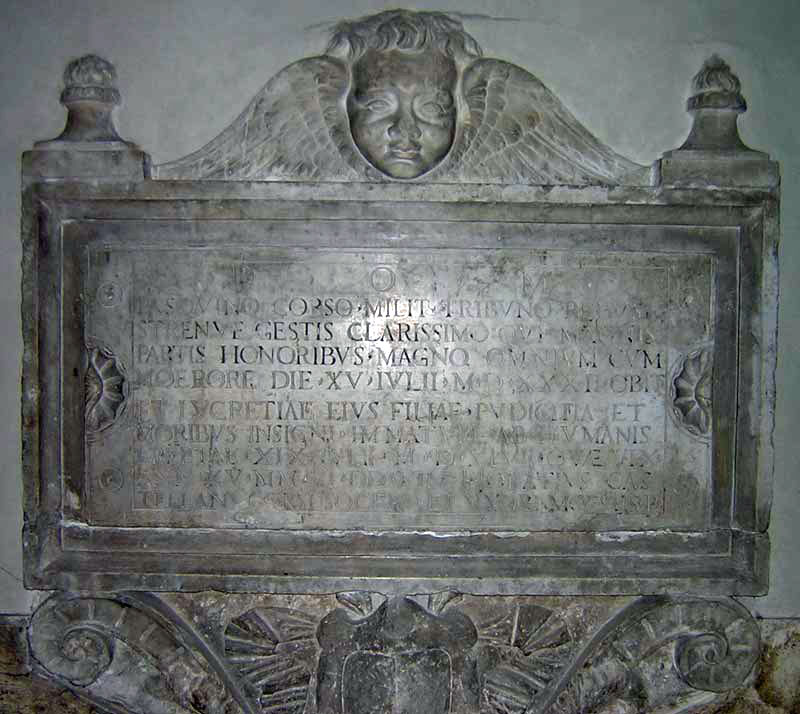
Monumento funerario a Pasquino Còrso, colonnello della Guardia còrsa papale, San Crisogono, Roma

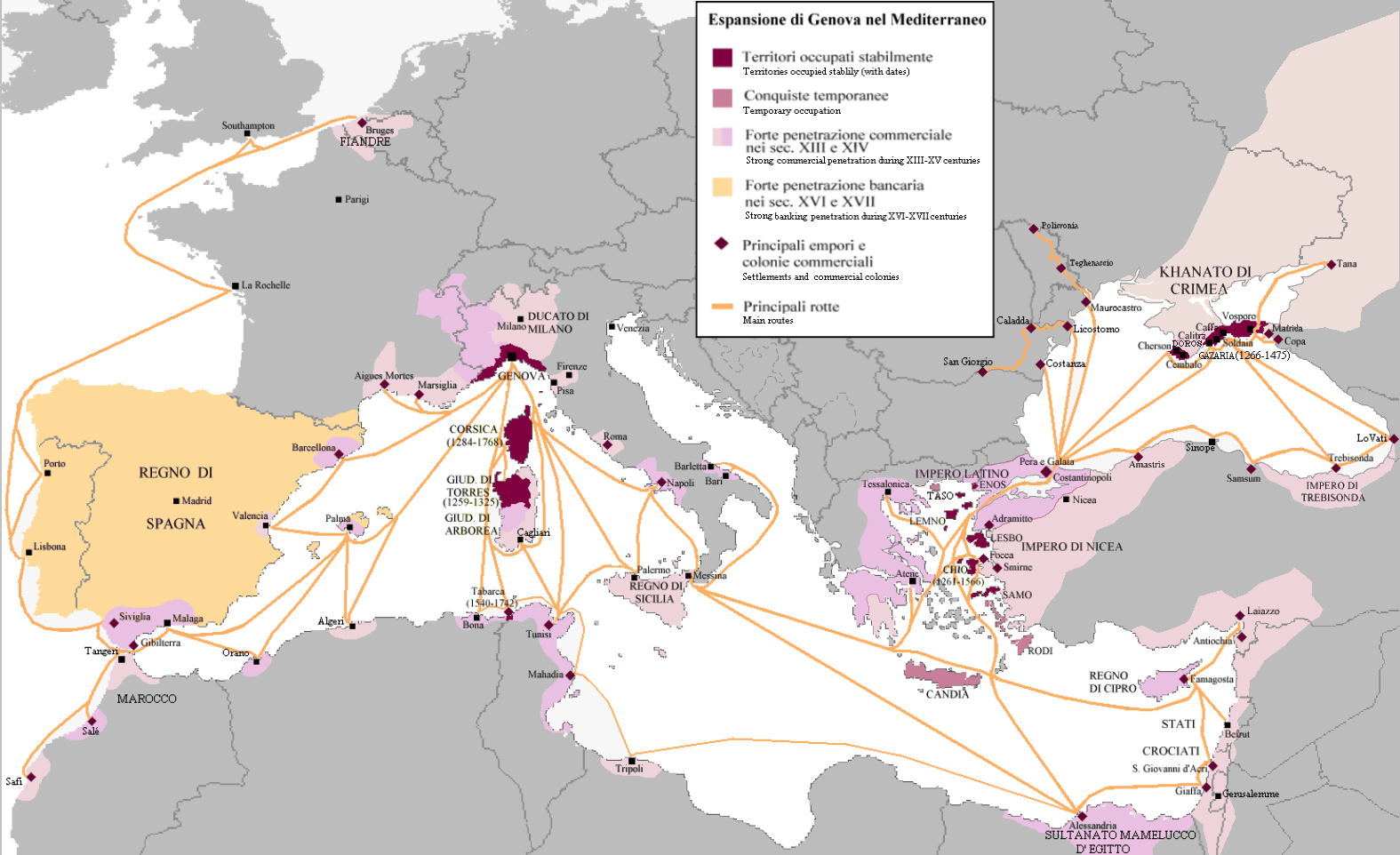
Corsica e la Repubblica di Genova 1284-1768

Non sono conosciuti documenti attestanti l'istituzione di questo corpo militare in precedenza, anche se la presenza di una significativa colonia còrsa a Porto (Fiumicino) e poi in Trastevere (dove la chiesa di San Crisogono fu titolo nazionale e basilica cimiteriale dei còrsi) è certa almeno dal IX secolo e non è affatto da escludere un'organizzata presenza di milizie còrse nel seno delle armate papali anche assai prima del XIV secolo, stante il forte legame della Corsica con Roma, dalla quale l'isola dipese formalmente a partire dall'VIII secolo e sino alla sua definitiva entrata nell'orbita genovese.
La Guardia còrsa che, come vedremo, sarà ininterrottamente al servizio del papa per quasi tre secoli, precederebbe dunque di quasi 130 anni l'istituzione, nel 1506 della oggi ben più nota Guardia svizzera.
L'esistenza della Guardia còrsa si ebbe in seguito a un incidente occorso a Roma il 20 agosto 1662: Luigi XIV di Francia inviò a Roma suo cugino Carlo III, duca di Créquy, come ambasciatore straordinario con una scorta militare rafforzata, che finì in breve tempo - e quasi inevitabilmente - per causare una grave rissa presso il Ponte Sisto con alcuni militi della Guardia còrsa che pattugliavano le vie di Roma.
L'affronto dovette essere particolarmente grave (ne erano stati segnalati molti altri sin dal 1661, ma senza gravi conseguenze), perché anche i militi a riposo nella caserma della Guardia alla Trinità de' Pellegrini, presso Palazzo Spada, accorsero ad assediare il vicinissimo Palazzo Farnese, sede dell'ambasciatore francese, pretendendo la consegna dei militi francesi responsabili dello scontro.
Ne seguì una sparatoria, innescata dal casuale ritorno a Palazzo Farnese, sotto nutrita scorta militare francese, della moglie dell'ambasciatore. Un paggio della signora di Créqui rimase mortalmente ferito e Luigi XIV ne approfittò per trarne pretesto per portare ai massimi livelli lo scontro con la Santa Sede, già avviato sotto il governo del cardinale Mazarino.
La reazione e le pretese del Re di Francia nei confronti del Papa danno la misura della potenza, ma anche della personalità e dei metodi adottati dal monarca, che ritirò l'ambasciatore da Roma, espulse quello del papa in Francia, procedette all'annessione dei territori pontifici ad Avignone e minacciò seriamente di invadere Roma se Alessandro VII non gli avesse presentato le sue scuse e non si fosse piegato ai suoi desideri, che comprendevano lo scioglimento immediato della Guardia còrsa, l'emissione di un anatema contro la loro nazione, l'impiccagione per rappresaglia di un certo numero di militi e la condanna al remo in galera per molti altri, la rimozione del Governatore di Roma e l'erezione nei pressi della caserma della Guardia di una colonna d'infamia a imperitura maledizione dei còrsi che avevano osato sfidare l'autorità francese.

## La rivolta contro Genova
Pur non minacciata da nuove invasioni (fatte salve le perduranti scorrerie corsare) e da nuovi cambi di regime e di potenza occupante, la Corsica, durante l'ultimo secolo di dominazione genovese volge - quasi in silenzio - verso una crisi che ne segnerà la storia in modo drammatico, e che condurrà l'isola a perdere il contatto con la propria naturale area culturale, etnografica e linguistica attraverso la sua difficile integrazione nello Stato francese.
Del resto già la penetrazione Genovese in Corsica, e poi il suo dominio, come abbiamo visto segnati da asperrime lotte, avevano contribuito - sebbene in misura assai minore di quanto avverrà con la sua francesizzazione - ad alienare la Corsica dall'alveo socioculturale e linguistico toscano e centro-italiano nel quale s'era sviluppata dal IX secolo: le grida del governo genovese, scritte in italiano, erano più comprensibili all'analfabeta pastore còrso che al gendarme di lingua ligure che accompagnava l'araldo che le annunciava nei villaggi dell'isola.
La crisi sofferta dalla Corsica durante il XVII secolo e poi nel XVIII è, inevitabilmente, conseguenza della crisi e del progressivo declino e indebolimento della Repubblica di Genova, nel più ampio quadro del declino generale che interessa tutta la Penisola italiana dopo il Rinascimento, in contrapposizione alla crescente influenza di altri stati europei.
Genova entra in una situazione di sensibile crisi ben prima di Venezia e si troverà a essere minacciata da vicino e poi occupata e disciolta come stato indipendente dalla Francia poco dopo aver perso la Corsica e, anzi, avendo speso gran parte delle proprie residue energie proprio nel vano tentativo di conservarne il controllo.
Conviene qui soffermarsi a evidenziare che la Liguria ha oggi una superficie (5 410 km²) nettamente inferiore a quella della Corsica e che, anche se al tempo della Repubblica il territorio metropolitano era maggiore (poco oltre i 6 000 km²), la Corsica rappresentava comunque circa il 60% dell'intero territorio controllato dalla Dominante. Anche il dato demografico è impressionante: la Liguria, che oggi conta 1 760 000 abitanti, ne contava solo circa 370 000 nel Seicento (che passeranno a 523 000 alla caduta della Repubblica nel 1797) mentre la Corsica ne contava circa 120 000 nel XVII secolo e non giungevano a 165 000 alla fine del XVIII secolo.
Salta all'occhio, dunque, come la lotta che si svolse per quarant'anni (dal 1729 al 1768) tra Genova e la sua colonia insorta fosse una lotta per la sopravvivenza (e difatti Genova perderà la sua indipendenza meno di trent'anni dopo aver perso la grande isola), di come essa fosse più che impegnativa per la Repubblica, che controllava in continente un territorio inferiore a quello disputato e per di più senza disporre in patria di una base demografica schiacciante rispetto a quella còrsa.
A questo proposito va anche notato come la ferocia della guerra e il suo perdurare per decenni abbia influito drammaticamente sulla stentata crescita della popolazione còrsa, soprattutto a seguito delle stragi e delle distruzioni che continuarono ad affliggere la Corsica in lotta contro la Francia (con episodi significativi almeno sino al secondo decennio del XIX secolo) dopo che Genova s'era sfilata dalla lotta e attendeva, tutto sommato in pace, la sua fine come Stato indipendente.
Alla radice della rivolta còrsa contro Genova, accanto a un'avversione per il governo genovese (di solito ingigantita ad usum Delphini da buona parte della storiografia di marca francese), generata dalla mancata equiparazione della cittadinanza rispetto ai domini di terraferma della Repubblica, c'è la stagnazione della produzione di ricchezza indotta dallo scarso successo dei piani di sviluppo dell'isola. La Corsica finì così a vivere di un'economia sostanzialmente di sussistenza, mentre altrove in Europa fiorivano i commerci e si realizzava l'accumulazione di immense ricchezze.
Sull'isola, invece, le misure prese dal governo della Repubblica al fine di stimolare l'agricoltura finiscono, nel loro affidarsi eccessivamente all'iniziativa privata, per far sorgere una borghesia in buona parte parassitaria, che vive (salvo qualche eccezione, come nel Capo còrso, dove prevale l'impresa commerciale legata ai trasporti navali) soprattutto di rendita fondiaria quando non di usura anche spicciola, ma fortemente dannosa, come ad esempio quando finisce per taglieggiare la transumanza pastorale e minacciare la stessa sussistenza delle comunità contadine sottraendo progressivamente spazio alle terre comuni.
Questo stato di cose fa crescere sino a livelli parossistici il livello di litigiosità locale e fa riesplodere e ingigantire progressivamente i fenomeni della vendetta e per conseguenza, del diffuso banditismo (cui fanno ricorso sia i còrsi braccati dalla giustizia per le faide, sia i pastori gettati sul lastrico dalle pretese dei principali proprietari terrieri e dei loro fattori), creando una situazione di allarme e malessere sociale diffuso, sino a configurare uno strisciante stato di guerra civile.
L'indifferenza sostanziale di Genova di fronte a tale evoluzione e la sua presenza sensibile solo al momento di esigere gabelle e di perseguire i delitti (neanche tutti e non sempre con efficacia), finisce per elevare parossisticamente la naturale tendenza isolana all'introversione e a far crescere a dismisura il sentimento di estraneità e di avversione che si diffonderà nell'isola contro la Repubblica. Quando essa interverrà a tentare - troppo tardivamente e in modo incongruo - di porre un freno alla violenza diffusa, con la proibizione generale per i còrsi di portare armi (una proibizione particolarmente incomprensibile e inaccettabile per un popolo da sempre abituato a esse), anziché recare sollievo e pacificazione, contribuirà a rendere inevitabile la rivolta, anche grazie alla disparità di trattamento creata attraverso la concessione arbitraria di salvacondotti e indulti (rispetto al porto delle armi e al loro uso), unita alla singolare pratica di arruolare nelle proprie milizie i banditi che non riesce a catturare.
Sarà proprio la classe minoritaria dei notabili rurali e cittadini dell'isola, al cui sviluppo aveva dato impulso decisivo il complesso di misure economiche privatistiche del governo genovese, a far leva sulla situazione modesta e a volte miserabile del resto della popolazione (non dissimile però da quella di altre aree depresse d'Italia o di Francia) per avviare, dal 1729, la grande rivolta indipendentista còrsa.

### Dalla rivolta del 1729 a re Teodoro
Per compensare i mancati introiti fiscali dovuti alla proibizione del porto d'armi (molto diffuso e per il quale si pagava una tassa), nel 1715 Genova introdusse in Corsica la tassa generale dei due seini. Tale tassa era stata varata come temporanea, ma era stata più volte prorogata senza che il divieto a girare armati e l'introduzione dei pacieri - magistrati preposti alla composizione pacifica delle vendette - avesse sortito effetti significativi.
Nel 1729 si parlò di nuovo di prorogare i due seini per altri cinque anni, proprio mentre i cattivi raccolti degli ultimi anni e l'indebitamento dei contadini assumeva livelli catastrofici. Fu così che la spedizione periodica per l'esazione dei due seini effettuata dal luogotenente di Corte nella Pieve di Bozio, fece scoccare la scintilla insurrezionale nel cuore di quella Terra di Comune che, più socialmente e civilmente avanzata di altre regioni sin dal Medioevo, meno era atta a sopportare la crisi economica e il restringimento dei diritti che subiva. Un distaccamento di soldati Genovesi fu circondato, disarmato, derubato e, spogliato di tutto, rimandato a Bastia mentre in tutta la regione suonavano le campane e in montagna il tradizionale corno marino dei pastori chiamava alla rivolta.
Così ebbe origine una vera e propria jacquerie contadina che, all'inizio del 1730, scendendo dalla Castagniccia e dalla Casinca, si diede al saccheggio nella piana di Bastia, investendo parzialmente anche la capitale. Genova inviò sull'isola come nuovo governatore Gerolamo Veneroso (che era stato doge dal 1726 al 1728) e si giunse a un'effimera tregua, invitando le comunità còrse a presentare le proprie istanze.
Nel dicembre del 1730 gli insorti, riuniti nella Consulta (assemblea) di San Pancrazio prendono misure sul finanziamento dell'insurrezione e la costituzione di milizie, coagulando un proprio gruppo dirigente attorno ad alcuni notabili: Andrea Colonna Ceccaldi, Luigi Giafferi e l'abate Raffaelli, a segnare l'adesione del basso clero a quella che presto diverrà causa nazionale.
Nel successivo febbraio 1731 una Consulta generale tenuta a Corte stabilisce formalmente le rivendicazioni da indirizzare al governo genovese, segnando una fase nella quale i notabili ormai alla guida della rivolta si preoccupano di moderarla (reprimendo discoli e malviventi) e di trovare sbocchi negoziali alla rivolta.
L'aprile seguente i teologi isolani si riuniscono a Orezza, assumendo un atteggiamento prudente, con l'invito alla Repubblica a esercitare i propri doveri per evitare disordini, verso i quali viene mostrata comprensione. Il canonico Orticoni si reca in missione da una corte all'altra in Europa, difendendo le ragioni della propria gente specialmente presso la Santa Sede. La rivolta còrsa diviene rapidamente un affare europeo e non manca di attirare l'attenzione dell'ambasciatore francese a Genova, che prontamente ne riferisce al proprio governo.
Nel frattempo l'anarchia e i disordini tornano, dopo secoli, a insanguinare tutta l'isola: la colonia greca di Paomia viene aggredita e minacciata di massacro, segnando l'estensione della rivolta, prima confinata al Cismonte, anche al Pumonte, mentre s'avvia il contrabbando di armi specialmente da Livorno, con l'aiuto dei còrsi emigrati in Italia.
Alcuni insorti, fidando, come da tradizione, in appoggi esterni, invocano l'aiuto di Filippo V di Spagna (che prudentemente eviterà di invischiarsi nella vicenda) e, allo scopo, producono la riedizione della bandiera Aragonese con la Testa Mora: la benda che, nell'originale, copriva gli occhi della figura, viene spostata come una fascia sulla fronte a dare forma al motto che viene coniato per questo vessillo, «Adesso la Corsica ha aperto gli occhi».
Nell'agosto del 1731 Genova, rotti gli indugi e incapace di far fronte da sola alla ribellione, ottiene dall'Imperatore Carlo VI (preoccupato di prevenire un eventuale coinvolgimento di Filippo V) l'invio di una spedizione militare che sbarca in Corsica agli ordini del barone tedesco Wachtendonk in appoggio alle forze del commissario straordinario genovese, Camillo Doria. Dopo aver subito una sconfitta a Calenzana (febbraio 1732), le truppe imperiali, forti di superiore artiglieria e di 8 000 uomini, hanno la meglio.
I capi della rivolta sono esiliati e l'arbitrato imperiale si fa garante, nel gennaio del 1733, delle graziose concessioni (in verità ben formulate per riuscire soddisfacenti) che il Minor Consiglio genovese approva al fine di disarmare le aspirazioni secessioniste e riportare la calma nell'isola.
Solo per poco, poiché già nell'autunno seguente (1733) scoppia un nuovo focolaio insurrezionale in Castagniccia, stavolta guidato direttamente da un notabile proveniente dalla massima istanza locale che Genova aveva voluto a collaborare con il proprio governatore, i Nobili Dodici. Tra questi era stato precedentemente eletto Giacinto Paoli, che si trova a capo della nuova rivolta.
L'isola sfugge nuovamente al controllo genovese - salvo le città costiere - e gli insorti si organizzano con il crescente aiuto dei loro compatrioti in Italia. Si giunge così al 1735, quando una nuova Consulta generale tenuta a Corte elabora, sotto la guida dell'avvocato Sebastiano Costa (un còrso rientrato dall'Italia a sostenere l'insurrezione) una dichiarazione costituzionale che di fatto costituisce la Corsica in Stato sovrano. Il testo prefigura già la Costituzione paolina del 1755 e attira l'attenzione di Montesquieu, segnalando sin da allora come alla guida della rivoluzione còrsa si muovano uomini ispirati dai più avanzati concetti giuridici e illuministici già diffusi in Italia.
Nello stesso contesto la Corsica viene posta sotto la protezione della Vergine Maria e viene adottato come inno nazionale il canto sacro Dio vi salvi Regina composto alla fine del secolo precedente dal gesuita Francesco di Geronimo, originario di Grottaglie.
Lo Stato di Corsica concepito a Corte manca volutamente di un sovrano, con lo scopo più o meno palese - pur di liberarsi della Repubblica ligure - di indurre qualche regnante europeo a reclamare per sé la Corsica. Tuttavia, pur se molti sono i monarchi che gradirebbero impadronirsi dell'isola, il complesso equilibrio raggiunto dopo la Pace di Vestfalia induce ciascuno alla prudenza e gioca a favore di Genova e dell'incredibile avventura di un certo barone Teodoro di Neuhoff (1694-1756), uno strano avventuriero della piccola nobiltà tedesca fuoriuscito dalla nativa Colonia e passato in Francia e Spagna prima di riuscire a convincere la comunità còrsa di Livorno a candidarsi al vacante trono di Corsica.
È così che, sbarcato nel marzo 1736 ad Aleria con armi, cereali e aiuti in danaro, riesce con notevole abilità ed eloquenza a farsi accogliere da Giacinto Paoli, Sebastiano Costa e Luigi Giafferi, che guidano l'insurrezione, come una sorta di Deus ex machina e farsi proclamare re di Corsica. Alquanto perspicace, Teodoro dimostra di aver compreso alla radice quali siano le aspirazioni più profonde dei notabili isolani e si affretta a instaurare un ordine della nobiltà di Corsica, distribuendo con liberalità titoli magniloquenti ai capi degli insorti.
Ciò malgrado, subito si accesero dispute tra i nuovi nobili per accaparrarsi i titoli che sembravano più suggestivi, a riprova di quanto le aspirazioni dei notabili fossero legate al proprio avanzamento sociale (in modo non dissimile da quanto avverrà nelle altre rivoluzioni moderne), negato loro costituzionalmente da Genova. Ai malumori collegati alle dispute intorno ai titoli nobiliari, si aggiunsero presto quelli assai più seri legati al venire al pettine dei nodi legati alle vane promesse di aiuti con le quali Teodoro aveva convinto i còrsi a farlo loro re. Ancora una volta dimostrando notevole tempismo e perspicacia, dopo solo otto mesi di regno l'effimero sovrano, sbeffeggiato dai genovesi, lasciò la Corsica nel novembre del 1736 con il pretesto di recarsi a reclamare personalmente gli "aiuti" millantati.
Ancora nel 1736 esce, scritto dall'abate còrso Natali, il Disinganno intorno alla Rivoluzione di Corsica, primo esempio significativo della fiorente letteratura apologetica - sempre scritta in italiano - che renderà popolare la lotta d'indipendenza dei còrsi presso gli ambienti illuminati di tutta Europa.
Teodoro riapparirà in Corsica solo due anni dopo, per un breve tentativo - subito fallito - di restaurazione e ancora nel 1743, con l'appoggio britannico, con identico esito. La vita del re di Corsica si concluderà in povertà a Londra nel 1756 e la sua tragicomica vicenda sarà oggetto di curiosità in tutta Europa, al punto da meritargli un'opera (Teodoro a Venezia) di Paisiello, che ne aveva filtrato il personaggio già dileggiato da Voltaire nel suo Candido.

### Il primo coinvolgimento francese
Partito Teodoro la lotta continua in una situazione di sostanziale stallo. Da un lato, i còrsi insorti e padroni dell'isola, ma incapaci di conquistarne le fortezze costiere, dall'altro i genovesi serrati nei maggiori centri litoranei, privi di risorse umane e finanziarie per poter lanciare una controffensiva e riprendere il pieno controllo della Corsica.
È in queste circostanze che Genova, rimasta senza alternative - pur di malavoglia e con comprensibile diffidenza - prende una decisione che si rivelerà fatale e accetta l'interessato aiuto che la Francia le offre, desiderosa com'è di mettere le mani sulla Corsica (prevenendo possibili analoghe mosse inglesi o spagnole) pur senza causare un conflitto aperto europeo.
La strategia della Francia di Luigi XV sotto il governo prima del cardinale de Fleury e poi di Germain Louis Chauvelin e del duca de Choiseul, consisterà sostanzialmente nell'installare proprie truppe in Corsica con il pretesto di sostenere il governo genovese, cui però presenterà il conto del mantenimento dell'armata, ben sapendo che la Repubblica difficilmente troverà le risorse necessarie a saldare il debito contratto.
Così nel febbraio 1738 sbarcano in Corsica le prime truppe francesi al comando del generale de Boissieux, che si atteggia a mediatore, senza tuttavia accontentare nessuno. A dicembre una colonna francese viene ignominiosamente messa in fuga dagli insorti a Borgo e Boissieux viene sollevato dall'incarico, affidato di seguito a Maillebois. Questi prende in mano la situazione e attacca gli insorti. Già nel luglio del 1739 Giacinto Paoli (seguito dal figlio Pasquale) e Luigi Giafferi sono costretti a riparare in esilio verso l'Italia.
Nel 1741, considerando pacificata l'isola, Maillebois lascia Bastia senza che la Repubblica ligure, da sola, riesca a tenere davvero sotto controllo l'isola, che presto è di nuovo in fermento. A nulla vale un nuovo compromesso offerto da Genova nel 1743, né la missione pacificatrice intrapresa sull'isola dal francescano Leonardo da Porto Maurizio, condotta nel 1744.
Nell'agosto 1745 una nuova Consulta rivoluzionaria convocata a Orezza mette un nuovo triumvirato alla testa della rivolta, composto da Gian Pietro Gaffori, Alerio Matra e Ignazio Venturini, mentre il còrso fuoriuscito Domenico Rivarola (ex podestà di Bastia nel 1724 e poi colonnello dell'armata sabauda) riesce a convincere Carlo Emanuele III di Savoia a tentare, con l'appoggio degli inglesi (anch'essi bramosi di mettere le mani sulla Corsica) e degli austriaci, una spedizione contro Bastia.
Tra il 1745 e il 1748, con l'aiuto inglese e sabaudo, Domenico Rivarola riesce a mettersi a capo di parte degli insorti e a impegnare duramente i Genovesi a Bastia, ma le divisioni tra i notabili còrsi minano i successi della sua iniziativa e nel 1748 Rivarola muore a Torino, ove s'era recato a cercare nuovi aiuti.
Messi di nuovo alle strette, i Genovesi dovettero ancora ricorrere alla Francia, che inviò a Bastia nuove truppe guidate dal Maresciallo de Cursay. Questi, oltre a svolgere un ruolo di mediazione, avviò nella capitale dell'isola un'accademia e altre iniziative culturali che avevano lo scopo di installare e di irradiare la cultura francese nell'isola. Il troppo zelo dimostrato dal de Cursay nella sua azione propagandistica in favore della Francia esercitata presso i còrsi, suscitò le ire dei Genovesi. La Repubblica reagì nel 1753, chiedendo e ottenendo la partenza del Maresciallo e delle sue truppe dall'isola. Frattanto alcuni sicari al soldo di Genova assassinavano il capo degli insorti, Gian Pietro Gaffori.
Va ricordato che queste ultime vicende si inquadrano nello svolgimento della Guerra di successione austriaca che, tra l'altro, porta all'occupazione di Genova da parte delle armate austriache (con il famoso episodio del Balilla, dicembre 1746), e a nuovi, durissimi colpi per la Repubblica, impoverita, invasa e costretta dall'ostilità dei Savoia ad affidarsi sempre più all'influenza della Francia.

## La Corsica indipendente di Pasquale Paoli

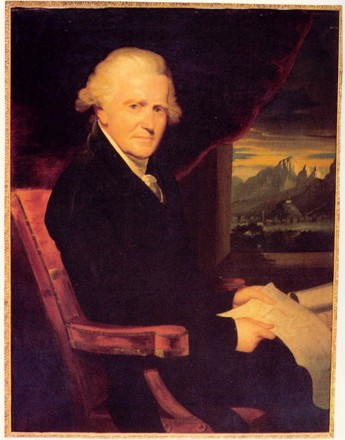
Pasquale Paoli (Beckey)

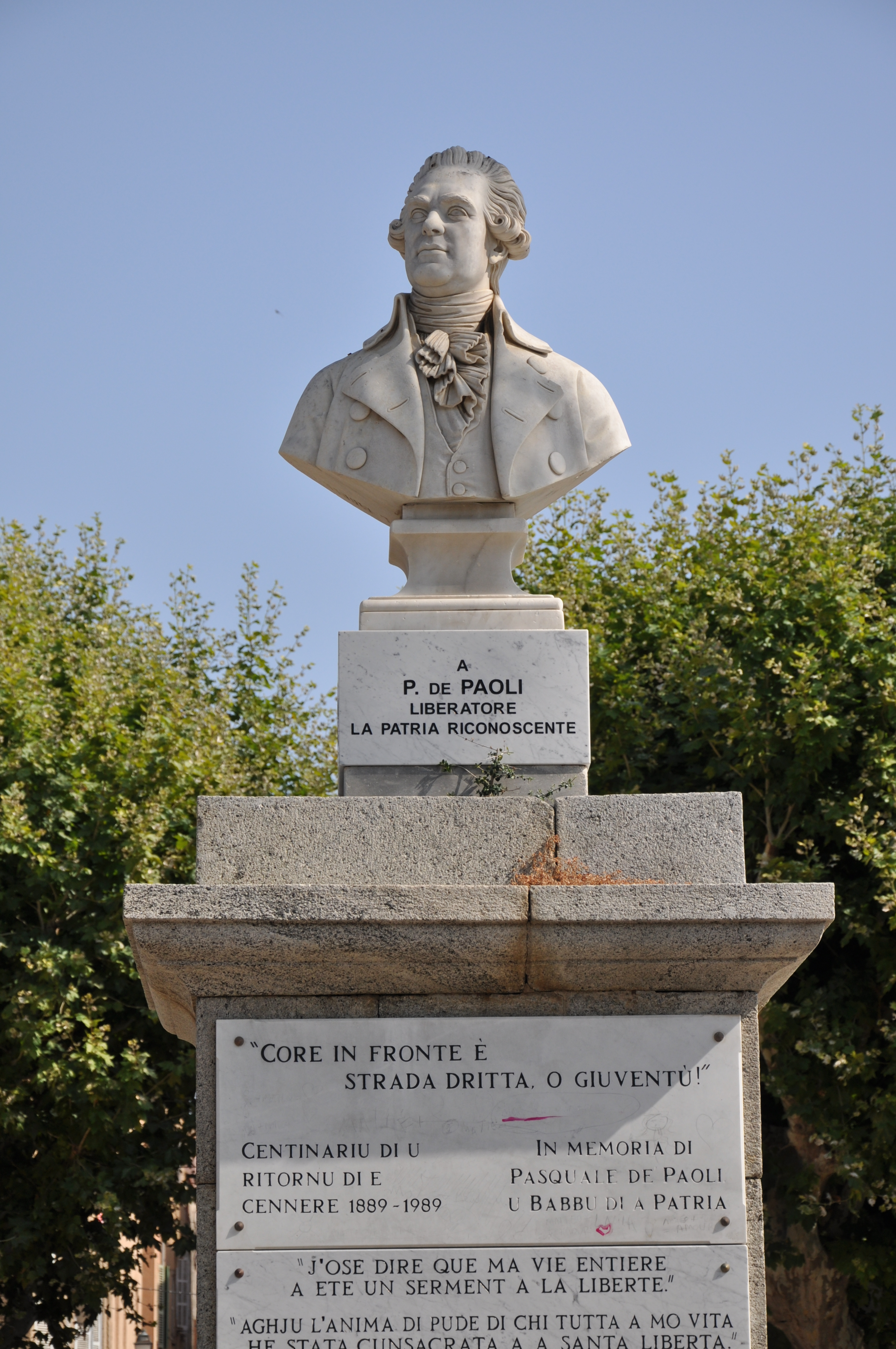
Monumento a Pasquale Paoli all'Isola Rossa. Iscrizione: «Centenariu di u ritornu di e cennere 1889-1989. In memoria di Pasquale de' Paoli, u Babbu di a Patria»

Dopo l'assassinio di Gaffori (per mano di còrsi assoldati da Genova e nel quale fu implicato suo fratello, che fu giustiziato), gli insorti impiegarono quasi due anni per trovare un accordo sulla nuova guida. La scelta di un gruppo consistente di notabili dell'area settentrionale del Cismonte, forse anche per non chiamare in causa rivalità già consolidate nell'isola, cadde sul trentenne Pasquale Paoli, figlio di Giacinto, che era stato esiliato a Napoli dal 1739.
Pasquale, che aveva 14 anni quando aveva lasciato la Corsica, nel frattempo era divenuto un ufficiale di Carlo di Borbone e prestava servizio a Porto Longone (odierna Porto Azzurro) all'isola d'Elba.
 (discorso di Pasquale Paoli dopo essere arrivato a Napoli nel 1750).
Formatosi nell'ambiente illuminista della Napoli di Antonio Genovesi e di Gaetano Filangieri, Pasquale Paoli - che si era preparato già da qualche tempo a rientrare nell'isola con un ruolo dirigente - avrebbe impresso una svolta decisiva alla rivolta còrsa: fu Paoli che gli fece assumere i connotati di prima vera (e ingiustamente oggi misconosciuta) rivoluzione borghese d'Europa, e sua è la prima costituzione (anch'essa ingiustamente poco nota) democratica e moderna, quella che regolò la vita della Corsica indipendente dal 1755 alla conquista francese 1769.
Giunto in patria il 19 aprile, Paoli raggiunse il fratello Clemente a Morosaglia e, tra il 13 e il 14 luglio 1755, venne proclamato generale di quella che ormai, con piena coscienza, si definiva come la Nazione còrsa. L'elezione avvenne presso il convento francescano di Sant'Antonio di Casabianca. Emanuele Matra, notabile della regione di Aleria, raccolti intorno a sé un gruppo di maggiorenti avversi al partito di Paoli, non ne accettò l'elezione e diede vita a una vera e propria guerra civile per opporvisi.
Affrontato con polso di ferro e vinto entro novembre dal neoeletto Generale della Nazione (che, secondo il console francese a Bastia, riceveva appoggi britannici), il Matra, che era sostenuto dai genovesi, fu sconfitto e costretto all'esilio. Malgrado il successo, Paoli dovrà affrontare ancora per anni le ostilità suscitate dai membri della famiglia Matra e dai loro alleati.
Tra il 16 e il 18 novembre 1755, riunita una Consulta generale a Corte (divenuta capitale dello Stato còrso), Paoli promulgò la Costituzione di Corsica.
La nuova costituzione teneva conto della struttura istituzionale preesistente, perfezionandola e migliorandola, e, pur dovendo adeguarsi alla situazione d'emergenza, di isolamento geografico, di guerra e di assenza di un vero riconoscimento internazionale del nuovo Stato che essa istituiva e regolava, contribuì a rendere Paoli molto popolare negli ambienti illuminati di tutt'Europa e tra i coloni inglesi insorti che daranno vita agli Stati Uniti d'America e alla loro Costituzione.
La Costituzione còrsa attirò l'attenzione di tutta Europa per la sua eccezionale carica innovativa e Paoli chiese la collaborazione di Jean-Jacques Rousseau per perfezionarla. Il filosofo ginevrino rispose volentieri all'appello e redasse il suo Progetto di costituzione per la Corsica (1764).
La Costituzione assegnava alla figura del generale un ruolo particolare, paragonabile per certi versi, vista la situazione di guerra perdurante, a quella di un dittatore nell'antica Repubblica romana, affiancato da un Consiglio di Stato elettivo che rispondeva ai princìpi di collegialità e di rotazione, seguendo uno schema che traeva la sua ispirazione dal modello comunale sorto in Italia. Si trattava quindi di una sorta di dispotismo illuminato, ove la massima autorità era sottoposta al controllo assembleare e votata a un'azione riformatrice ispirata dallo spirito dei lumi.
Le mai del tutto sopite fronde antagoniste e spinte anarchiche interne, unite alla costante minaccia esterna, costrinsero allo sviluppo di un sistema giudiziario severo e inflessibile (che resterà famoso con la locuzione giustizia paolina) e all'istituzione di una notevole pressione fiscale, accompagnata da un continuo e quasi disperato sforzo di sviluppo agricolo, economico (entro il 1762 la Corsica batterà la propria moneta) e commerciale. La Corsica si dotò così di una propria flotta, battente la bandiera con la testa mora, per rompere il blocco navale genovese. Anche a tale scopo nel 1758 Pasquale Paoli fondò il porto di Isola Rossa, strategicamente ben posizionato per tagliare il traffico tra Genova, Calvi e San Fiorenzo. Sempre nel 1758, l'abate còrso Salvini diede alle stampe a Corte, in italiano, la Giustificazione della Rivoluzione di Corsica.
Una volta ridotta la Repubblica genovese a controllare poche piazzeforti costiere, spesso assediate, Paoli si diede con inesauribile energia a dare forma e concretezza all'autoproclamato Stato di Corsica in ogni campo, senza trascurarne alcuno, spaziando dalla giustizia all'economia.
Tollerante nell'ambito religioso (Paoli incoraggiò l'immigrazione ebraica dalla Toscana), il Generale ebbe la fiducia del clero locale, che del resto aveva sempre in larga parte appoggiato gli insorti, e buoni rapporti con lo Stato della Chiesa, anche nella speranza che ciò potesse condurre a un riconoscimento ufficiale dell'indipendenza còrsa.
Il nuovo Stato - come del resto quelli sorti più tardi dalle Rivoluzioni americana e francese - si caratterizzò come un regime controllato dalla borghesia isolana che era cresciuta sotto il dominio genovese e, per molti versi, grazie a esso, pur se attraverso gli strumenti democratici della convocazione periodica di assemblee che, anche nei più piccoli centri, eleggevano a suffragio universale i loro rappresentanti i quali, riuniti in consulte, a propria volta procedevano al rinnovo delle cariche amministrative e politiche ai vari livelli, sino al Consiglio di Stato che affiancava il Generale della Nazione. Le elezioni erano a suffragio universale e il voto era un diritto per tutti i residenti leali allo Stato, a prescindere dalla nazionalità d'origine, dal sesso (potevano votare anche le donne) e dal censo o dalla religione (potevano votare tutti i maggiori di 25 anni).
In tal modo venne a realizzarsi l'aspirazione della classe dei notabili ad accedere alle alte funzioni nel governo, nell'amministrazione e nella giustizia, che erano state loro sempre negate dalla Repubblica genovese che, non accogliendo mai i còrsi nelle funzioni pubbliche, aveva a un tempo delineato il proprio dominio sull'isola come coloniale e, in ultima analisi, provocato la sollevazione della Corsica contro la propria autorità.
L'amministrazione locale dell'isola, guidata dal Generale e dal Consiglio di Stato - che s'insediarono nel "Palazzo Nazionale" di Corte - presiedeva al controllo delle province attraverso magistrati che ricalcavano le funzioni dei commissari e dei luogotenenti genovesi (che rispondevano al governatore dell'isola).
Sempre a Corte, Paoli fondò nel 1765 un'Università di lingua italiana (che era la lingua ufficiale dello Stato) destinata a formare i quadri del governo e la sua classe dirigente, mentre venne avviata la pubblicazione di un vero e proprio bollettino ufficiale dello Stato, i "Ragguagli dell'Isola di Corsica".
Accanto alla conservazione di parte della Costituzione degli statuti della Repubblica ligure, anche a livello locale vi fu una sostanziale conferma di buona parte degli istituti esistenti, inclusi i podestà, i padri del comune, i capitani della milizia, i pacieri e i guardiani (campestri).
La situazione di guerra condusse a considerare sottoposti a chiamata militare tutti gli uomini validi e all'organizzazione capillare di marce di addestramento. Tali preparativi militari divennero vitali quando, dal 1764, i francesi tornarono in forze a presidiare Bastia, Ajaccio, Calvi e San Fiorenzo.

## La conquista francese

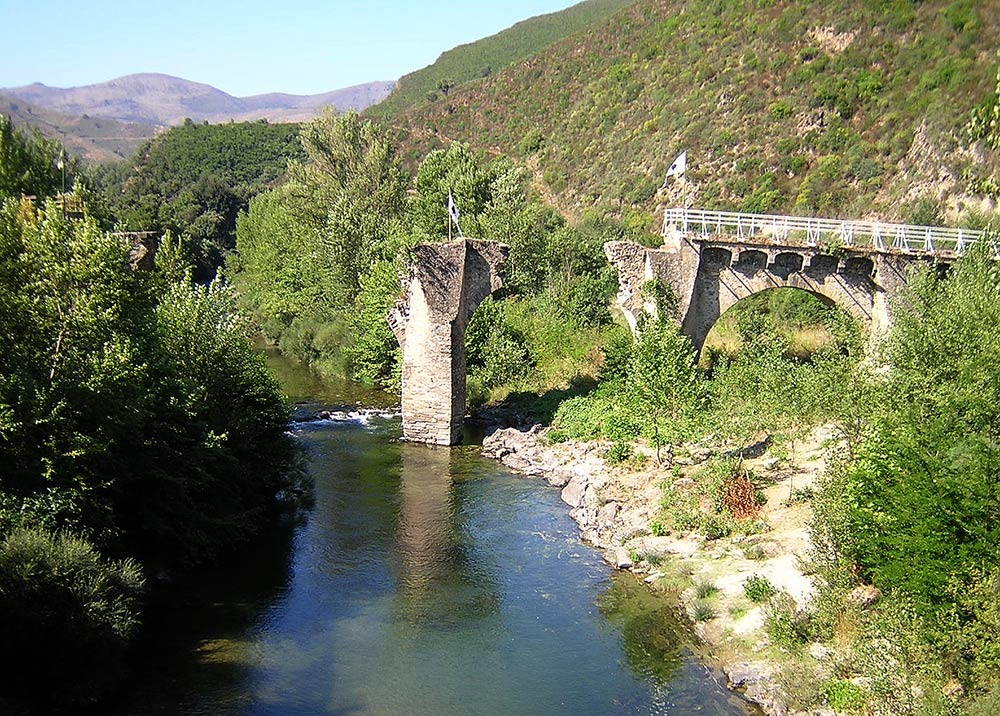
Rovine del ponte genovese sul Golo noto come Ponte Nuovo, teatro della battaglia vinta dall'armata di Luigi XV di Francia, che segnò la fine dell'indipendenza dello Stato còrso di Pasquale Paoli, il 9 maggio 1769. Il ponte fu quasi totalmente distrutto dall'esercito tedesco in ritirata verso Bastia nel settembre 1943, al fine di rallentare l'avanzata delle truppe italiane, coadiuvate dalla Resistenza locale e da truppe coloniali francesi.

Con l'avvento del duca di Choiseul come ministro di Luigi XV, l'antico disegno di Parigi di mettere le mani sulla Corsica (già suggerito nella trattatistica politico-diplomatica francese del XVII secolo) prese un'accelerazione.
La Francia aveva subìto una dura sconfitta nella guerra dei sette anni, e aveva perso tutte le proprie colonie d'America, che, con il trattato di Parigi del 1763, erano passate sotto il controllo inglese. Diveniva pertanto vitale difendere gli interessi francesi nel Mediterraneo, dove la potenza francese era minacciata dalla Spagna (che esercitava anche importanti influenze sul Regno delle Due Sicilie), dalla crescente presenza britannica - il cui interesse per estendere il proprio protettorato sulla Corsica non era ignoto a Parigi - e dall'estendersi del dominio austriaco sulla Penisola italiana, con l'acquisizione alla sua sfera d'influenza della Toscana (ove s'era estinta la casata dei Medici cui era subentrata la dinastia Asburgo-Lorena mentre la Lorena era stata in cambio riunita al Regno di Francia).
Individuata la Corsica come bene strategico di fondamentale importanza per il perseguimento della politica mediterranea francese, Choiseul perfezionò e portò a compimento il disegno - già delineato - per impossessarsene alle spese della Repubblica ligure e anzi atteggiandosi ad alleato di Genova. La prima fase dell'operazione consistette nell'indurre Genova alla firma del trattato di Compiègne nel 1764, che stabiliva l'invio di truppe francesi in Corsica a sostenere la riconquista dell'isola da parte dell'antica Repubblica marinara, che si assumeva l'onere di finanziare l'intera operazione.
Una volta che l'armata francese passò a presidiare le città costiere dell'isola, Choiseul, invece di attaccare risolutamente Paoli, prese a parlamentare con il Generale dei Corsi, investendolo di minacce e blandizie attraverso il suo inviato Matteo Buttafuoco, un fuoriuscito còrso che serviva come ufficiale di Luigi XV. Paoli tenne duro e respinse anche le lusinghe che paventavano un suo possibile ruolo preminente in una futura amministrazione francese dell'isola.
Nel frattempo le truppe del Re di Francia, lungi dall'aprire le ostilità contro i còrsi come promesso, restavano al sicuro nelle fortezze genovesi, incrementando così a dismisura il conto che Genova doveva pagare per la loro presenza secondo il trattato di Compiègne, sino a divenire forzosamente insolvente per mancanza delle risorse necessarie, come previsto da Choiseul.
L'impasse si prolungò così sino al 15 maggio 1768, quando Choiseul coronò il suo piano, costringendo Genova a firmare il trattato di Versailles.
Dunque la Corsica fu estorta a Genova quale garanzia per i debiti non onorati, e in un certo senso, artificiosamente creati.
Proprio come se si trattasse di una vendita (al chiaro scopo di esacerbare il disprezzo còrso verso i Genovesi) il trattato venne reso noto a Paoli contestualmente alla richiesta di fare atto di sottomissione al re di Francia. La risposta del Generale fu la mobilitazione generale per resistere, armi alla mano, alle pretese di Parigi.
Mentre i genovesi lasciavano per sempre l'isola, il governo francese replicò avviando speditamente una campagna militare. In un primo tempo le truppe del marchese di Chauvelin furono duramente sconfitte a Borgo nell'ottobre 1768. Paoli, sperando così di guadagnarsi il rispetto della Francia, anziché massacrarli, lasciò liberi i numerosi prigionieri francesi catturati. Alle sue vane speranze di una composizione favorevole del conflitto, rispose l'arrivo in Corsica, agli ordini del marchese de Vaux, di forze francesi ancora più ingenti e dotate di una potente artiglieria.
La disperata ricerca d'aiuti internazionali da parte di Paoli non diede risultati di rilievo e così la campagna militare francese entrò nel vivo all'inizio di maggio del 1769, puntando direttamente verso il quartier generale còrso a Murato. Per sbarrare la strada all'attacco, Paoli mise in campo tutte le forze a disposizione, compreso un contingente di fanteria mercenaria tedesca.
La battaglia decisiva si svolse il 9 maggio 1769 a Ponte Nuovo sul Golo, ove le milizie còrse cedettero con gravi perdite alla potenza della superiore artiglieria delle forze francesi, che erano appoggiate da contingenti di còrsi assoldati dai notabili rivali di Paoli, prontamente passati al fianco dei futuri padroni dell'isola. Malgrado la sconfitta, i còrsi, per il coraggio dimostrato in battaglia, si guadagnarono l'ammirazione europea, specialmente presso gli intellettuali illuminati che vedevano in loro la prima sfida aperta all'Ancien Régime. Voltaire scriverà della battaglia sottolineando il valore dei còrsi che difesero il ponte, additandoli come esempio di eroica rivendicazione della libertà, mentre James Boswell, nel suo Account of Corsica (1768), già aveva paragonato Paoli a un novello Licurgo.
Paoli sfuggì alla cattura e, imbarcatosi per Livorno, raggiunse Londra dove fu accolto in un esilio onorato (fu ricevuto personalmente dal re Giorgio III e dotato di una pensione), mentre in Corsica restava il suo segretario Carlo Maria Buonaparte, padre di Napoleone, a tentare - assieme ad altri notabili - un'estrema resistenza. La schiacciante e sanguinosa vittoria militare delle armi francesi, tuttavia, presto fece pendere decisamente la bilancia politica dalla parte della Francia e lo stesso Buonaparte finì per aderire al partito francese.

### Dall'Ancien Régimealla rivoluzione francese

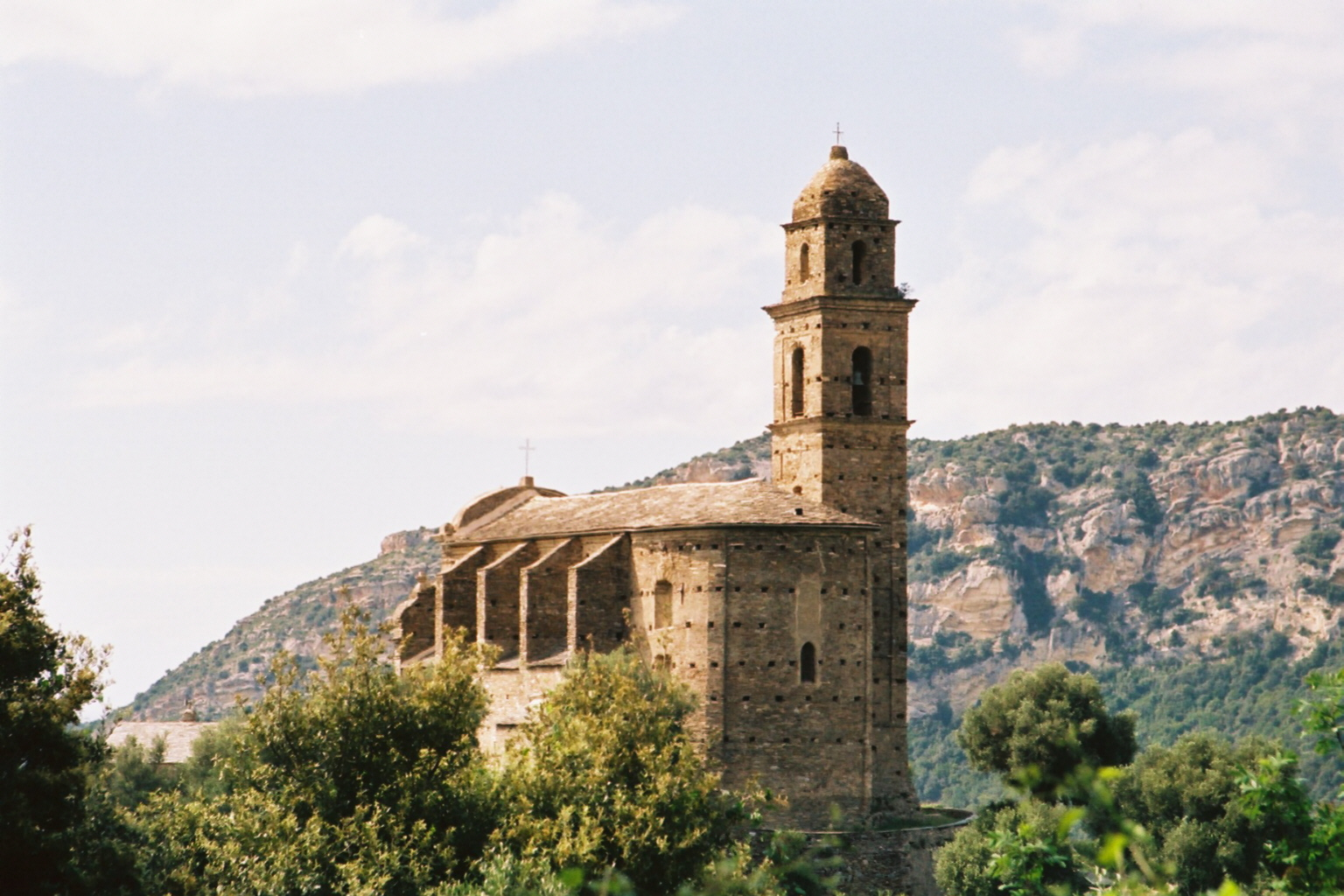
Chiesa di San Martinu di Patrimonio, accanto a Oletta

Alla crescita del partito francese diede un contributo notevole l'intelligenza del conte di Marbeuf, già distintosi alla guida delle truppe di Luigi XV che occupavano l'isola in forze. Mentre veniva, ancora una volta, mantenuta in vigore buona parte degli Statuti genovesi, venne formandosi per mezzo di sentenze ed editti reali un corpus legislativo denominato Code corse. Ogni vestigia diretta dello stato paolino fu cancellata, a cominciare dalla chiusura dell'Università italiana di Corte.
Esportando sull'isola il modello assolutista e centralista francese, le antiche assemblee democratiche locali vennero abolite (ingraziandosi così i notabili locali, presto dotati di titoli nobiliari di secondo rango in cambio della loro adesione al nuovo regime), così come furono eliminati i privilegi goduti dalle città costiere, rovinandole totalmente dal punto di vista commerciale.
Il patrimonio demaniale fu accuratamente censito e fu preparato un Plan terrier teso a mettere a profitto l'isola a favore del re, che fu anche l'occasione per il rilancio degli antichi piani del Banco di San Giorgio per sfruttare le piane costiere (che divennero poi preda dei notabili locali pro-francesi) mentre il sistema fiscale ripropose, razionalizzate, le imposte genovesi.
L'arrivo di giudici e amministratori francesi in massa completò il quadro, facendo accorrere i notabili locali a sottomettersi al re di Francia pur di non vedersi esautorati nei ruoli amministrativi. I risultati del Plan terrier e dalla politica francese furono scarsi sul piano produttivo e disastrosi dal punto di vista politico, riducendo alla fame le comunità locali espropriate di ogni diritto dall'avidità dei nuovi proprietari. L'unica operazione che poté dirsi riuscita fu l'installazione pacifica a Cargese, dei coloni greci che erano stati scacciati da Paomia e che s'erano rifugiati in Ajaccio durante tutto il corso della guerra.
Lungi dall'essere estirpata, la resistenza paolista continuava nei santuari montani, ed era accresciuta dalla disperazione dei contadini espropriati dalla voracità dei notabili passati alla Francia.
Particolarmente sanguinosa fu la repressione dell'insorgenza del Niolo, che s'era sollevato sotto la guida di alcuni còrsi: nel 1774 il maresciallo di campo Narbonne si rese protagonista della distruzione e l'incendio di interi raccolti e villaggi, oltre all'esecuzione di innumerevoli fucilazioni e impiccagioni, seguite da vere e proprie deportazioni di massa, con lo sterminio differito dei combattenti catturati, mandati a morire di stenti nelle oscure prigioni di Tolone.

### La Rivoluzione francese e il ritorno di Pasquale Paoli

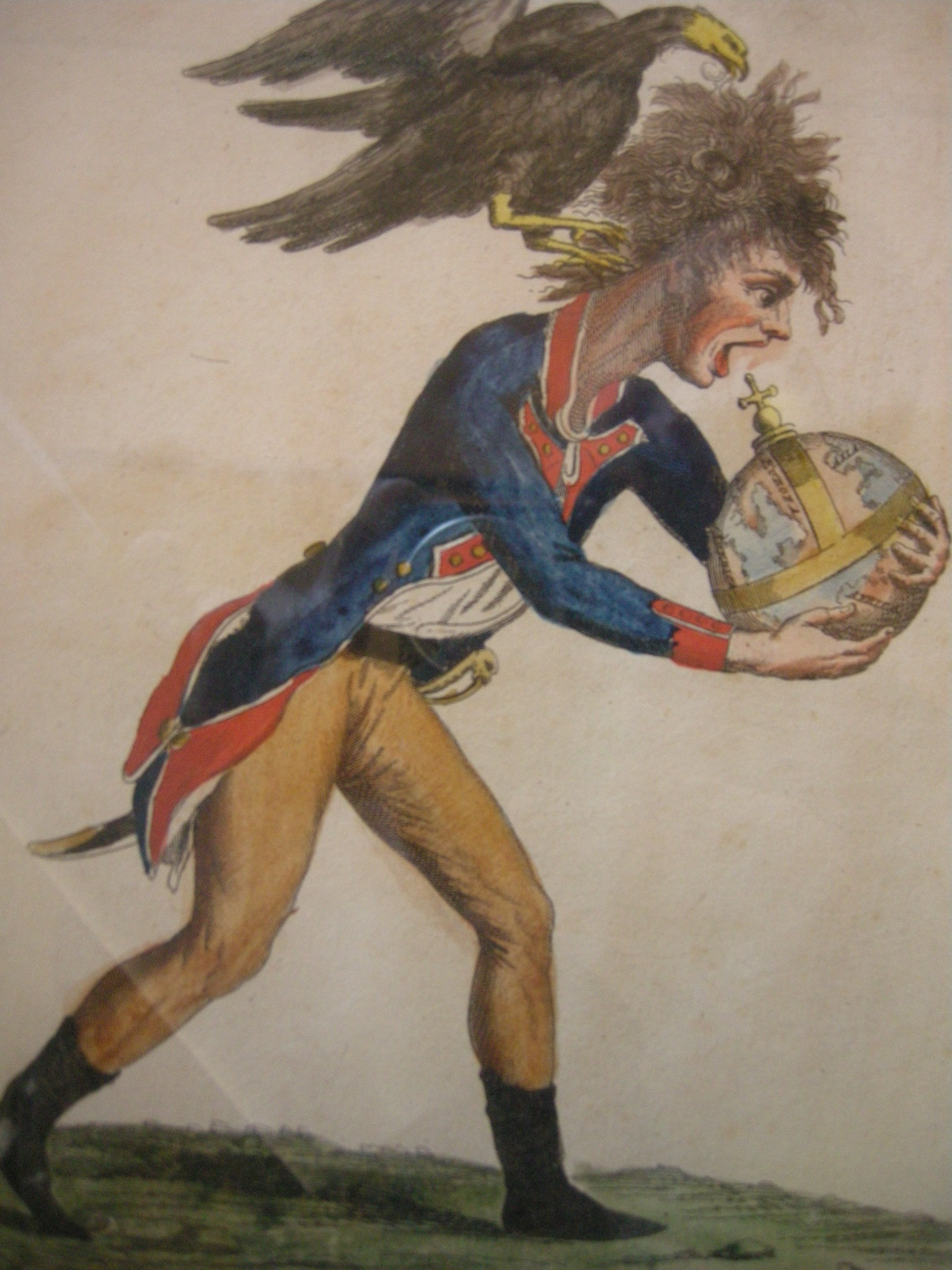
Ingordigia dei francesi, incisione del 1799

Tutto ciò contribuì a tenere ben viva, anche tra le classi dirigenti, seppure quasi mai espressa apertamente, la nostalgia per il regime di Paoli e una particolare avversione verso quello instaurato dal re di Francia.
Non stupisce pertanto che la Corsica, risentendo della crisi dell'Ancien Régime più di altre zone di Francia, fosse tra le regioni che aderirono alla Rivoluzione francese e presentarono i propri cahiers de doléances nel 1789, tanto più che gran parte della sua classe dirigente, oltre ad aver dato vita al regime democratico paolino, aveva assorbito i principi illuministici allora molto diffusi presso le università italiane, dove da sempre si formavano i notabili còrsi.
L'entusiasmo suscitato dal crollo del vecchio regime assolutista (con il quale era identificata l'occupazione francese) e le grandi speranze di libertà accese dalla Rivoluzione, fecero passare in secondo piano le velleità nazionali dei còrsi, come del resto avverrà più tardi anche in Italia e altrove all'arrivo delle armate francesi che esportavano la Rivoluzione.
Tale osservazione serve a capire meglio la richiesta - promossa dal delegato còrso Saliceti all'Assemblea nazionale di Francia - di sottrarre l'isola al patrimonio reale e di unirla all'Impero francese, godendo così della sua nuova costituzione. L'istanza di Saliceti fu approvata il 30 novembre 1789, includendo un'amnistia per tutti i paolisti, compreso Pasquale Paoli.
Nel frattempo sull'isola scoppiarono gravi disordini e le truppe fedeli al re furono travolte. Alla luce di tali eventi si comprende meglio il tentativo - poco noto, ma significavo - che il re Luigi XVI di Francia fece, all'inizio del 1790, di liberarsi del turbolento possedimento, cercando di restituire la Corsica a Genova.
Nella primavera del 1790 Pasquale Paoli giunse a Parigi, accolto con estremo calore da quanti, incluso Robespierre, ne avevano ammirato le gesta da oppositori dell'assolutismo. Ricevuto da La Fayette e dal re, Paoli proseguì per la Corsica, ove fu accolto trionfalmente - malgrado 21 anni d'assenza - ed eletto comandante della Guardia nazionale e presidente del Direttorio del Dipartimento francese nel quale era inquadrata l'isola. Solo due anni prima, proprio da Parigi, Vittorio Alfieri aveva dedicato a Pasquale Paoli, «Propugnator magnanimo de' Corsi», la sua tragedia Timoleone.
Gli anni che seguirono videro crescere le tensioni in Corsica, dove ai rivoluzionari s'opponevano i controrivoluzionari, creando così uno stato di tensione e polemica permanente, senza tuttavia sfociare in scontri sanguinosi. In questo periodo si collocano alcune lettere del giovane Napoleone I, che gli saranno più tardi cagione d'imbarazzo per avervi chiaramente espresso - allora - il suo sentirsi còrso e la sua ammirazione per Paoli, accostata al disprezzo per quanti s'erano venduti alla Francia anziché, come l'eroe còrso, scegliere la via dell'esilio.
Fu in questo clima che, mentre in Francia cresceva lo scontro tra girondini e montagnardi, Pasquale Paoli, il quale aveva accettato la prospettiva girondina di un federalismo repubblicano come quadro almeno temporaneamente accettabile per la sua Corsica, iniziò a prendere partito per i primi. La vittoria giacobina e l'avvio del terrore nel 1793, con il ghigliottinamento di Luigi XVI segnarono la svolta. Dopo il misero fallimento di una spedizione guidata dal giovane Napoleone tesa a conquistare la Sardegna (respinta dall'eroe gallurese Domenico Millelire), sulla quale Paoli aveva espresso perplessità, si venne a coagulare un gruppo di notabili (in prima fila Saliceti e i Buonaparte) che proponeva l'estensione del regime giacobino sull'isola e che desiderava liberarsi dell'ormai anziano Babbu (padre) della nazione còrsa. Si giunse così, nell'aprile 1793 all'emissione a Parigi di un decreto di arresto contro Paoli per intelligenza con il nemico.

## Il regno anglo-còrso

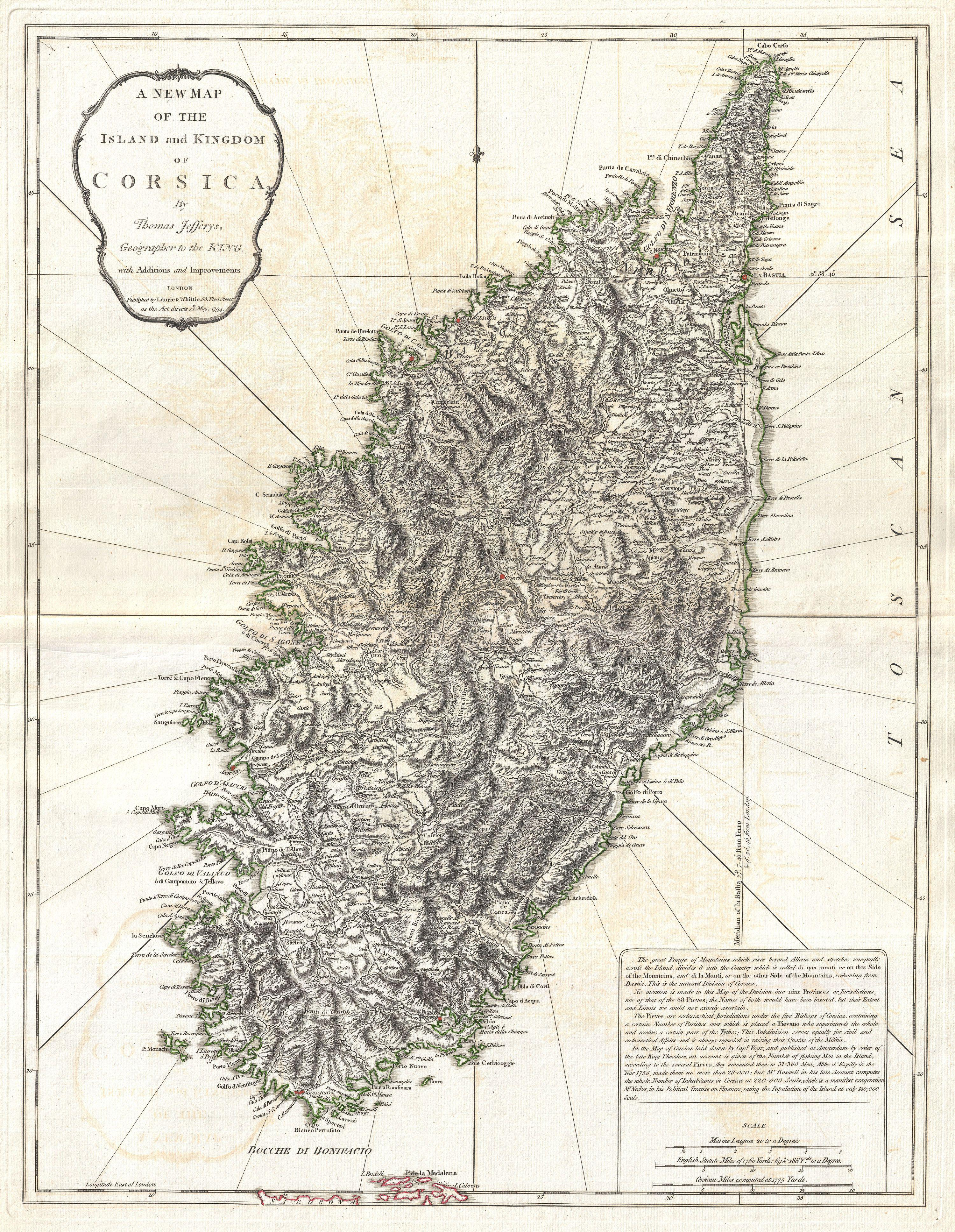
Mappa britannica della Corsica del 1794

Paoli, temendo il peggio, raggruppò attorno a sé i propri partigiani e contrattaccò i giacobini alla Consulta tenuta in maggio a Corte, rifiutando di sottomettersi alla Convenzione nazionale. Dichiarato fuorilegge in luglio, Paoli rispose statuendo la secessione della Corsica dalla Francia e chiedendo soccorso ai britannici, dopo che i suoi partigiani avevano già messo in fuga i giacobini - espatriati in gran fretta - e dato fuoco alla casa natale di Napoleone ad Ajaccio (la casa-museo mostrata ancor oggi ai turisti è sostanzialmente un falso).
I britannici, che erano in guerra contro i rivoluzionari francesi dal febbraio 1793, non mancarono di cogliere l'occasione di strappare la Corsica alla Francia e così perfezionare il blocco navale cui era sottoposto il regime giacobino. Attaccate da Nelson, le fortezze costiere dove si erano rifugiate le truppe francesi sull'isola caddero una dopo l'altra.
Le grandi speranze suscitate in Corsica da quest'intervento, tuttavia, dovevano essere di breve durata e destinate a causare un'amara e definitiva delusione in Pasquale Paoli.
Scacciati i francesi dall'isola, si procedette alla redazione di una nuova costituzione di Corsica (la seconda dopo quella del 1755), che fu approvata nel giugno 1794 da una consulta tenutasi a Corte, tornata capitale dell'isola dal 1791, dopo che Paoli aveva represso una rivolta controrivoluzionaria scoppiata a Bastia. Più complessa della precedente, la nuova costituzione prefigurava la Corsica come un protettorato personale del re di Gran Bretagna, ma dotato di larga autonomia, realizzando un'originale struttura istituzionale sintesi di parlamentarismo alla britannica, riformismo illuminato e indipendentismo.
In realtà quanto disposto dalla carta costituzionale restò largamente lettera morta, anche considerando il fatto che la Gran Bretagna, in guerra contro la Francia, non aveva certo intenzione di limitarsi a esercitare un protettorato poco più che simbolico (come la costituzione prometteva) su un'isola tanto importante per la realizzazione delle proprie mire imperiali.
Paoli, che aveva sperato di ricoprire la carica di viceré, la vide invece assegnata al britannico Sir Gilbert Elliot, poi primo Conte di Minto (che dal 1807 al 1813 sarà governatore generale dell'India), e vide sfumare così tanto le ambizioni personali, quanto quelle di avere, finalmente, realizzato il suo sogno di una Corsica libera e indipendente.
Così la costituzione che diede vita al regno anglo-corso (ancora una volta scritta in italiano, che restava la lingua ufficiale dell'isola), pur importante dal punto di vista legislativo, rimase in buona parte inattuata, dando origine a crescenti malumori.
Paoli, sostenuto dai molti notabili che si sentivano messi da parte dal nuovo regime, iniziò apertamente a fare la fronda al governo di Sir Gilbert Elliot sino a che Giorgio III in persona gli ordinò di recarsi a Londra. Giuntovi nell'ottobre 1795, l'eroe còrso si trovò esiliato definitivamente, seppure dotato di mezzi adeguati e confortato da appoggi e frequentazioni atte a fargli vivere una vecchiaia decente e agiata. Dopo aver lasciato una cospicua somma destinata alla riapertura dell'Università italiana a Corte, Paoli morì a Londra il 5 febbraio 1807 e fu sepolto, con onori assolutamente eccezionali per uno straniero, nell'Abbazia di Westminster.
Nell'ottobre 1796 i britannici evacuarono la Corsica, che fu rioccupata quasi senza colpo ferire dai francesi dell'Armata d'Italia, guidata da Napoleone, che provvide subito a dividerla in due dipartimenti (Golo e Liamone) anche allo scopo di indebolirne l'unità e quindi scongiurare nuove sollevazioni.

## Nella Francia imperiale
«Il faut que la Corse soit une bonne fois française» dichiarò il futuro imperatore e, con l'arrivo del potere napoleonico, la Corsica cominciò a recepire l'opera di francesizzazione che l'accompagnerà sino ai giorni nostri.
L'isola viene rioccupata interamente nel 1797, mentre in Italia Napoleone liquida sia la Repubblica di Genova sia quella di Venezia.
Ma il ritorno in Corsica della potenza francese vittoriosa in Europa non riporta né la pace, né la prosperità sull'isola. Le ribellioni e le rivolte si susseguono e quelli che un tempo erano definiti i "patrioti" di Paoli, divenuti "banditi" sotto Luigi XV e Luigi XVI, sono ora definiti "controrivoluzionari" dal Direttorio.
Nel 1798 scoppia la rivolta detta della crocetta, per via della piccola croce bianca che decora i berretti degli insorti. La ribellione, affine per certi versi alla quasi contemporanea crociata sanfedista del cardinale Fabrizio Ruffo in Italia meridionale, ha origine dagli eccessi del governo giacobino contro il clero (che in Corsica aveva sempre sostenuto le istanze locali). Guidata dal vecchio Agostino Giafferi (1718-1798), l'insorgenza conquista in breve tempo gran parte del Nord della Corsica. La reazione giacobina è spietata e la rivolta viene affogata nel sangue. Giafferi (figlio di Luigi esiliato con Giacinto Paoli), ottantenne, viene prelevato nella sua casa e fucilato.
Simile destino ha una spedizione di còrsi fuoriusciti, che sbarca nel Fiumorbo nel 1800 provenendo dalla Toscana: le promesse di sostegno fatte loro dal console Russo si rivelano chimere e anche questo tentativo, duramente represso, fallisce dopo la resistenza contrappostagli da una Sartene fieramente repubblicana.
Il perdurare dei disordini e il pugno di ferro applicato dal governatore militare dell'isola, Miot de Melito, rendono endemiche, ovunque nell'isola, miseria e povertà. Miot, di fronte a una Corsica ridotta allo stremo, è costretto ad alleviare la pressione fiscale a partire dal 1801. Altri provvedimenti in questo senso sono presi continuativamente sino al 1811 quando, per decreto imperiale, essi sono confermati e completati dalla riunificazione dei due dipartimenti, con spostamento del capoluogo ad Ajaccio.
Ai vantaggi fiscali - che non avranno alcun effetto significativo, perdurante lo stato di guerra sull'isola - si affianca però la sospensione dell'applicazione della costituzione francese, lasciando l'isola sotto un regime militare durante tutto il consolato e l'impero. Il generale Morand, cui sono conferiti pieni poteri dal 1803, con il pretesto della lotta al banditismo, utilizza i tribunali militari come strumento di rappresaglia contro la popolazione. Incoraggiato da Napoleone, il generale si abbandona a eccessi di ferocia e, nel tentare di implementare la coscrizione di massa, si scontra con una nuova rivolta nel Fiumorbo e nelle montagne dell'Alta Rocca, che divengono un rifugio di renitenti e un focolaio di resistenza permanente e ostinata che si prolungherà anche dopo la Restaurazione. La ferocia della sua repressione diventa leggendaria e sarà ricordata in Corsica come giustizia morandiana quale sinonimo di cieca violenza.
Sul piano economico non v'è nulla di significativo, se non qualche tentativo di miglioramento delle razze ovine, il riadattamento a uso militare della strada Bastia-Ajaccio e lo sfruttamento forestale per le costruzioni navali della marina da guerra francese.
Il bilancio napoleonico in Corsica è dunque a dir poco fallimentare e anche pochi cenni sulla storia di quegli anni rendono chiaro quanto sia artificioso e largamente a uso dei turisti il culto napoleonico ancor oggi celebrato ad Ajaccio, l'unica città dell'isola, per altro, che abbia ricevuto qualche attenzione, seppur largamente vacua e distratta, dal suo illustre figlio.
Alla caduta di Napoleone gli ajaccini gettano in mare il busto del loro concittadino e inalberano i vessilli borbonici, mentre i bastiesi, guidati dal poeta còrso Salvatore Viale, pubblicano un manifesto (Proclamazione di Bastia) e incitano l'isola alla rivolta e all'indipendenza, instaurando un governo provvisorio che reclama la sovranità còrsa sull'isola. Il Congresso di Vienna, però, non ne tiene conto, e la Corsica rimane francese. Molti notabili, compresi quelli che avevano tratto qualche beneficio dal regime napoleonico, fanno atto d'obbedienza alla monarchia francese appena restaurata, salvo plaudire in massa al Napoleone dei cento giorni.

### Verso il secondo impero
Chiusa definitivamente, la parentesi napoleonica porta i suoi strascichi in Corsica, essendo divenuta l'isola uno dei luoghi di raccolta dei superstiti seguaci dell'imperatore. Di fronte alla reazione monarchica, i partigiani còrsi di Napoleone fanno causa comune con gli insorti, mai domi, delle montagne centro-meridionali e, tra il 1815 e il 1816, imperversa nell'isola la cosiddetta guerra del Fiumorbo: per mesi poco più di un migliaio di uomini e qualche centinaio di guerrigliere còrse tengono testa - e alla fine quasi sconfiggono - le superiori forze (almeno 8 000 uomini) del marchese de Rivière.
Scampato per miracolo alla cattura in battaglia, il marchese viene sostituito dal conte Willot, il quale offre una resa onorevole al comandante degli insorti, il murattiano Poli che, grazie all'amnistia concordata, nel maggio 1816, abbandona la Corsica con i suoi seguaci.
Quasi sconfitti militarmente, i Borboni ottengono così una vittoria politica, e allontanati o imprigionati i bonapartisti, affidano a monarchici di provata fede il governo dell'isola.
Passata l'ultima fiammata del Fiumorbo (ma una parte degli insorti si darà alla macchia e sarà operativa sin verso il 1830), la gente di Corsica, con alle spalle un secolo intero (1729-1816) di guerre quasi ininterrotte, o si rassegna al proprio destino ripiegata su sé stessa e sulla propria identità, accontentandosi della protezione delle proprie montagne o, se cerca fortuna, lo fa - quasi ovviamente - per lo più all'interno dello Stato francese e in quel contesto, facendo ogni sforzo per far dimenticare le proprie origini.
La gente comune continua a vivere di un'economia di sussistenza e l'incremento demografico registrato dal 1800 al 1890 (da 164 000 a 290 000 abitanti) è comunque modesto (specie in termini assoluti) e ampiamente spiegabile con la fine di un lunghissimo periodo di continue guerre e devastazioni. A testimonianza della fatica della gente còrsa per darsi di che vivere, sono oggi visibili nell'isola numerosi terrazzamenti abbandonati, creati con grande fatica non per la coltura di viti e olivi, ma di cereali panificabili.
I successivi piani di sviluppo agricolo non fecero che ricalcare nella sostanza i passi di quelli ideati ancora nel XVII secolo dal Banco di San Giorgio, portando con sé - quasi inevitabilmente - gli stessi scarsi risultati e generando le stesse tensioni sociali che li avevano contraddistinti due secoli prima, finendo così per generare contrasti che scoppiarono puntualmente in occasione delle rivoluzioni del 1848.
A rendere più fosche le tinte del periodo non mancarono le carestie (1811, 1816, 1823, 1834) e le epidemie di colera (1834, 1855), senza contare le febbri malariche, endemiche nelle pianure umide litoranee, e il perdurare della vendetta e del banditismo che, oltre a costituire un fenomeno di pura criminalità (cui inevitabilmente s'intreccia soprattutto quale conseguenza delle faide), assume un carattere finanche politico.
La risposta dello Stato, significativamente, ricalca quella genovese: fallite le politiche repressive si ricorrerà, nel secondo impero, alla soppressione generalizzata del porto d'armi, mentre s'impiantano colonie penali agricole nell'isola con l'obiettivo di aiutare l'agricoltura locale.
D'altra parte gli stessi francesi sentono la Corsica come estranea (Chateaubriand dà per scontato questo dato nelle sue polemiche antinapoleoniche e si riferisce in modo sprezzante ai suoi abitanti) e, almeno sino al compiersi del Risorgimento, anche i còrsi - che continuano a frequentare le Università italiane - si sentono parte della comunità italiana, intesa in senso culturale.
Il francese è impiegato quasi esclusivamente negli atti amministrativi (sino a metà Ottocento è però normale trovare atti di nascita, matrimonio e morte redatti in italiano), e l'italiano continua a essere schiacciante maggioranza nelle pubblicazioni locali e persino negli atti notarili, mentre quello che più tardi sorgerà come lingua autonoma, il corso, altro non è che il vernacolo locale, sentito - come avviene pressoché ovunque nell'Italia dei mille dialetti - come registro familiare affiancato all'italiano. Dei notabili che vezzosamente ostentano l'impiego dell'italiano toscaneggiante anche nelle conversazioni informali, si dice significativamente che parlanu in crusca, con chiaro riferimento alla celebre Accademia fiorentina, custode della lingua italiana.
Nel 1821 un'ispezione condotta dall'accademico di Francia Antoine-Félix Mourre, stimava che su circa 170 000 abitanti solo circa 10 000 comprendessero il francese, e solo un migliaio fossero in grado di scriverlo. Nel 1823 un prefetto francese in ispezione sull'isola si sente rispondere «noi siamo italiani» dai responsabili del Cantone di Belgodere che aveva appena esortato a propagare anche nella loro regione la lingua nazionale, il francese.
A ulteriore conferma di tale situazione basti pensare che nel Trattato stretto il 18 febbraio 1831 a Parigi tra il generale La Fayette e il comitato rivoluzionario italiano di Parigi nell'ambito delle agitazioni correlate alla Monarchia di luglio, su proposta del francese, si stabilisce lo scambio tra Corsica e Savoia.
Il 28 luglio 1835 il còrso Giuseppe Fieschi attenta alla vita di Luigi Filippo di Francia e viene ghigliottinato.
L'uso della lingua italiana, che continuava a essere impiegata in Corsica anche negli atti pubblici (per un decreto del 10 marzo 1805 che derogava per l'isola l'uso obbligatorio del francese), è soggetto a divieto il 4 agosto 1859, a seguito di una sentenza della Corte di cassazione francese, che interviene non appena Napoleone III rientra a Parigi reduce dalla campagna d'Italia che ha dato una brusca svolta ai progetti d'unità italiana: difficile non pensare a un provvedimento politicamente motivato, teso a prevenire una possibile deriva della Corsica verso un costituendo Stato italiano, mentre Savoia e Nizza venivano cedute alla Francia.
Malgrado qualche riferimento a un coinvolgimento dell'isola nell'unità italiana da parte, tra gli altri, di Garibaldi, Mazzini e Gioberti, e la partecipazione di alcuni còrsi a diverse battaglie del Quarantotto italiano, la Corsica non è mai stata davvero coinvolta dal processo unitario italiano. Del resto, lungo la storia, il costante ricorrere dei còrsi a chicchessia, pur di scacciare il governo straniero che li governava, testimonia della loro atavica volontà di non avere, in ultima analisi, alcun dominatore e del loro genuino - seppure mai davvero soddisfatto - desiderio d'autogoverno.
Restano pertanto come casi tutto sommato isolati gli episodi nei quali dei còrsi combattono come Garibaldini o la parabola di Leonetto Cipriani, di Centuri (Capo còrso) che, protagonista alla battaglia di Curtatone (1848) e poi a quella di Novara, più tardi sarà governatore delle Legazioni pontificie (1860) e senatore del Regno d'Italia. Parimenti, la presenza di italiani esuli in Corsica durante la prima fase del Risorgimento, più che a stimolare un eventuale sentimento pro-italiano in senso unitario-politico - pressoché inesistente - finisce per contribuire alla diffusione di idee liberali presso la borghesia còrsa. In questo contesto, attorno al 1848 nasce in Corsica la società segreta dei Pinnuti, sorta di Carboneria isolana (in còrso i pipistrelli si dicono topi pinnuti).
Più significativo è, naturalmente, l'impegno dei notabili nel mondo politico parigino, anche come esito della pressione - che si fa sempre più crescente - affinché si integrino nello Stato francese. Sotto la Restaurazione borbonica, in una Corsica ormai poverissima si è costretti a derogare alle soglie d'accesso al voto basate sul censo, abbassandole quanto basta per coinvolgere i maggiorenti dell'isola nella politica nazionale. Si accentua così la tendenza - già presente da secoli - delle famiglie più potenti a disporre del potere, dando nuova vita al fenomeno indicato da taluni esponenti del mondo autonomista come clanista.
Tra le famiglie che incarnano questo processo, le prime sono senz'altro quelle dei Pozzo di Borgo e dei Sebastiani, che iniziano la loro attività all'ombra del nuovo potere centrale già durante il Primo Impero, e prima ancora di proclamarsi fedeli alla restaurazione monarchica. Seguiranno gli Abbatucci sotto il Secondo Impero e gli Arène nella Terza Repubblica.
Se i còrsi che cercano fortuna nella terraferma cercano d'integrarsi all'esagono, il continente scopre quest'esotica, nuova appendice del proprio territorio grazie soprattutto ai viaggi alla scoperta dell'isola di alcuni intellettuali e ai romanzi di successo che la Corsica ispira loro. Su tutti, Honoré de Balzac che nel 1830 pubblica La Vendetta (i cui protagonisti còrsi parlano in italiano) e Prosper Mérimée con Colomba (uscito nel 1840), cui seguiranno Alexandre Dumas con I Fratelli Corsi, Gustave Flaubert e più tardi altri autori francesi di rilievo.

### L'era di Napoleone III
Carlo Luigi Napoleone Bonaparte (1808-1873), figlio del fratello di Napoleone I, Luigi Bonaparte, segna la storia dell'integrazione della Corsica nella Francia.
L'ingresso di Luigi Napoleone sulla scena politica fa da catalizzatore a un fenomeno avviato da qualche tempo e che porta al sorprendente esplodere del fenomeno bonapartista in una Corsica che, a dir poco, non aveva amato il nonno del futuro Napoleone III.
Le ragioni di questa evoluzione sono rintracciabili nell'antico meccanismo che tante volte nei secoli precedenti aveva portato i còrsi a riporre le loro speranze in chiunque sembrasse loro che si potesse opporre al potere cui erano soggetti, guidati dai notabili in grado di sfruttare la generale apoliticità dei contadini.
Così l'ex imperatore, esiliato anche da morto, riesce a diventare un simbolo di opposizione alla monarchia francese, oltre a poter rappresentare l'ennesimo caso di un còrso che ha finito i suoi giorni in un esilio condiviso dai superstiti della sua famiglia. Questo simbolo, come una suggestione ipnotica, sarà sfruttato pienamente dal nipote, sulla scia dell'iniziativa, avviata già nel 1834 ad Ajaccio dall'avvocato Costa, di lanciare una petizione per l'abrogazione dell'esilio ai Bonaparte, che coglie il suo pieno successo nel 1848 dopo il trionfale rientro a Parigi delle ceneri di Napoleone (1840).
Luigi Napoleone si fa eleggere ad Ajaccio (senza trascurare di presentarsi in altri collegi continentali) ottenendo un successo straordinario: il 10 dicembre 1848, alle elezioni presidenziali, fa suoi circa 40 000 voti su 47 600 espressi (85%) e la percentuale si trasforma in un trionfo senza pari al plebiscito del 1852, quando ottiene 56 500 sì su 56 600 votanti.
Quel che le ragioni sopra descritte non riescono a spiegare diventa immediatamente comprensibile constatando la promozione alle più alte funzioni dello Stato dei capi dei clan còrsi che avevano sostenuto il nuovo imperatore di Francia: grazie a Luigi Napoleone, gli Abbatucci, i Casabianca, i Pietri, fanno carriere spettacolari - se non scandalose - in alcuni settori della magistratura e dell'amministrazione.
La fedeltà alla dinastia Bonaparte viene incentivata da tre visite trionfali di Napoleone III in Corsica (1860, 1865 e 1869), durante le quali viene avviato il culto dinastico attorno alla Cappella imperiale appositamente costruita ad Ajaccio per ospitare le tombe di membri della famiglia, mentre la capitale dell'isola viene abbellita per fare da degno quadro all'autocelebrazione bonapartista.
I còrsi non saranno lesti a cambiar bandiera dopo la rovinosa caduta di Napoleone III il 2 settembre 1870 a Sedan, ciò che concentra su di loro la furibonda reazione dei radicali e dei repubblicani francesi che, caduto Napoleone III, chiarire.
Frastornato dalla fine del suo protettore, Vittorio Emanuele II - pur prendendo Roma il 20 settembre 1870, attirandosi l'accusa di pirateria da parte dalle maggiori potenze europee - non ascolterà chi gli consiglia di estendere il colpo di mano alla Corsica.
Eppure nel marzo del 1871, un deputato radicale che farà molta carriera, Georges Clemenceau, propone all'Assemblea nazionale di negoziare il ritorno dell'isola all'Italia.
Quale sia, ancora anni dopo, la concezione della Corsica anche per i francesi che la guardano benevolmente, ce lo chiarisce Guy de Maupassant che nel 1884 scrive: 
(Guy de Maupassant, Le bonheur)

### La Terza Repubblica
La campagna anti-còrsa riaccende l'istinto degli isolani a ripiegarsi su sé stessi e a far fronte comune, e così il bonapartismo resiste ancora qualche anno come forza di maggioranza in Corsica.
Si deve all'opportunismo e all'abilità di Emmanuel Arène, nato ad Ajaccio nel 1856 da una famiglia provenzale, la rottura dello schema che porterà il partito bonapartista a ridursi a fenomeno puramente ajaccino.
Significativamente soprannominato u re Manuele, Arène, disponendo del totale appoggio del governo centrale, domina la scena politica còrsa con grande abilità a partire dal 1878 (e sino alla sua morte nel 1908), esercitando alternativamente mandati di senatore e deputato nel seno dei gruppi repubblicani moderati.
Con Arène s'istituzionalizza definitivamente la consorteria isolana: la politica si fa mestiere e offre l'unico serio sbocco per le classi elevate, sia direttamente attraverso la distribuzione di incarichi amministrativi soprattutto in continente e nelle sue colonie, sia indirettamente, conferendo loro potere attraverso l'impiego pubblico di concetto (sempre sul continente e nelle colonie, soprattutto nell'esercito) che, offerto ai còrsi meno abbienti, diventa strumento di controllo del voto e leva di controllo politico.
Le classi dirigenti dell'isola sono ormai in larghissima maggioranza ricondotte nell'orbita nazionale, al cui dibattito politico e culturale partecipano attivamente, mentre l'istruzione elementare comincia lentamente a diffondere la cultura di Parigi e la francofonia anche nelle campagne, avviando un processo che non avrà più significativo ostacolo.
Mentre la politica coinvolge e distrae la minoranza abbiente, per la maggioranza dei còrsi si vanno compiendo le dinamiche lungamente preparate da quasi un secolo di guerre ininterrotte: implementato per la prima volta da un'ordinanza del 14 dicembre 1771 (a soli due anni dall'occupazione dell'isola), un sistema doganale iniquo, immutato nella sua sostanza dai successivi interventi in materia, ha depresso l'economia dell'isola.
Proibite esplicitamente o scoraggiate fortemente le esportazioni e le importazioni dall'estero (segnatamente: dalla vicina Italia), queste avvengono, di fatto, solo da o verso la terraferma, con dazi che generalmente pesano in media per il 15% sulle merci in uscita dalla Corsica, ma solo per il 2% per quelle in entrata.
I prodotti còrsi tradizionalmente esportati escono così rapidamente fuori mercato, specialmente quando lo sviluppo delle importazioni dalle colonie si espande, mentre la Corsica, povera di risorse, diviene strutturalmente dipendente dalla terraferma in tutto e per tutto, e collegata a essa - e solo a essa - in regime di sostanziale monopolio da un'unica compagnia di navigazione concessionaria di Stato.
Nel contesto europeo che vede la libera circolazione delle merci e dei capitali, e mentre la rivoluzione industriale cresce e giunge a maturità, in una Corsica già di per sé povera, la politica doganale francese rende vani quei passi, che pure erano stati mossi per condurre l'isola fuori dall'isolamento.
Così valgono a poco gli sforzi fatti - avvalendosi anche dell'ingegno di Gustave Eiffel - per dotare l'isola di una ferrovia. Una volta annientati gli embrioni industriali e siderurgici impiantati a Toga e Solenzara (raggiunta dalla ferrovia solo negli anni trenta del XX secolo), il treno serve a poco e finisce persino - pur d'essere utilizzato - per trasportare periodicamente le greggi, evitando che la transumanza intasi troppo le strade dell'isola, rimaste in larga parte strette e tortuose sino ai giorni nostri.
A causa delle barriere doganali, la produzione olearia e vinicola - che pure s'era espansa durante la prima metà del XIX secolo - non può sostenere l'urto della crescente concorrenza protetta, provenzale prima e coloniale poi. Persino la farina che giunge da Marsiglia costa meno di quella prodotta in loco e i castagneti, divenuti non più redditizi, vengono trasformati in legna e carbone o alimentano effimere officine per la produzione di tannino. Stessa sorte subiscono la sericoltura e l'artigianato, un tempo fiorente soprattutto a Bastia, travolto dall'avvento della produzione industriale di serie.
La popolazione còrsa è costretta a emigrare in massa in circa un ventennio, a cavallo tra i due secoli, annullando così anche l'impegno profuso per bonificare in anni e anni di sacrifici, circa 900 km² di pianure malariche per recuperarle all'agricoltura: abbandonate tornano rapidamente allo stato selvaggio e occorrerà l'intervento decisivo degli statunitensi, nel 1944, per eradicare definitivamente la malaria dalle piane orientali (ove saranno concentrati i campi d'aviazione da cui partiranno gli aerei che bombarderanno la Germania e il Nord Italia).

## Il XX secolo
La gravità della crisi economica incrementò il malcostume politico, il quale ricorreva regolarmente al voto di scambio come strumento di controllo sociale, che giungeva a usare per fini clientelari e di bottega persino la forte domanda d'emigrazione.
All'alba del XX secolo, se da un lato lo Terza Repubblica francese conservava le sue responsabilità per la crisi profonda in cui versava la Corsica, dall'altro la sua classe dirigente finisce per essere funzionale nel radicalizzare gli effetti della destrutturazione economica, sociale e culturale dell'isola.
I politici consortieri, integrati nelle formazioni politiche nazionali francesi, si limitano a rituali quanto vacui appelli a porre mano alla questione còrsa a livello nazionale.
Di fronte alla disarticolazione delle strutture tradizionali e fondanti della società còrsa, già sul finire del XIX secolo inizia a risorgere e a prendere coscienza sull'isola una sensibilità identitaria che, di fronte all'assimilazione culturale, si coagula attorno alla valorizzazione della lingua regionale, denunciando al contempo la consorteria, l'indifferenza e il cinismo dello Stato, nonché la desertificazione sia metaforica che concreta della Corsica.

### Da Niccolò Tommaseo alla nascita della letteratura còrsa

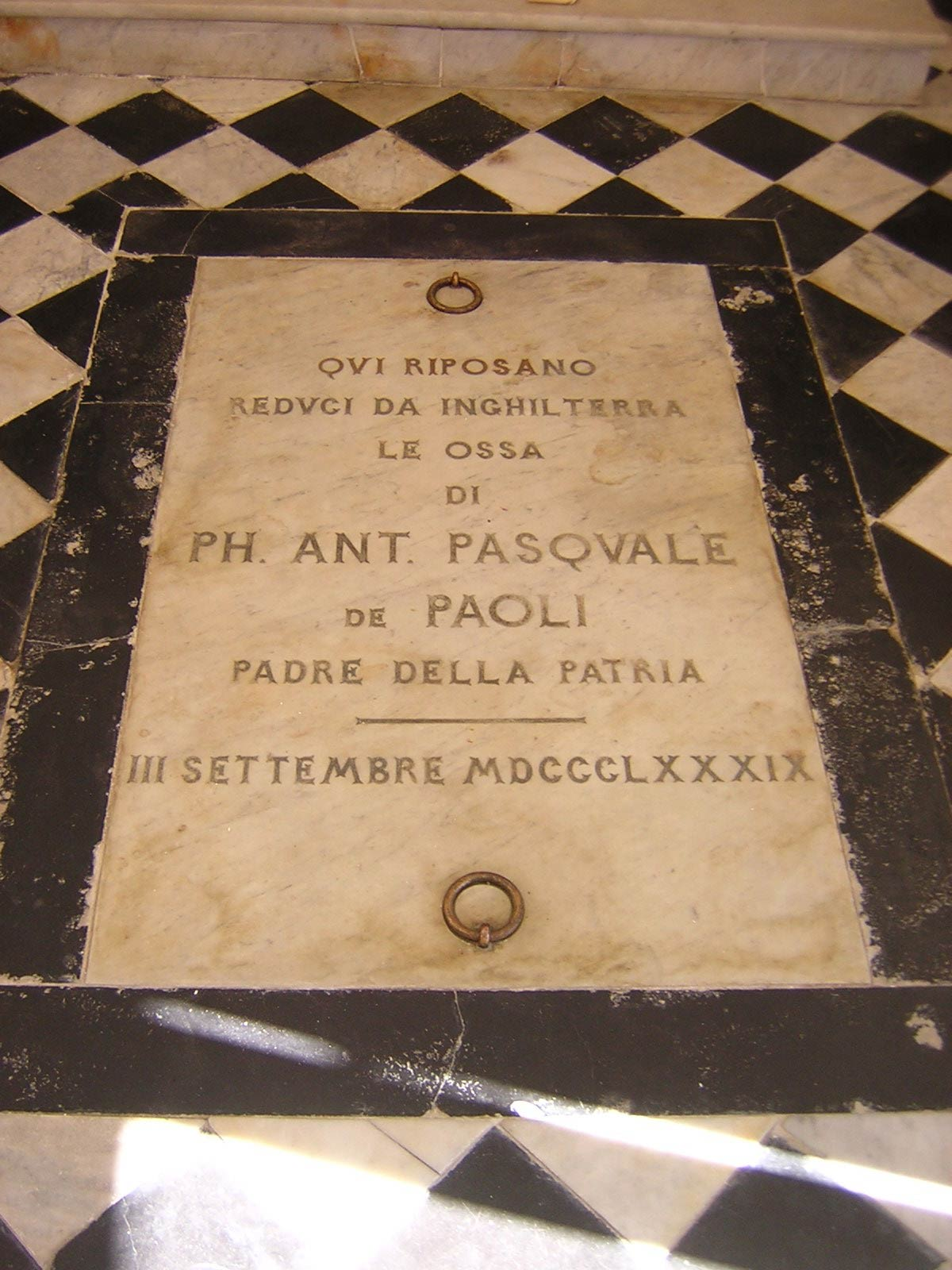
Lapide tombale di Pasquale Paoli nella cappella ricavata presso la casa natale a Morosaglia, quando il corpo fu trasportato in patria nel 1889. L'iscrizione è in italiano.

I primi chiari segnali di questo risveglio risalgono agli anni settanta dell'Ottocento, in coincidenza con la crisi del movimento bonapartista. Saltando volutamente il secolo francese sino ad allora trascorso, il movimento rivendicativo si ispira al recupero della tradizione nazionale còrsa del XVIII secolo.
Un gruppo di còrsi, prima esiguo e poi sempre più folto, slegato dalle formazioni politiche, aveva però iniziato un'attività di base che puntava alla difesa della lingua, dell'identità e della storia locali già almeno dal 1838-1839, periodo del soggiorno sull'isola, soprattutto in veste di filologo, di Niccolò Tommaseo.
Tommaseo, con l'aiuto del poeta e magistrato di Bastia Salvatore Viale (1787-1861), studia il vernacolo còrso e ne celebra la ricchezza e la purezza (lo definirà come il più puro dei dialetti italiani), contribuendo al nascere dei primi germi di una coscienza linguistica e letteraria autonoma nell'ambito della élite isolana raccolta attorno a Viale.
Questi già nel 1817 aveva pubblicato un'opera eroicomica, la Dionomachìa, contenente un brano in còrso nell'ambito del testo, composto per il resto in italiano. Si tratta della prima opera di rilievo letterario che impiega il còrso, mentre in precedenza vi sono poche testimonianze scritte di esso, limitate per lo più a qualche poesia (spesso scritte da sacerdoti), mentre sono numerose le testimonianze della ricca tradizione orale dei canti, soprattutto nella forma pastorale antichissima delle paghjelle, polifonie particolarmente studiate e ammirate dal Tommaseo (e recuperate oggi da gruppi musicali còrsi, come A Filetta ("la Felce").
Tuttavia anche allora - e lo resterà sino alla fine dell'Ottocento - il vernacolo era considerato adatto solo a soggetti giocosi, farseschi (come la Dionomachìa) o popolareschi (le canzoni), laddove per i soggetti seri la scelta di chi si oppone all'assimilazione francofona è quella dell'italiano.
Nel 1889, mentre Parigi celebra sé stessa e il secolo del positivismo inaugurando la Torre Eiffel, i corsisti riescono a far rientrare in Corsica da Londra, dopo 82 anni, le ossa di Pasquale Paoli. Nell'austera cappella ricavata nella sua casa natale, l'iscrizione della lapide che ne sigilla la tomba è scritta in italiano.
Si giunge così al 1896 quando appare il primo giornale in lingua còrsa, A Tramuntana (la Tramontana), fondato da Santu Casanova (1850-1936) e che, sino al 1914 si fa portavoce dell'identità còrsa e della sua dignità.
Mentre l'italiano, ancora ben vivo all'alba del Novecento, si avvia a scomparire rapidamente dalla scena (anche a seguito del mancato riconoscimento dei titoli di studio rilasciati dalle Università italiane sin dai tempi di Napoleone III, che spinge quasi la classe dirigente còrsa verso quella francese), i còrsi iniziano a valorizzare il loro vernacolo come strumento di resistenza all'acculturazione francese.
Accanto al processo di promozione del còrso, che lo porterà a essere sentito sempre più come lingua autonoma e non più come livello familiare dell'italiano, scatta un'operazione di rivendicazione nazionale che porta alla richiesta pressante di autonomia amministrativa e di studio nelle scuole della storia còrsa, in un panorama nel quale ormai tutti gli scolari sanno bene chi sia Vercingetorige, ma ignorano chi fosse Pasquale Paoli.
Accanto A Tramuntana un'altra rivista, A Cispra (nome di un lungo fucile pietra focaia, usato sia dai montanari che dai banditi), si fa interprete di uno stato d'animo che coinvolge trasversalmente, sia a livello di convinzioni politiche individuale, sia a livello di strati sociali, larga parte della società civile dell'isola, mentre i politici dei partiti nazionali restano fuori da tale processo, fedeli al governo centrale. Malgrado ciò, l'agitazione sociale e culturale allarma Parigi e così si moltiplicano le inchieste parlamentari sull'isola, mentre lo stesso presidente Sadi Carnot sente la necessità di visitare la Corsica nel 1896.
L'unico risultato concreto di tanta agitazione è l'alleviarsi, a partire dal 1912, del regime doganiero che deprimeva l'isola sin dalla sua annessione. Ma anche questa misura, isolata e insufficiente, sarà resa vana dall'incombente tragedia della prima guerra mondiale.

### Dalla prima alla seconda guerra mondiale
La prima guerra mondiale (1914-1918) coinvolge pesantemente la Corsica e rivela il perdurare della disparità di trattamento verso la sua popolazione nel seno dello Stato francese. Per i còrsi sembra non valere la regola che, in genere, vede i padri di famiglie numerose esentati dal prestare servizio militare o dall'esser destinati alla prima linea.
Così i montanari dell'isola vengono gettati in massa nelle feroci battaglie sul fronte franco-tedesco, facendo assegnare alla Corsica il poco invidiabile primato di soffrire, percentualmente, circa il doppio delle perdite rispetto alla media nazionale, e il più alto rispetto a qualsiasi altra regione del Paese.
Secondo le stime, circa il 10% dell'intera popolazione dell'isola trova la morte sui campi di battaglia. L'impatto demografico è disastroso e aggravato dall'interruzione, per motivi bellici, dei collegamenti navali regolari con l'isola, che approfondisce la crisi già in atto e spinge la popolazione affamata a ridursi a un'agricoltura e a un'economia arcaica, recuperando tecniche di coltivazione del XVIII secolo per sopravvivere.
La situazione in Corsica è tanto disperata che molti reduci preferiscono emigrare nelle colonie o trovare impieghi in continente piuttosto che tornare alle proprie case in una terra sempre più desertificata sotto ogni punto di vista. Questa diaspora sovrappone il suo effetto a quello delle pesantissime perdite (tuttora i monumenti ai caduti in molti paesi di Corsica elencano un numero di caduti superiore al totale degli abitanti attuali), dando un colpo che si rivelerà decisivo all'equilibrio demografico, culturale ed economico dell'isola.
Tra quelli che restano si fa strada la radicalizzazione del movimento rivendicativo e si riallacciano i legami anche politici con l'Italia, che già con il governo Crispi perseguiva lo sviluppo di cellule irredentiste in altri paesi e una politica estera avversa alla Francia.
In Corsica nasce, per impulso di Petru Rocca, A Muvra (1919), un periodico scritto prevalentemente in còrso e in italiano, con qualche articolo in francese. Attorno al giornale prende vita nel marzo 1922 il Partitu Corsu d'Azione (PCdA, autonomista), sulla scorta del Partito Sardo d'Azione. Alla Muvra (il muflone isolano) si affiancano altre pubblicazioni, in Corsica e in Italia, da dove il quotidiano livornese "Il Telegrafo" diffonde in Corsica, a partire dal 1923, un'edizione per l'isola, che ha ampia circolazione.
Oltre alla fioritura di giornali e i periodici si moltiplicano seri studi linguistici (come l'Atlante Linguistico Etnografico Italiano della Corsica di Gino Bottiglioni) e storico-etnografici (Archivio Storico di Corsica e Corsica Antica e Moderna) dedicati all'isola, editi sia in Italia che in Corsica.
Si realizza così il passaggio dalla rivendicazione autonomista e identitaria a quella più marcatamente indipendentista che, con l'avvento della propaganda mussoliniana, si vena d'irredentismo: il governo fascista non lesina finanziamenti agli irredentisti còrsi e s'istituiscono persino borse di studio perché i giovani còrsi tornino a frequentare le università italiane.
In verità l'avvento di Mussolini in Italia non fa che seguire, non anticipare - né generare - un diffuso e davvero mai del tutto sopito sentimento di alienazione dei còrsi all'impianto nazionale francese. La tradizionale e antichissima tendenza degli isolani a invocare aiuti esterni (con Sampiero s'era cercato aiuto persino presso i turchi) e a raccogliersi attorno a personaggi forti, nella sfortunata coincidenza storica, spinge il movimento corsista verso il fascismo italiano. Tale dinamica va letta piuttosto come un evento incidentale (e anzi stimolato dall'indifferenza francese), che come un'adesione piena e realmente ideologica. Del resto Santu Casanova già invocava un uomo del destino sulle colonne della Tramuntana nel 1902, riferendosi a un novello Pasquale Paoli.
Oltre a Petru Rocca si distinguono nel movimento corsista altri personaggi, quasi tutti a un tempo letterati (con produzioni poetiche in còrso e in italiano) e attivisti politici. Alcuni di essi, come i fratelli Ghjuvanni e Anton Francescu Filippini (quest'ultimo, considerato il maggior poeta còrso, fu segretario di Galeazzo Ciano), sceglieranno giovanissimi l'esilio in Italia; Bertino Poli, Domenico Carlotti (Martinu Appinzapalu), Petru Rocca, Pier Luigi Marchetti e altri finiranno tragicamente per unire il loro destino pubblico a quello del regime fascista.
Lo stesso destino segnerà la vita di Marco Angeli e di Petru Giovacchini, condannati a morte in contumacia, in Francia, come disertori e traditori subito dopo la sconfitta d'Italia nella seconda guerra mondiale.
Marco Angeli, di Sartene, collaborò al A Muvra dal 1919 al 1924, distinguendosi come polemista, poeta e come autore del primo romanzo in còrso (Terra corsa, Ajaccio, 1924). Intensa anche l'attività politica, come segretario del PCdA. Dal 1926, accusato di diserzione in Francia, fu esule in Italia, dove s'era laureato in medicina a Pisa.
Dal 1930 sviluppò dalla città toscana un'intensissima attività propagandistica di stampo via via sempre più apertamente irredentista e giunse a creare una rete capillare di attivisti tra i corsi italiani che, raccolti nei Gruppi d'Azione Còrsa, contava migliaia di aderenti in tutta Italia.
Il temporaneo riavvicinamento tra Italia e Francia frattanto intervenuto condusse nel 1935 allo scioglimento dei Gruppi, che sarebbero brevemente risorti con lo scoppio della guerra nel 1940.
Anche in Corsica la simpatia per l'Italia raggiungeva punte impensabili: Santu Casanova (anche lui morirà esule in Italia) produce scritti e poesie celebrative della guerra d'Etiopia e si giunge a organizzare pubblici festeggiamenti in occasione della proclamazione dell'Impero italiano il 9 maggio 1936.
La maggioranza della popolazione còrsa, tuttavia, restava indifferente (e in certi casi apertamente ostile) al richiamo indipendentista (quando non annessionista) fino al 1938 e, dopo il campanello d'allarme suonato a seguito delle manifestazioni di giubilo per le imprese coloniali italiane, alla rivendicazione ufficiale del Regno d'Italia sulla Corsica pronunciata dal ministro degli Esteri, Galeazzo Ciano, risponde decisa la reazione del governo francese che a Bastia, il 4 dicembre 1938, organizza, di fronte al monumento ai caduti della grande guerra, una manifestazione nazionalista che resterà famosa come il Serment (giuramento) di Bastia: migliaia di persone giurano di «vivere e morire francesi» e di difendere l'appartenenza della Corsica alla Francia a tutti i costi «rispondendo alla violenza brutale con la legittima violenza».
(Galeazzo Ciano, Diario 1937-1943, Nota del 30 dicembre 1938)

### Irredentismo

Carta geografica dell'Italia e delle terre irredente

L'irredentismo in Corsica fu promosso principalmente da Petru Giovacchini, che creò nel 1933 i "Gruppi di cultura corsa" in Corsica per difenderne l'italianità. Il Giovacchini promosse l'unione della Corsica al Regno d'Italia specialmente a partire dal 1939, cercando anche proseliti tra i movimenti autonomisti dell'isola collegati a Santu Casanova. Organizzò grandi manifestazioni nell'isola, celebrando l'annessione italiana dell'Albania avvenuta in quell'anno. Durante la seconda guerra mondiale questi gruppi di Giovacchini favorevoli all'Italia diventarono i Gruppi di azione irredentista corsa.
Gli iscritti al movimento salirono sino a un massimo storico, nel febbraio 1942, di 72 000, mentre Giovacchini fu premiato con la nomina a consigliere nazionale del Partito Fascista. Ma il fatto più emblematico dell'ascesa di questo movimento irredentista in Corsica avvenne nel febbraio 1942 quando si ebbe la costituzione in Sardegna di un Battaglione Corso inquadrato nella divisione Sassari della 73 Legione Camicie Nere.
Dopo la resa dell'Italia nel settembre 1943 Giovacchini si rifugiò nella Repubblica Sociale Italiana, dove mantenne attivi i suoi "Gruppi Corsi". Nel maggio 1944 Giovacchini, allora a Novara, tentò per l'ultima volta di creare da questi suoi Gruppi alcuni nuclei irredentisti da inviare a combattere nella Corsica in mano agli Alleati.

### La seconda guerra mondiale e l'occupazione italiana

La Francia dopo la capitolazione

In seguito alla capitolazione della Francia del giugno 1940, una parte del suo territorio fu occupato dai tedeschi, un'altra parte fu assegnata all'appena costituito Governo di Vichy (Stato satellite tedesco con a capo Philippe Pétain) e una piccola parte confinante col Piemonte fu occupata dall'Italia. Nonostante le rivendicazioni irredentiste italiane sulla Corsica, l'isola fu assegnata alla Francia di Vichy. Le alte gerarchie delle forze armate italiane, contrarie alla mancata assegnazione della Corsica all'Italia, ottennero da Mussolini l'autorizzazione per la preparazione di un piano d'invasione della Corsica. Per l'attuazione di tale piano la Sardegna sarebbe stata di fondamentale importanza in quanto essa sarebbe stata uno dei trampolini di lancio per l'invasione (insieme a Livorno). Ma in un incontro a Merano tra i capi di stato maggiore di Regia Marina e Kriegsmarine del febbraio 1941 i tedeschi disapprovarono il piano in quanto ritennero inutile far invadere l'isola dagli italiani e anche perché sarebbe stata un'azione lesiva dell'immagine del Governo di Vichy agli occhi del mondo e soprattutto delle sue colonie rimastegli fedeli.
L'11 novembre 1942, in risposta all'operazione Torch alleata, scatta, con l'assenso del governo di Vichy, l'invasione della Francia meridionale da parte delle forze tedesche e della Corsica da parte di quelle italiane, che sbarcano a Bastia senza alcuna opposizione, utilizzando mezzi e uomini che erano stati preparati in origine per lo sbarco, mai avvenuto, su Malta.
Le forze d'occupazione italiane ammontavano nel settembre 1943 a circa 76 000 uomini su due divisioni (Cremona e Friuli), tre divisioni e un reggimento costiero, un raggruppamento mobile e quattro Battaglioni M d'assalto anfibio a disposizione del comando del VII Corpo d'armata.
Dal giugno del 1943 si aggiungeranno circa 4 000 tedeschi della brigata SS Reichsführer e alcuni reparti minori.
Il comando militare italiano controlla l'isola con una certa facilità grazie all'imponenza della forza d'invasione (la Corsica contava circa 200 000 abitanti) e grazie al fatto che sia la Gendarmerie francese, sia l'amministrazione civile locale, mantengono gran parte delle loro funzioni.
L'opposizione della popolazione all'occupazione è dapprima scarsa per non dire inesistente: una parte degli isolani collegata all'irredentismo dei Corsi italiani di Petru Giovacchini, sebbene minoritaria, accoglie gli italiani come liberatori, mentre i militari hanno in genere un contegno corretto e persino umano che contribuisce a mantenere un clima tutto sommato tranquillo.
Successivamente nella primavera 1943 i francesi della "Francia libera" gollista iniziano a organizzare una rete di resistenza: il duro intervento dell'OVRA (talvolta affiancata dai carabinieri) contro i pochi oppositori riesce, assieme alla fame (cui contribuiscono le requisizioni di viveri), a far serpeggiare il malcontento, sul quale fanno leva i capi del nascente movimento di resistenza, sia quella comunista, sia quella repubblicana e nazionalista francese.
Infatti Charles de Gaulle invia nell'isola un suo uomo di fiducia, Fred (Godefroy) Scamaroni (nato ad Ajaccio nel 1914), per organizzare e unire le anime della Resistenza, sino a quel momento rimasta puramente platonica.
Scamaroni coordina con esponenti locali un piano di sviluppo che prosegue per molti mesi contando anche su rifornimenti clandestini via mare (molti dei quali assicurati dal sommergibile francese Casabianca) e su aviolanci notturni.
Arrestato dai carabinieri ad Ajaccio e torturato dall'OVRA durante gli interrogatori, Scamaroni, pur di tacere, si dà la morte in carcere il 19 marzo 1943.
Ha nel frattempo luogo qualche attentato che alimenta una spirale di repressione sempre più impietosa. Si moltiplicano così gli arresti e le deportazioni all'Elba e in Calabria, mentre la resistenza si raggruppa nell'impenetrabile maquis (macchia) còrso, dando così il nome a tutto il movimento di liberazione in Francia.
Il nuovo capo militare della resistenza còrsa, Paul Colonna d'Istria, arrestato, riesce a farsi liberare convincendo le guardie d'essere un agente segreto italiano grazie alla sua padronanza della lingua.
Il 27 giugno 1943, ancora ad Ajaccio, l'OVRA arresta anche Jean Nicoli, capo del Fronte Nazionale (resistenza comunista) sull'isola. Trasferito a Bastia, Nicoli viene condannato alla fucilazione da eseguirsi il 30 agosto. Il suo corpo sarà però ritrovato straziato e decapitato.

### L'armistizio dell'8 settembre
Con l'8 settembre 1943 gran parte delle forze italiane, al comando del generale Giovanni Magli, si oppongono con le armi al tentativo delle forze tedesche, che come altrove, tentano di renderle inoffensive.
Già in serata esplode una battaglia al porto di Bastia, che i tedeschi cercano di catturare. Il giorno 9 settembre, giorno seguente l'armistizio, il capitano di fregata Carlo Fecia di Cossato al comando della torpediniera Aliseo, un'unità della Classe Ciclone, sostiene un vittorioso scontro nelle acque della Corsica contro 7 unità tedesche di armamento complessivo superiore; tra queste, cinque sono motozattere armate (F 612, F 459, F 387, F 366 e F 623), a cui si aggiungono due cacciasommergibili, UJ 2203 (ex-francese Minerva) e UJ 2219 (ex-francese Insuma), che vengono tutti affondati dal tiro dei cannoni e i piroscafi Humanitas e Sassari, con equipaggio italiano ma personale alle armi tedesco, resi inoffensivi. L'azione scaturisce dall'attacco portato dai tedeschi a una unità gemella della Aliseo, l'Ardito, in uscita dal porto di Bastia al seguito della Aliseo. L'unità viene gravemente danneggiata, mentre il MAS 523 viene catturato così come il comandante del porto. Prontamente, Fecia di Cossato inverte la rotta e l'Aliseo affronta con i suoi 3 cannoni da 100 mm il naviglio tedesco presente, affondando le sette unità sopra elencate. Per questa azione verrà conferita a Fecia di Cossato la medaglia d'oro al valor militare. 

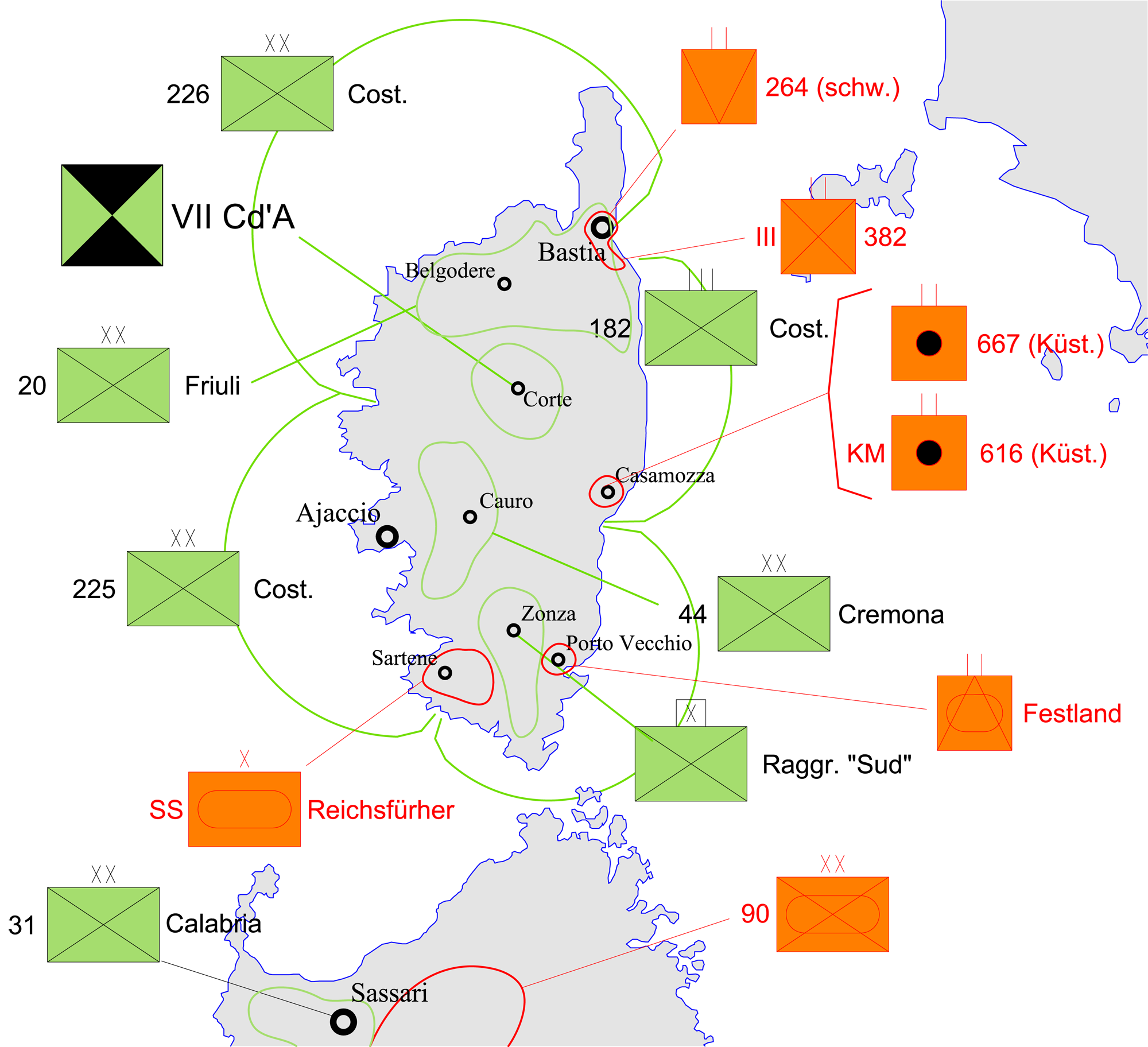
La situazione militare della Corsica alla sera dell'8 settembre 1943. In verde le unità italiane, in rosso unità e reparti germanici

Magli in un primo tempo tratta con il comandante tedesco, l'abile generale Frido von Senger und Etterlin (si distinguerà per il ruolo chiave svolto nella battaglia di Montecassino), che ha a sua disposizione nel sud dell'isola truppe corazzate di prim'ordine.
Di fronte alla minaccia di una tenaglia per lo sbarco, presso Bonifacio, di altre forze motorizzate germaniche (90ª Divisione PanzerGrenadier) provenienti dalla Sardegna (che i tedeschi evacuano proponendosi di consolidare il controllo della Corsica), Magli prende contatto con Paolo Colonna d'Istria per concordare una linea comune contro i tedeschi.
Agli ordini del generale Henry Giraud (che si trova in Nordafrica), sbarcano frattanto sull'isola i primi soldati coloniali francesi (Goumiers del Marocco) insieme ad alcuni agenti e ranger statunitensi.
Il 12 settembre Magli respinge un ultimatum di Albert Kesselring. Dal 13 settembre 1943 gli italiani (salvo ridotti gruppi di camicie nere che s'uniscono alle truppe germaniche) combattono fianco a fianco con i circa 12 000 uomini della resistenza insorti (e con le poche centinaia di soldati coloniali francesi) contro i tedeschi, le cui forze a sud cercano di raggiungere Bastia, frattanto strappata alla divisione Friuli da un bombardamento della Luftwaffe e da un attacco in forze di cannoni d'assalto Sturmgeschütz III.
L'intento di von Senger è ormai quello di assicurarsi il controllo della città e del suo porto per portare in salvo le sue truppe e i suoi carri verso Livorno (da dove dovrebbero andare a opporsi allo sbarco a Salerno). Mentre Bastia viene tenuta sotto pressione dai Bersaglieri e dall'artiglieria italiana, violenti scontri hanno luogo in tutta l'isola.
Il 17 settembre sbarcano ad Ajaccio nuove truppe coloniali francesi agli ordini del generale Henry Martin, e il 19 successivo la Luftwaffe bombarda il comando di Magli a Corte.
Il 21 settembre il generale Giraud raggiunge il comandante italiano. Le forze francesi sull'isola salgono a circa 6 000 uomini. Durante gli scontri i tedeschi minano e fanno saltare numerosi ponti, distruggendo, tra gli altri, il Ponte Nuovo che era stato teatro dei più accaniti scontri nell'omonima battaglia del 1769 che segnò la fine della Corsica indipendente di Pasquale Paoli.
Dal 29 settembre scatta l'offensiva generale italo-francese. Le posizioni tedesche a Bastia vengono bombardate dalle artiglierie italiane (i francesi quasi non ne dispongono). Il 3 ottobre i Bersaglieri prendono Bastia, ma si ritirano immediatamente, in base agli accordi, per lasciare ai francesi l'onore di sfilare in città come liberatori il giorno seguente. Bastia, pertanto, subisce per errore un pesante bombardamento alleato, che provoca notevoli danni e numerosi morti tra la popolazione civile.
Il 5 ottobre 1943 si spengono le ultime sacche di resistenza tedesca sull'isola, che diviene così il primo dipartimento francese liberato e l'unica grande regione europea nella quale gli italiani abbiano combattuto vittoriosamente i tedeschi all'indomani dell'8 settembre.
A testimonianza del decisivo contributo dato dalle truppe di Magli nel liberare la Corsica dalle truppe tedesche è il numero dei caduti italiani nei combattimenti, circa 700, quasi tre volte superiore a quello della somma dei caduti della resistenza e delle truppe agli ordini dei generali francesi (poco più di 240 morti).
Giovanni Magli potrà scrivere nelle sue memorie:
Tra l'8 e il 10 ottobre 1943, la Corsica liberata viene visitata da Charles de Gaulle, che presto destituirà Giraud giudicato colpevole, tra l'altro, di aver lasciato troppo spazio alla parte comunista della resistenza.
Da parte sua il generale De Gaulle si rifiutava persino di stringere la mano al generale Magli, il vero liberatore della Corsica. Vi fu grande amarezza fra gli italiani. Quelle due divisioni rientrarono nella primavera del ’44 in Italia, per costituire i due omonimi gruppi di combattimento della guerra di liberazione.
L'isola diviene un'importante base di partenza per gli attacchi alleati contro le forze tedesche in Italia e in Germania, oltre che un elemento chiave per lo sbarco in Provenza, nel 1944.
La guerra e l'occupazione italiana hanno decisivamente contribuito, malgrado la resistenza italiana dopo l'8 settembre 1943, ad allontanare la Corsica dall'Italia.
Ancora una volta si è ripetuto la formula della Corsica occupata che si affida a un liberatore e a un capo, impersonato per di più da un personaggio dotato del carisma di de Gaulle.
La sconfitta del fascismo segna la fine di ogni aspirazione irredentista, trascinando con sé anche la rottura dei rapporti culturali della Corsica con la penisola e ogni prospettiva di un recupero di cittadinanza sull'isola per la lingua italiana.
La Francia rese così definitivamente propria la Corsica, e d'altronde fece di tutto per vietare di fatto qualsiasi espressione pubblica in italiano o in còrso, subito tacciate di fascismo irredentista, premura particolarmente necessaria dopo che i còrsi, sotto l'occupazione, hanno potuto constatare la pressoché totale intercomprensione tra le lingue còrsa e italiana.

### Dal dopoguerra alla nascita del FLNC
In seguito alla seconda guerra mondiale la Francia lanciò una propaganda importante anti-italiana nelle scuole della Corsica e sulla popolazione dell'isola per evitare ogni unificazione con l'Italia servendosi del fascismo italiano della guerra. Il risultato si rivelò un parziale insuccesso perché non ci furono più movimenti di rivendicazione per l'unità italiana ma apparirono dei radicati movimenti per l'autonomia, quando non per l'indipendenza, dell'isola.
Dopo la sua prima visita nel 1943, de Gaulle sviluppò un rapporto particolare con la Corsica e vi compiette altri cinque viaggi, l'ultimo nel 1961.
L'autorità e l'influenza di de Gaulle in Corsica, sono confermati dalla facilità con la quale, il 24 maggio 1958, un pugno di paracadutisti guidati dal deputato còrso Pascal Arrighi e altri politici gollisti presero possesso della Prefettura di Ajaccio e, disarmata la Gendarmerie, istituirono dei Comitati di Salute Pubblica nella capitale dell'isola e a Bastia. Si trattò di un vero e proprio mini-golpe nel più ampio quadro delle agitazioni che condussero alla nascita della quinta Repubblica e al mandato presidenziale per il generale il 21 dicembre 1958.
Sgonfiato sin dall'immediato dopoguerra il fenomeno che aveva visto il 
Partito Comunista Francese ottenere - grazie soprattutto all'impegno nella Resistenza - un notevole successo alle elezioni del 1945, verso la fine del mandato presidenziale di de Gaulle la Corsica della rappresentanza politica nazionale tornò a replicare in pieno schemi già noti, e le famiglie dei Giacobbi e dei Rocca Serra si spartirono il potere nell'isola.
Tale spartizione finì per contribuire alle prime riforme amministrative cui viene sottoposta la Corsica tra il 1973 (riduzione dei cantoni a 55) e il 1975 (divisione in due dipartimenti).
Sul piano economico si ripeté in Corsica qualcosa di già visto: lo Stato intervenne in modo quasi sempre episodico, quando sollecitato dalle rivendicazioni isolane o da circostanze esterne, ma senza concepire un'azione di risanamento organica in grado di far davvero risorgere una terra dissanguata dall'emigrazione e gravemente impoverita sia sul piano culturale sia su quello prettamente economico.
Nel 1949 si assistette a una sterile riedizione del Plan terrier di quasi 200 anni prima, e che non andò oltre la compilazione di un elenco delle risorse dell'isola.
Nel 1957 vide la luce un progetto che individuava nel turismo e nell'agricoltura le risorse da sviluppare per il futuro della Corsica. Per il turismo si ipotizzava soprattutto un miglioramento delle vie di comunicazione interne e un rilancio dei collegamenti con la Francia.
Anche in questo caso, si dovette attendere la metà degli anni settanta perché venisse istituita la continuità territoriale (le tariffe agevolate di trasporto da e per la Francia, come avviene ad esempio anche tra Italia e Sardegna).
Per l'agricoltura si prospettava ancora una volta il recupero soprattutto delle pianure costiere orientali e la loro coltivazione ad agrumi e a ortaggi, senza prendere misure particolari nel campo vinicolo.
Per l'avvio del progetto si istituirono due società a capitale misto statale e privato, la SOMIVAC (Société d'économie mixte pour la mise en valeur de la Corse) e la SETCO (Société pour l'équipement touristique de la Corse). La SETCO finì per realizzare ben poco, sia per la mancanza di mezzi finanziari, sia per la fortissima opposizione incontrata nell'isola contro i suoi piani di cementificazione delle coste per la realizzazione di migliaia e migliaia di posti letto.
D'altra parte, come altrove, gli investimenti più redditizi nel campo furono effettuati da società che tipicamente non reimpiegavano nell'economia locale i proventi realizzati.

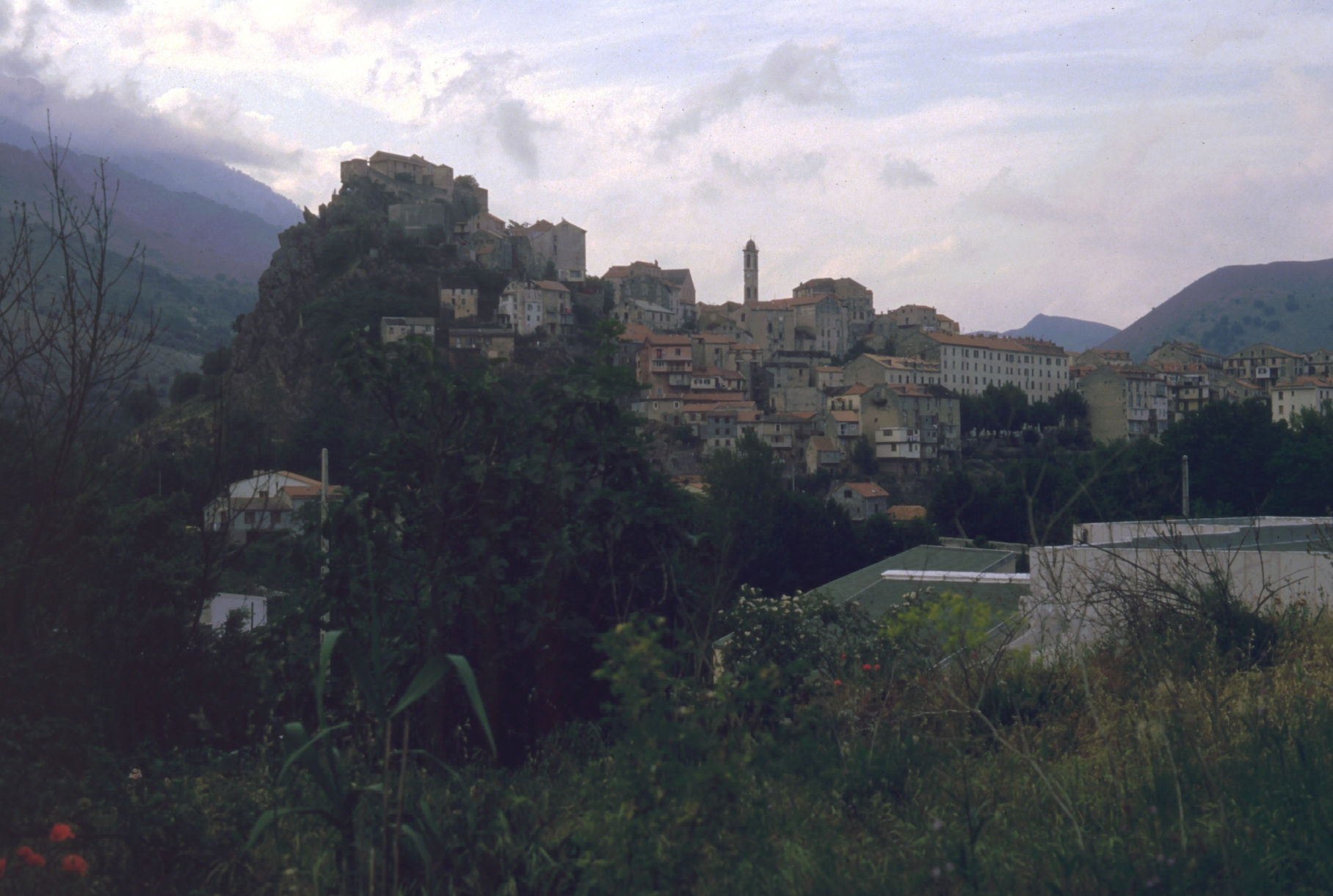
La rocca di Corte, antica capitale della Repubblica Paolina, oggi sede dell'Università di Corsica

Nel campo d'azione della SOMIVAC, invece, si assistette a più importanti realizzazioni, accompagnate però da conseguenze forse impreviste, ma non per questo meno negative per l'isola.
L'indipendenza dell'Algeria nel 1962 ebbe tra le sue conseguenze il trasferimento in Corsica, proprio sui terreni soggetti a sviluppo, di decine di migliaia di pieds-noirs, cui furono assegnati il 90% dei terreni SOMIVAC originariamente destinati agli agricoltori còrsi.
Non essendo state ancora realizzate le opere d'irrigazione necessarie all'orticoltura, si passò così rapidamente a una massiccia espansione della viticoltura soprattutto nelle terre occupate dai pieds-noirs, che per di più godettero di finanziamenti statali aggiuntivi, negati invece agli agricoltori còrsi, che dovettero profondere un impegno enorme per mettere a frutto le coltivazioni di agrumi, dalla quale comunque ottennero buoni risultati, soprattutto nella produzione di clementini.
Nel complesso però, furono i pieds-noirs a godere - di gran lunga - dei maggiori vantaggi, avviando una produzione di massa ed essenzialmente speculativa di vini di qualità medio-bassa e realizzando grandi profitti, subito capitalizzati.
Questi sviluppi, affiancati dalla sostanziale mancanza di misure e di investimenti atti a interessare significativamente la rinascita agricola sulla gran parte del territorio non pianeggiante dell'isola (che ricevette sino agli anni settanta solo il 7% degli investimenti), condussero al montare di un senso di frustrazione e di rabbia nella popolazione che si sentì espropriata e sfruttata vedendo le terre più fertili e redditizie (nonché gli investimenti maggiori) andare a favore dei pieds-noirs.
La sfiducia, la crisi e il malcontento iniziarono così a montare nuovamente in modo significativo già nella prima metà degli anni sessanta e ripartì l'emigrazione: l'andamento demografico segna 175 000 abitanti nel 1962 e solo 190 000 nel 1968, ma l'incremento è tutto da ascrivere all'immigrazione (essenzialmente dei pieds-noirs che, per altro, avevano spesso portato con sé lavoratori d'origine nordafricana) e non riesce a coprire il saldo negativo dovuto all'emigrazione dei còrsi.
L'afflusso migratorio dalle ex-colonie proseguì negli anni successivi (e non si è più arrestato) modificando significativamente l'equilibrio demografico e, per conseguenza, il profilo culturale dell'isola. Nel 1975 la popolazione - grazie soprattutto all'immigrazione - giunse a 210 000 abitanti, ma l'anno successivo si registrarono più morti che nati e il numero di cittadini nati in Corsica, ma residenti in Francia continentale, superava i 100 000. Tale fenomeno è peraltro ancora in atto in modo massiccio e ha portato l'isola a occupare stabilmente il primo posto tra le regioni di Francia per popolazione più anziana.
Questi eventi, sommati a una serie di scandali politici e finanziari, condussero negli anni sessanta alla rinascita di movimenti regionalisti che presto si trasformarono in autonomisti, già che la connotazione irredentista assunta nel passato da tali iniziative - e che aveva costituito sino ad allora un potente freno alla loro rinascita - non riguardava più le nuove generazioni, ormai libere di esprimere senza remore un attaccamento autentico e originale alla propria terra e alla propria cultura.
Già nel 1960 la protesta esplose attorno al progetto, ritirato a furor di popolo, di chiudere le linee ferroviarie insulari, dopo che già era rimasta disattivata (e mai sarà riaperta, malgrado lo sviluppo agricolo) la linea che, lungo la piana orientale, collegava Bastia a Porto Vecchio, danneggiata durante la guerra. La chiusura dell'intera rete ferroviaria fu poi tentata nuovamente in seguito, sino all'esplodere di un'analoga crisi nel 1983, che condusse al risanamento delle linee superstiti.
Nel 1961, mentre si moltiplicarono gli scioperi, si tenne a Corte un'assemblea dei còrsi della diaspora, e si registrarono i primissimi attentati dinamitardi rivendicativi. Nel 1963 esplose la questione fiscale, mentre montava il dibattito e il malcontento innescato anche dall'affare dei pieds-noirs.
Nel 1968 nel contesto della protesta mondiale, venne fondato il primo movimento regionalista organizzato del dopoguerra, il FRC, Fronte Regionalista Còrso, che coinvolse molti studenti. Accanto a questo si sviluppò l'ARC, Azione Regionalista Corsa, che mobilitò un po' tutti gli strati della società insulare e coagulò il maggiore attivismo rivendicativo soprattutto attorno alla questione agraria (da sempre un problema fondamentale nell'isola), aggravata dal fenomeno dell'immigrazione dei pieds-noirs.
In questo quadro l'ARC si radicò nella piana costiera attorno ad Aleria, tenendo in zona i propri congressi (poi spostati a Corte, antica capitale dell'indipendenza còrsa) e denunciando la spogliazione del patrimonio insulare e il perdurare di condizioni che avrebbero potuto condurre alla morte il popolo còrso e ogni suo tratto culturale originale.
Nel 1972 fu l'italiana Montedison a sollecitare la risposta violenta dei còrsi: tra il 1972 e il 1973 due navi della società scaricano fanghi rossi altamente tossici nel mare a 35 km a Nord del Capo còrso, senza che vi sia immediata reazione - malgrado le denunce dei pescatori, sia italiani che còrsi - da parte degli Stati.
Questa intervenbero dopo che gruppi clandestini còrsi presero prima a fucilate e poi minarono le navi dei veleni, la "Scarlino I" e la "Scarlino II". I casi giudiziari seguenti, conclusi negli anni ottanta, condussero all'assoluzione della Montedison in Italia e alla sua condanna in Francia, dando altresì origine al Protocollo di Barcellona sulla protezione del Mediterraneo del 16 febbraio 1976 (Protocol for the Prevention of Pollution of the Mediterranean Sea by Dumping from Ships and Aircraft).
Nel 1975, mentre gli attentati dinamitardi (che furono sempre eseguiti con una particolare attenzione volta a evitare vittime umane) risorsero imponenti, accanto all'esigenza di riacquisire la lingua còrsa, la richiesta della riapertura dell'Università fondata a Corte da Pasquale Paoli e immediatamente chiusa e mai riaperta dai giorni dell'annessione francese, mentre il governo di Parigi predispose, sin dal 1974, una commissione interministeriale incaricata di tentare di riequilibrare, senza troppo successo, l'intervento dello Stato centrale in Corsica.
Nello stesso anno, a luglio, l'ARC, trasformatasi nel frattempo in Azione per a Rinascita Corsa (Azione per la Rinascita della Corsica), tenne un congresso a Corte, denunciando con forza l'azione del governo. La situazione andò precipitando e nell'agosto 1975 si giunse all'azione che restò famosa come i «Fatti di Aleria».
Il 18 agosto 1975 un piccolo gruppo di autonomisti còrsi, guidati da Edmondu Simeoni, medico di Bastia, occupa un'azienda agricola (la Cave Depeille, oggi in rovina) tenuta da una famiglia pied-noir coinvolta negli scandali fiscali e finanziari che caratterizzavano lo sviluppo agricolo nella zona, giudicato parassitario e colonialista in natura dai còrsi.
La sera prima Simeoni, portavoce dell'ARC, aveva tenuto un acceso e affollatissimo comizio a Corte (chiusosi al canto dell'inno còrso, il «Dio vi Salvi, Regina»), snocciolando come in un cahier de doléances le rivendicazioni nazionaliste, dal bilinguismo còrso-francese alla corsizzazione (assunzione preferenziale dei nativi) degli impieghi e denunciando al contempo la chiusura di fatto della via democratica alle riforme come conseguenza dell'esplodere delle frodi elettorali favorite dall'istituzione, anni prima, del voto per corrispondenza.
L'occupazione della Cave Depeille fu eseguita al mattino senza alcuno spargimento di sangue da sette còrsi armati di fucili da caccia, che allontanarono i proprietari e i loro impiegati, e issarono la bandiera Testa Mora. La reazione dello Stato fu decisa. Il Ministero degli Interni fece circondare l'azienda occupata da 1 200 uomini appoggiati da elicotteri e carri armati.
Nell'assalto lanciato il 22 agosto, due gendarmi restarono uccisi, e due occupanti feriti. I responsabili dell'occupazione furono incarcerati a Parigi, mentre la notte qualcuno incendiò la Cave (cantina) Depeille.
Il 27 agosto l'ARC venne sciolta. Nella notte tra il 27 e il 28 scoppiarono incidenti gravissimi a Bastia (carri armati per le strade e un gendarme ucciso) e il prefetto regionale e il viceprefetto di Bastia furono rimossi. Lo scioglimento dell'ARC radicalizzò verso l'indipendentismo e spinse nella clandestinità il movimento.
A marcare la disparità di trattamento subita dai còrsi, vi è il fatto che, nello stesso periodo, un'analoga azione di protesta nell'area di Parigi - con il sequestro temporaneo di un dirigente industriale da parte di sindacalisti - s'era risolto pacificamente per via di trattative. Nel caso di Aleria la magistratura non aprì neanche indagini nei confronti dei gendarmi che avevano sparato (e probabilmente ucciso) senza provocazione.
Nacque così il FLNC, Fronte di Liberazione Naziunale Corsu, nel quale confluirono il FPCL Fronte Paesanu Corsu di Liberazione, sorto nel Sud dell'isola nel 1973 e Ghjustizia Paolina, fondata nel marzo 1974, che già avevano firmato numerosi attentati sia in Corsica, sia in Francia continentale.
Nella notte tra il 4 e il 5 maggio 1976 ben 22 attentati dinamitardi scossero la Corsica e arrivarono a colpire il Palazzo di Giustizia a Marsiglia, segnando l'avvio di una lunghissima serie di attacchi. Ancora il 5 maggio i rappresentanti del FLNC tennero una conferenza stampa clandestina presso le rovine del Convento francescano di Sant'Antonio di Casabianca, luogo carico di significato simbolico in quanto vi era stato proclamato "generale" della nazione còrsa Pasquale Paoli, il 14 luglio 1755.
Nell'ambito del dibattito che condusse con il processus de Matignon al varo della Legge sulla Corsica, il 31 agosto 2000 il giornale "Le Monde" pubblicò in prima pagina un intervento di Michel Rocard, ex primo ministro francese e deputato europeo, nel quale l'uomo politico elencò una serie di eventi storici che nella sua visione dimostravano l'effettiva condizione di soggiacimento ad oppressione dell'isola da parte di poteri esterni. L'articolo, intitolato "Corse: Jacobins, ne tuez pas la paix!", seguiva temporalmente alcuni altri autorevoli interventi sul tema, di poco precedenti e non limitati esclusivamente alla questione corsa, ma collegati ad altre spinte autonomistiche fra le quali, notabilmente, quella basca in Spagna. Se infatti, sempre da Le Monde, il 24 luglio Jack Lang si era espresso in favore di una possibile reconnaissance des particularismes et des originalités delle minoranze, il 24 agosto Henri Emmanuelli, allora presidente della commissione finanze della Assemblée Nationale, parlava da Libération con un certo scetticismo delle proposte del governo e si mostrava preoccupato della rivitalizzazione del nazionalismo corso e basco, temendone peraltro la connotazione etnica; inoltre, per Emmanuelli il possibile orientamento di destra, lo "spirito di regionalismo di destra" era dietro la porta e pronto a manifestarsi. Ora, l'interessamento della destra, specialmente della destra estrema del Front National di Jean Marie Le Pen, era già emerso in forma espressa intorno al 1990, e sia (molto favorevolmente) a proposito del regionalismo che del particolarismo, sebbene di quest'ultimo Le Pen abbia ripetuto a più riprese che malgrado il suo charme si accompagnava comunque a rischi. Nello stesso periodo, peraltro, Rocard stesso era oggetto di polemica per la sua posizione sul problema Corsica, e la polemica si tradusse anche in satira, con una nota vignetta del settimanale National Hebdo che lo ritraeva insieme a Pierre Joxe (autore della legge del 1992 sul riconoscimento parziale di alcune autonomie per l'isola) mentre entrambi giocavano con la Corsica per - secondo la vignetta - loro interessi.
Tuttavia, con il suo articolo, che iniziava con un brusco "les Français en ont assez des problèmes corses", Rocard intervenne prontamente a conchiudere una fase di esternazioni non omogenee di molti esponenti della sua area ideologica e rese di fatto una pubblica chiarificazione della posizione praticamente ufficiale dei socialisti francesi sul punto. Considerata criticamente come un'espressione del sempre vivace giacobinismo sotteso alle posizioni di una componente di rilievo del partito, la disamina di Rocard, preceduta dal timore che l'ondata xenofoba potesse effettivamente produrre per risultato la creazione di un popolo separato distinto in quanto rigettato, certamente andata soggetta a contestazioni e polemiche, quella di Rocard resta comunque una sintesi di alcuni dei momenti salienti della storia corsa e ratifica, nelle sue intenzioni, alcune delle rivendicazioni su oppressione e riduzione in povertà dell'isola sempre avanzate dagli autonomisti. Confermò dunque che oppressione ci fu e che ce ne erano forti tracce, e che l'isola fu messa in pesante difficoltà da gravi sperequazioni socioeconomiche.
Sul piano storico Rocard ricordò ad esempio che quando Luigi XV acquistò l'isola dalla Repubblica di Genova, ci volle una guerra di occupazione per conquistarla ed in questa la Francia perse più soldati che in tutta la guerra d'Algeria; dopo la conquista la Francia mantenne l'isola sotto controllo militare sino al XIX secolo con incerto rispetto della legalità repubblicana. Durante la prima guerra mondiale la coscrizione in Corsica chiamò alle armi anche padri di sei figli, cosa mai successa sul Continente, causando la perdita di una quota rilevante di forza lavoro, peraltro impedendo la trasmissione tradizionale dei mestieri di padre in figlio ed in pratica offrendo lavoro ai superstiti solo come postini o come finanzieri; si sarebbe scodellata una formula di assistenzialismo senza precedenti che per l'autore fu la vera ragione del cliché sulla supposta indolenza dei Corsi.
Ma, continuò Rocard, anche la differenza fra il diritto successorio tradizionale corso, di tradizione orale, ed il cogente diritto formale francese non fece che favorire i "metropolitanizzati", sottraendo ai corsi le terre di loro ancestrale proprietà e, privandoli dei relativi titoli, quand'anche ne fossero rimasti in possesso gli agricoltori corsi non poterono accedere al credito per investire in agricoltura. In più, il sistema continentale, applicato senza riguardo per quello in uso localmente, abolì istituti giuridici come l'uso civico (diffusamente corrente in Corsica come in Sardegna) e distrusse le forme spontanee di proprietà collettiva.
E sul lavoro l'articolo sottolineò anche la grave inopportunità, negli anni cinquanta, dell'azione della Somivac, un'azienda governativa di valorizzazione del territorio della Corsica con il compito di requisire terreni, portarvi le infrastrutture e rivendere ai corsi i terreni valorizzati; nel 1962 cominciarono le vendite, ma dei primi 400 lotti il 90% fu assegnato a reduci e profughi dell'Algeria, i pieds-noirs. Secondo l'ex primo ministro queste percentuali erano direttamente incitanti alla guerra civile. Che per poco non venne, effettivamente, anni dopo. Il cosiddetto "dramma di Aleria", infatti, consistette secondo Rocard in una risposta (militare) sproporzionata e nella fine della possibilità di dialogo con l'Eliseo, con conseguente esplosione di violenza.
L'applicazione negli anni settanta, ad opera di Giscard d'Estaing, di una politica di continuità territoriale, fu attuata a senso unico, garantendo prezzi politici dei trasporti di persone e merci solo dal Continente alla Corsica e non anche nella direzione inversa; per Rocard questa applicazione solo parziale determinò un gravissimo danno economico, portandole aziende vinicole e di salumeria alla morte economica.
In questa analisi, i passaggi citati descrivevano un insieme di fattori che erano causa, secondo Rocard, dello stato rivoltoso dell'isola. A partire dalla mancanza di giustizia fondiaria, che provoca violenza.
Il dibattito si svolgeva, come detto, parallelamente ai lavori di Matignon, dai quali nel 2001 sortirono provvedimenti per l'autonomia corsa lungamente negoziati fra il governo e rappresentanti della regione. L'analisi del risultato legislativo è alquanto diversificata nei vari osservatori. 

### Dagli anni ottanta ai giorni nostri
Mentre il FLNC (dal 1983 del tutto fuorilegge e poi divisosi) porta avanti la sua campagna clandestina, sorgono diverse formazioni politiche autonomiste e indipendentiste che partecipano al processo democratico e portano avanti pacificamente le proprie rivendicazioni.
Le campagne dinamitarde hanno raramente fatto vittime, come il caso del gennaio 2006, quando un giovane attentatore è morto dilaniato dalla bomba che si apprestava a piazzare ad Aix-en-Provence).
Già negli anni ottanta, tuttavia, una parte degli attentati finisce per essere funzionale a regolamenti di conti privati e alla riscossione di una tassa rivoluzionaria, di fatto indistinguibile dal pizzo, a segnalare la deriva mafiosa.
Una prova del gioco delle parti che si nasconde dietro certe violenze si avrà nella notte tra il 20 e il 21 aprile 1999 quando un attentato - che si scoprirà ordinato direttamente dal Prefetto dell'isola, Bernard Bonnet - distrugge un ristorante a Coti Chiavari.
Bonnet, scoperto, sarà destituito e arrestato.
Già sul finire degli anni settanta nascono i primi partiti autonomisti e nazionalisti, mentre la politica è occupata da quelli che gli autonomisti locali definiscono eredi dei clanisti, ossia i maggiorenti isolani che rappresentano i partiti nazionali francesi.
Nel 1977 nasce l'UPC Unione di u Populu Corsu, partito guidato da Edmond Simeoni di orientamento autonomista.
Sul finire degli anni ottanta il FLNC crea un proprio braccio politico, che subisce varie scissioni e che dà vita infine ad alcuni partiti politici indipendentisti. Anche il braccio armato si dividerà in più pezzi, dando luogo a una certa diminuzione nel numero degli attentati, che sino alla fine degli anni novanta si contano nell'ordine di almeno mezzo migliaio l'anno.
I partiti politici indipendentisti sorti dalle scissioni si riunificano nel 1992, dando vita a Corsica Nazione, oggi una delle forze politiche più importanti dell'isola.
In generale - e semplificando oltremodo - si può dire che i partiti autonomisti siano spesso afferenti all'area politica della sinistra, mentre quelli indipendentisti sono piuttosto tendenti a destra; tuttavia vi sono anche partiti indipendentisti d'ispirazione socialista.
Quel che è certo è che, fino al 2015, la galassia dei partiti e dei movimenti autonomisti e indipendentisti isolani ha scontato la sua perenne frammentazione e le sue rivalità e divisioni, non riuscendo mai a conquistare la maggioranza dei voti sull'isola.
Lo sforzo politico ha tuttavia dato alcuni frutti, come la riapertura (1981) a Corte dell'università di Corsica fondata da Pasquale Paoli (chiusa dai francesi nel 1769, non appena ebbero il controllo pieno dell'isola e mai più riaperta) e, un anno dopo (1982) la concessione sotto François Mitterrand, dello Statuto Particolare.
La riforma sarà osteggiata e svuotata in tutti i modi dai conservatori e dai nazionalisti francesi.
Si giunge così al 1991, con la nascita della Collettività territoriale di Corsica dotata di un nuovo statuto particolare che trasferisce all'Assemblea di Corsica (eletta a suffragio universale) già creata nel 1982 numerose competenze in materia culturale, economica e sociale.
Durante tutti gli anni ottanta e novanta si susseguono assassinii mirati degni della più antica tradizione della vendetta isolana, vittime sia avversari politici, sia gendarmi, sia poliziotti.
Il più grave di questi delitti è certamente l'omicidio del Prefetto di Corsica Claude Erignac, freddato il 6 febbraio 1998 ad Ajaccio.
Né il delitto Erignac, né lo scandalo sollevato dalle attività terroristiche promosse dal suo successore Bonnet, hanno fermato il cammino delle riforme.
Per iniziativa del governo di Lionel Jospin già nel 1999 vengono avviate nuove trattative che condurranno, nel 2002 al varo di una nuova Loi sur la Corse (Legge sulla Corsica) che oltre a estendere i poteri dell'Assemblea di Corsica, prevede un'estensione - sebbene ancora insufficiente - dell'insegnamento della lingua còrsa sia nelle scuole materne che in quelle elementari.
Tra il 2010 e il 2012 l'isola è teatro di un'importante escalation di attentati dinamitardi contro le seconde case. Nel dicembre 2012 in una sola notte vennero distrutte o danneggiate ben 24 abitazioni in tutta la Corsica. Nell'aprile 2014 Gilles Simeoni, leader dell'autonomismo còrso, viene eletto sindaco di Bastia. L'anno successivo lo stesso Simeoni fu eletto al secondo turno presidente del consiglio esecutivo della Corsica. Per la prima volta l'isola era governata dagli autonomisti. L'ascesa del fronte autonomista fu confermata anche nelle elezioni territoriali del 2017 e alle legislative dello stesso anno, dove per la prima volta, tre dei quattro parlamentari eletti nei collegi còrsi erano autonomisti.
Il 1º gennaio 2018, con la nascita della collettività territoriale della Corsica, ovvero sia il nuovo governo regionale a statuto speciale, che rimpiazzava i dipartimenti dell'Alta Corsica e della Corsica del sud, l'isola fa un ulteriore piccolo passo verso un'autonomia differenziata dal governo centrale di Parigi.